# الحرب الكرواتية البوسنية
كانت الحرب الكرواتية البوسنية صراعًا بين جمهورية البوسنة والهرسك والجمهورية الكرواتية في البوسنة والهرسك المعلنة ذاتيًا بدعم من كرواتيا، واستمرت هذه الحرب منذ 18 أكتوبر من عام 1992 وحتى 23 فبراير من عام 1994. غالبًا ما يُشار إليها بأنها «حرب داخل حرب» على اعتبار أنها كانت جزءًا من حرب البوسنة والهرسك. حارب البوشناق والكروات في بادئ الأمر ضمن تحالف ضد جيش يوغوسلافيا الشعبي (JNA) وجيش جمهورية صرب البوسنة (VRS)، ولكن ازدادت التوترات بين البوشناق والكروات بحلول نهاية عام 1992. وقعت أولى الحوادث المسلحة بينهما في أكتوبر من عام 1992 في البوسنة الوسطى. استمر هذا التحالف العسكري حتى أوائل عام 1993، إذ انهار تعاونهما وانخرط الحليفان السابقان في صراع مفتوح.
تصاعدت الحرب الكرواتية البوسنية في البوسنة الوسطى وسرعان ما امتدت إلى الهرسك، مع اندلاع معظم المعارك في هاتين المنطقتين. نُظم البوشناق في جيش جمهورية البوسنة والهرسك (ARBiH)، والكروات في مجلس الدفاع الكرواتي (HVO). تألفت الحرب بشكل عام من صراعات متفرقة مع إبرام العديد من اتفاقيات وقف إطلاق النار خلالها. ومع ذلك، لم تكن هذه الحرب شاملةً بين البوشناق والكروات إذ ظلوا متحالفين في مناطق أخرى، بشكل رئيسي في بيخاتش وسراييفو وتيشان. اقترح المجتمع الدولي العديد من خطط السلام خلال الحرب، ولكن فشلت جميعها. جرى التوصل إلى وقف إطلاق النار في 23 فبراير من عام 1994، ووُقع على اتفاق إنهاء الأعمال العدائية (اتفاقية واشنطن) في واشنطن العاصمة في 18 مارس من عام 1994، ولكن كان مجلس الدفاع الكرواتي قد تكبد خسائر كبيرة خلال المعارك حتى ذلك الوقت. أدى الاتفاق إلى إنشاء اتحاد البوسنة والهرسك وبدء العمليات المشتركة ضد القوات الصربية، ما ساعد على تغيير التوازن العسكري وإنهاء حرب البوسنة والهرسك.
أدانت المحكمة الجنائية الدولية ليوغوسلافيا السابقة 17 مسؤولًا تابعين لمجلس الدفاع الكرواتي وللجمهورية الكرواتية في البوسنة والهرسك، أُدين ستةً منهم لمشاركتهم في مشروع إجرامي مشترك يسعى لضم الأجزاء ذات الأغلبية الكرواتية في البوسنة والهرسك أو السيطرة عليها، في حين أُدين اثنين من جيش جمهورية البوسنة والهرسك لمسؤوليتهما عن جرائم الحرب المُرتكبة خلال الصراع. قضت المحكمة الجنائية الدولية ليوغوسلافيا السابقة بسيطرة كرواتيا بشكل عام على مجلس الدفاع الكرواتي وبكون ذلك الصراع دوليًا.

## الخلفية

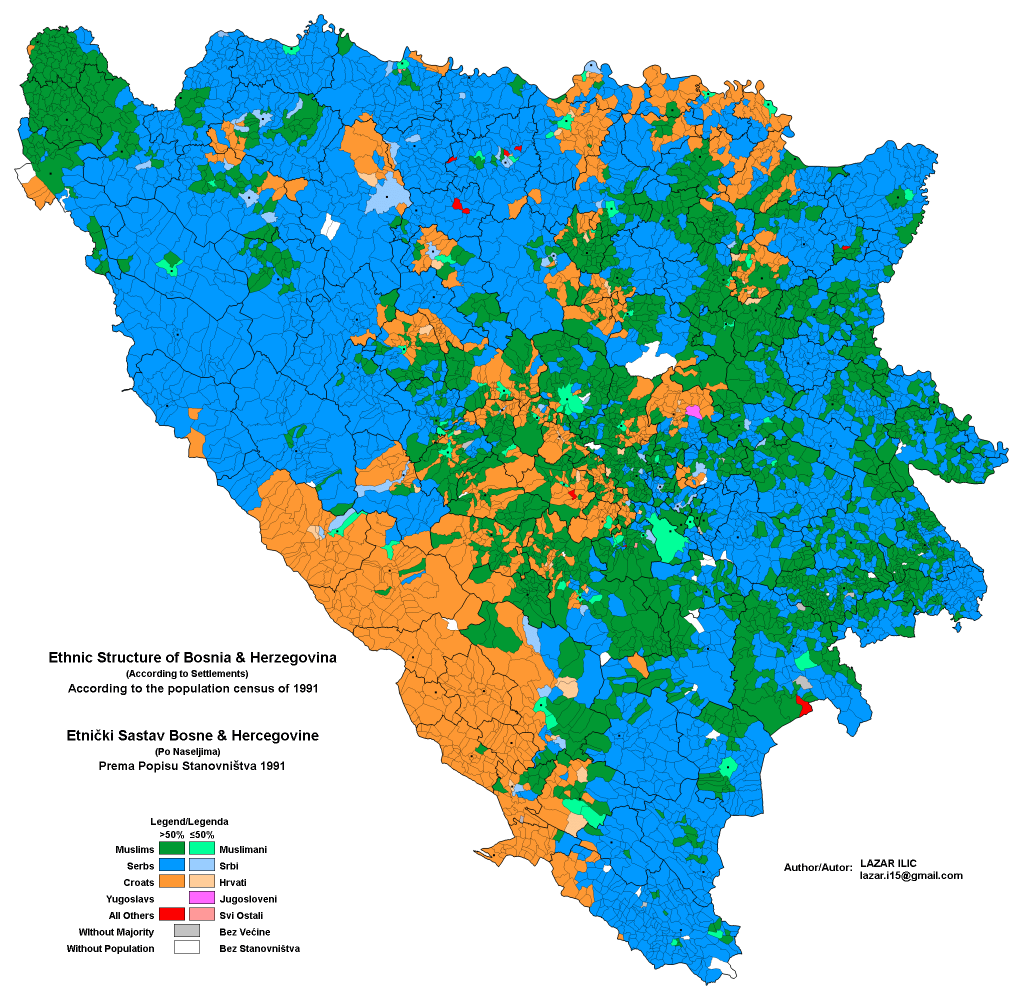
التكوين العرقي للبوسنة والهرسك في عام 1991.

في نوفمبر 1990 أجريت أول انتخابات حرة في البوسنة والهرسك ووضع الأحزاب القومية في السلطة. كان هؤلاء هم حزب العمل الديمقراطي بقيادة علي عزت بيغوفيتش والحزب الديمقراطي الصربي بقيادة رادوفان كاراديتش والاتحاد الديمقراطي الكرواتي للبوسنة والهرسك بقيادة ستيفان كيويتش. تم انتخاب عزت بيغوفيتش رئيسا لمجلس رئاسة البوسنة والهرسك بينما انتخب يور بيليفان من الاتحاد الديمقراطي الكرواتي رئيسا لمجلس وزراء البوسنة والهرسك وتم انتخاب مومشيلو كراجيشنيك من الحزب الديمقراطي الصربي رئيسا لبرلمان البوسنة والهرسك.
في عامي 1990 و 1991 أعلن الصرب في كرواتيا والبوسنة والهرسك عن عدد من «مناطق الحكم الذاتي الصربية» بقصد توحيدهم فيما بعد لإنشاء صربيا الكبرى. استخدم الصرب جيش يوغوسلافيا الشعبي المجهز تجهيزا جيدا للدفاع عن هذه الأراضي. في وقت مبكر من سبتمبر أو أكتوبر 1990 بدأ جيش يوغوسلافيا الشعبي بتسليح صرب البوسنة وتنظيمهم في الميليشيات. بحلول مارس 1991 وزع جيش يوغوسلافيا الشعبي ما يقدر بـ 51900 قطعة سلاح ناري على القوات شبه العسكرية الصربية و 23298 قطعة سلاح ناري على الحزب الديمقراطي الصربي.
في أوائل عام 1991 بدأ قادة الجمهوريات الست سلسلة من الاجتماعات لحل الأزمة في يوغوسلافيا. فضلت القيادة الصربية الحل الفيدرالي بينما فضلت القيادة الكرواتية والسلوفينية تحالف الدول ذات السيادة. اقترح عزت بيغوفيتش اتحادا غير متكافئ في 22 فبراير حيث ستحافظ سلوفينيا وكرواتيا على علاقات فضفاضة مع الجمهوريات الأربع المتبقية. بعد ذلك بوقت قصير غير موقفه واختار البوسنة والهرسك ذات السيادة كشرط مسبق لمثل هذا الاتحاد.
تنص المحكمة الجنائية الدولية ليوغوسلافيا السابقة على أن الهدف النهائي للرئيس الكرواتي فرانيو تودجمان في البوسنة كان إنشاء «كرواتيا الكبرى» على أساس حدود بانوفينا الكرواتية والتي ستشمل غرب الهرسك وبوسافينا وأجزاء أخرى من البوسنة ذات الأغلبية السكانية الكرواتية. ولأنه علم أن المجتمع الدولي يعارض تقسيم البوسنة والهرسك اتبع تودجمان سياسة مزدوجة: من ناحية أعلن دعمه الرسمي لوحدة البوسنة والهرسك بينما سعى من ناحية أخرى لتقسيم البوسنة والهرسك بين الكروات والصرب. في 25 مارس 1991 التقى تودجمان بالرئيس الصربي سلوبودان ميلوشيفيتش في كاراجورجيفو حسبما ورد لمناقشة تقسيم البوسنة والهرسك. شهد الدبلوماسي البريطاني بادي أشدون أن تودجمان اعترف له بأنه وميلوشيفيتش اتفقا على تقسيم البوسنة والهرسك ورسم تودجمان خريطة البوسنة والهرسك لأشدون تظهر خط الترسيم المقترح.
في 6 يونيو اقترح عزت بيغوفيتش والرئيس المقدوني كيرو غليغوروف قيام اتحاد كونفدرالي ضعيف بين كرواتيا وسلوفينيا واتحاد الجمهوريات الأربع الأخرى وهو ما رفضه ميلوسيفيتش. في 13 يوليو اقترحت حكومة هولندا الدولة التي تترأس المجموعة الأوروبية آنذاك على دول الاتحاد الأوروبي الأخرى أنه يجب استكشاف إمكانية إجراء تغييرات متفق عليها على حدود جمهوريات يوغوسلافيا ولكن تم رفض الاقتراح من قبل أعضاء آخرين. في يوليو 1991 رادوفان كاراديتش رئيس الحزب الديمقراطي الصربي ومحمد فيليبوفيتش نائب رئيس منظمة البشناق الإسلامية صاغوا اتفاقية بين الصرب والبوشناق والتي من شأنها أن تترك البوسنة والهرسك في اتحاد دولة مع جمهورية صربيا الاشتراكية والجبل الأسود. شجب كل من الاتحاد الديمقراطي الكرواتي للبوسنة والهرسك والحزب الديمقراطي الاجتماعي للبوسنة والهرسك الاتفاق واصفا إياه بأنه ميثاق مناهض للكروات وخيانة. على الرغم من ترحيبه بالمبادرة في البداية رفض عزت بيغوفيتش أيضا الاتفاقية.
من يوليو 1991 إلى يناير 1992 أثناء حرب الاستقلال الكرواتية استخدم جيش يوغوسلافيا الشعبي والقوات شبه العسكرية الصربية الأراضي البوسنية لشن هجمات على كرواتيا. بدأت الحكومة الكرواتية في تسليح الكروات في منطقة الهرسك في وقت مبكر من أكتوبر أو نوفمبر 1991 متوقعة أن الصرب سينشرون الحرب في البوسنة والهرسك. كما ساعدت في تسليح البوشناق. بحلول أواخر عام 1991 تم تجنيد حوالي 20.000 من الكروات في البوسنة والهرسك معظمهم من منطقة الهرسك في الحرس الوطني الكرواتي. خلال الحرب في كرواتيا أعلن الرئيس البوسني علي عزت بيغوفيتش في إعلان متلفز عن حياده مشيرا إلى أن «هذه ليست حربنا» وأن حكومة سراييفو لم تتخذ إجراءات دفاعية ضد هجوم محتمل من جانب صرب البوسنة وجيش يوغوسلافيا الشعبي. وافق عزت بيغوفيتش على نزع سلاح قوات الدفاع الإقليمية الحالية بناء على طلب جيش يوغوسلافيا الشعبي. تم تحدي ذلك من قبل الكروات البوسنيين والمنظمات البوسنية التي سيطرت على العديد من منشآت وأسلحة الدفاع الإقليمي. في 21 سبتمبر 1991 قُتل أنت باراجيك نائب رئيس حزب الحقوق الكرواتي والمدافع عن التحالف الكرواتي البوسني على يد الشرطة الكرواتية في ظروف غامضة.

1939 بانوفينا الكرواتية (أحمر) داخل مملكة يوغوسلافيا (أصفر فاتح).

في 12 نوفمبر 1991 في اجتماع ترأسه داريو كورديتش وماتي بوبان توصل قادة الحزب المحلي في اتحاد البوسنة والهرسك إلى اتفاق بشأن اتباع سياسة تحقيق «حلم قديم، دولة كرواتية مشتركة» وقرروا إعلان يجب أن تكون البانوفينا الكرواتية في البوسنة والهرسك «المرحلة الأولية المؤدية نحو الحل النهائي للمسألة الكرواتية وإنشاء كرواتيا ذات السيادة داخل حدودها العرقية والتاريخية [...]». في نفس اليوم تم إعلان الجمهورية الكرواتية في البوسنة والهرسك بوسافينا في بلديات شمال غرب البوسنة والهرسك. في 18 نوفمبر تم إنشاء الجمهورية الكرواتية في البوسنة والهرسك المستقلة وادعى أنه ليس لديه هدف انفصالي وأنه سيخدم «أساسا قانونيا للإدارة الذاتية المحلية». وتعهدت باحترام الحكومة البوسنية بشرط أن تكون البوسنة والهرسك مستقلة عن «يوغوسلافيا السابقة وكل أنواع يوغوسلافيا المستقبلية». تم اختيار بوبان كرئيس لها. منذ نشأتها عقدت قيادة الجمهورية الكرواتية في البوسنة والهرسك ومجلس الدفاع الكرواتي علاقات وثيقة مع الحكومة الكرواتية والجيش الكرواتي. في جلسة لمجلس الدولة الأعلى في كرواتيا قال تودجمان إن إنشاء الجمهورية الكرواتية في البوسنة والهرسك لم يكن قرارا للانفصال عن البوسنة والهرسك. في 23 نوفمبر أعلنت الحكومة البوسنية أن الجمهورية الكرواتية في البوسنة والهرسك غير قانونية.
انقسمت قيادة الاتحاد الديمقراطي الكرواتي للبوسنة والهرسك بشأن إنشاء الطائفتين الكرواتيتين. عارض رئيس الحزب ستيفان كيويتش هذه الخطوة بينما أيدها ممثلو الحزب من الهرسك ووسط البوسنة وبوسافينا البوسني. في 27 ديسمبر 1991 عقدت قيادة الاتحاد الديمقراطي الكرواتي لكرواتيا والاتحاد الديمقراطي الكرواتي للبوسنة والهرسك اجتماع في زغرب برئاسة تودجمان. ناقشوا مستقبل البوسنة والهرسك واختلافهم في الرأي حوله ووضع إستراتيجية سياسية كرواتية. فضل كيويتش أن يبقى الكروات داخل البوسنة والهرسك الموحدة على خط البوسنيين. تعرض لانتقادات من قبل تودجمان لانضمامه إلى سياسات عزت بيغوفيتش. رأى بوبان أنه في حالة تفكك البوسنة والهرسك أو إذا بقيت في يوغوسلافيا يجب إعلان الجمهورية الكرواتية في البوسنة والهرسك إقليما كرواتيا مستقلا «والذي سينضم إلى دولة كرواتيا ولكن فقط في الوقت الذي تنضم فيه القيادة الكرواتية [.. .] يجب أن تقرر». ادعى كورديتش نائب رئيس الجمهورية الكرواتية في البوسنة والهرسك أن روح الكروات في الجمهورية الكرواتية في البوسنة والهرسك قد ازدادت قوة منذ إعلانها وأن الكروات في منطقة ترافنيك كانوا مستعدين لأن يصبحوا جزء من دولة كرواتيا «بأي ثمن [.. .] أي خيار آخر سيعتبر خيانة باستثناء الترسيم الواضح للتربة الكرواتية في إقليم الجمهورية الكرواتية في البوسنة والهرسك».
وفي الاجتماع نفسه ذكر تودجمان أنه «من منظور السيادة ليس للبوسنة والهرسك أي آفاق» وأوصى بأن تكون السياسة الكرواتية «دعم السيادة [للبوسنة والهرسك] إلى أن يحين الوقت الذي لا يناسب كرواتيا». أعلن تودجمان: «لقد حان الوقت لأن ننتهز الفرصة لتجميع الشعب الكرواتي داخل أوسع حدود ممكنة». ثم وصف تودجمان التقسيم المقترح للبوسنة بين كرواتيا وصربيا: «حيث ستحصل كرواتيا على المناطق... في الجمهورية الكرواتية في البوسنة والهرسك وكانتون بوسافينا الكرواتي وربما لأسباب جيوسياسية في كازين وفي منطقة بيهاتش التي من شأنها أن توفر تقريبا الرضاء الأمثل للمصالح الوطنية الكرواتية». من بين الباقي يقول تودجمان أنه يمكن إنشاء دولة صغيرة للبوسنة والهرسك حول سراييفو والتي من شأنها أن تكون بمثابة منطقة عازلة بين كرواتيا وصربيا في البوسنة والهرسك المقسمة. فيما بعد عزل تودجمان من القيادة كيويتش وغيره من الكروات البوسنيين الذين عارضوا خططه لتقسيم البوسنة والهرسك.
في 2 يناير 1992 وقع وزير الدفاع الكرواتي غويكو شوشاك والجنرال في جيش يوغوسلافيا الشعبي أندريا راشيتا وقفا غير مشروط لإطلاق النار في سراييفو. حرك جيش يوغوسلافيا الشعبي القوات المعفاة من جمهورية كرايينا الصربية إلى البوسنة والهرسك حيث تمركزوا في طرق إستراتيجية وحول المدن الرئيسية. في 16 يناير تم تنظيم مسيرة للاحتفال باستقلال كرواتيا في بوسوفاتشا. تحدث كورديتش وأعلن أن الكروات في بوسوفاتشا كانوا جزء من أمة كرواتية موحدة وأن الجمهورية الكرواتية في البوسنة والهرسك بما في ذلك بوسوفاتشا هي «أرض كرواتية وهذا ما سيكون عليه الحال». تحدث أيضا قائد مجلس الدفاع الكرواتي إغناك كوشترومان قائلا: «سنكون جزء لا يتجزأ من دولتنا العزيزة كرواتيا عن طريق الاختطاف أو الاحتيال». في 27 يناير تم إعلان الجمهورية الكرواتية في البوسنة والهرسك في وسط البوسنة والهرسك.
كان هناك تغيير في رئاسة الاتحاد الديمقراطي الكرواتي للبوسنة والهرسك خلال فصل الشتاء ربما تحت تأثير القيادة الكرواتية. في 2 فبراير استقال كيويتش. وعلق تودجمان قائلا: «[هو] اختفى تحت قيادة علي عزت بيغوفيتش والاتحاد الديمقراطي الكرواتي للبوسنة والهرسك [...] توقف عن قيادة سياسة كرواتية مستقلة». أصبح ميلينكو بركيتش الذي دعم أيضا البوسنة والهرسك المتكاملة الرئيس الجديد للاتحاد الديمقراطي الكرواتي للبوسنة والهرسك. استجابت السلطات الكرواتية البوسنية في البلديات التي تقطنها أغلبية كرواتية لقيادة الاتحاد الديمقراطي الكرواتي وحكومة زغرب أكثر مما استجابت للحكومة البوسنية. شغل الاتحاد الديمقراطي الكرواتي مناصب مهمة في الحكومة البوسنية بما في ذلك رئاسة الوزراء ووزارة الدفاع لكن على الرغم من ذلك نفذ سياسة منفصلة.
في 29 فبراير و 1 مارس 1992 تم إجراء استفتاء على الاستقلال في البوسنة والهرسك وسُئل: "هل أنتم مؤيدون للبوسنة والهرسك مستقلة وذات سيادة ودولة متساوية بين المواطنين وأمم المسلمين والصرب والكروات وغيرهم ممن يعيشون فيها؟ صوت غالبية الناخبين لصالح الاستقلال وفي 3 مارس 1992 أعلن علي عزت بيغوفيتش استقلال البلاد والذي اعترفت به كرواتيا على الفور.
بعد إعلان الاستقلال بدأت حرب البوسنة والهرسك. في أبريل 1992 بدأ حصار سراييفو وفي ذلك الوقت سيطر جيش جمهورية صرب البوسنة المكون من جمهورية صرب البوسنة على 70 ٪ من البوسنة والهرسك. في 8 أبريل تم تنظيم الكروات البوسنيين في مجلس الدفاع الكرواتي. انضم عدد كبير من البوسنيين أيضا إلى مجلس الدفاع الكرواتي ويشكلون ما بين 20 و 30 بالمائة من مجلس الدفاع الكرواتي. قال بوبان أن مجلس الدفاع الكرواتي تم تشكيله لأن الحكومة البوسنية لم تفعل شيئا بعد أن دمرت القوات الكرواتية القرى الكرواتية بما في ذلك رافنو. انضم عدد منهم إلى قوات الدفاع الكرواتية وهي جناح شبه عسكري في حزب الحقوق الكرواتي اليميني المتطرف بقيادة بلاج كرالييفيتش والتي «دعمت وحدة أراضي البوسنة والهرسك بشكل أكثر اتساقا وإخلاصا من مجلس الدفاع الكرواتي». ومع ذلك كانت وجهات نظرهم حول البوسنة والهرسك متكاملة مرتبطة بإرث دولة كرواتيا المستقلة الفاشية. في 15 أبريل 1992 تم تشكيل جيش جمهورية البوسنة والهرسك بما يزيد قليلا عن ثلثي القوات المكونة من البوشناق وحوالي ثلث من الكروات والصرب. كافحت الحكومة في سراييفو من أجل التنظيم وتشكيل قوة عسكرية فعالة ضد الصرب. ركز عزت بيغوفيتش كل قواته على الاحتفاظ بالسيطرة على سراييفو. في بقية أنحاء البوسنة والهرسك كان على الحكومة الاعتماد على مجلس الدفاع الكرواتي التي شكلت بالفعل دفاعاتها لوقف تقدم الصرب.

### العلاقات السياسية والعسكرية
تم تشكيل التحالف الكرواتي البوسني في بداية الحرب ولكن مع مرور الوقت كان هناك انهيارات ملحوظة بسبب التوترات المتزايدة وانعدام الثقة المتبادلة. أجرى كل جانب مناقشات منفصلة مع الصرب وسرعان ما ظهرت شكاوى من كلا الجانبين ضد الآخر. في فبراير 1992 في أول اجتماع من عدة اجتماعات التقى يوزيب مانوليتش مساعد تودجمان ورئيس الوزراء الكرواتي سابقا مع رادوفان كاراديتش في غراتس بالنمسا. لم يكن الموقف الكرواتي مختلفا بشكل كبير عن موقف الصرب ورأى أن البوسنة والهرسك يجب أن تتكون من دول ذات سيادة في علاقة كونفدرالية. في منتصف أبريل 1992 اقترح مجلس الدفاع الكرواتي مقرا عسكريا مشتركا لمجلس الدفاع الكرواتي والدفاع الإقليمي لكن عزت بيغوفيتش تجاهل الطلب. من ناحية أخرى رفض مجلس الدفاع الكرواتي الاندماج في جيش جمهورية البوسنة والهرسك. في 6 مايو التقى زعيم كروات البوسنة والهرسك ماتي بوبان وزعيم صرب البوسنة رادوفان كاراديتش في غراتس وشكلا اتفاقية لوقف إطلاق النار وتقسيم البوسنة والهرسك بين كرواتيا وصربيا. ومع ذلك افترق الطرفان في النهاية وفي اليوم التالي شنت قوات جيش يوغوسلافيا الشعبي والجيش الكرواتي هجوما على المواقع التي يسيطر عليها الكروات في موستار. في 15 مايو أصدرت الأمم المتحدة القرار 752 الذي أقر بوجود جنود جيش يوغوسلافيا الشعبي والجيش الكرواتي في البوسنة والهرسك وطالبهم بالانسحاب. في منتصف شهر يونيو نجحت الجهود العسكرية المشتركة بين جيش جمهورية البوسنة والهرسك ومجلس الدفاع الكرواتي في كسر حصار موستار والاستيلاء على الضفة الشرقية لنهر نيريتفا التي كانت تحت سيطرة جيش جمهورية صرب البوسنة لمدة شهرين. كان نشر القوات الكرواتية للاشتباك مع جيش جمهورية صرب البوسنة أحد العقبات الرئيسية لتحقيق نصر كامل للصرب في المرحلة الأولى من الحرب.
عرضت القيادة الكرواتية وقيادة الجمهورية الكرواتية في البوسنة والهرسك على عزت بيغوفيتش اتحادا كونفدراليا لكرواتيا والبوسنة والهرسك. رفض عزت بيغوفيتش ذلك سواء لأنه أراد منع البوسنة والهرسك من الوقوع تحت تأثير كرواتيا أو لأنه اعتقد أن مثل هذه الخطوة ستعطي مبررا للمطالب الصربية وتعيق المصالحة بين البوسنيين والصرب وتجعل عودة اللاجئين البوسنيين إلى شرق البوسنة والهرسك مستحيلة. قوبلت محاولاته للبقاء على الحياد بالاستياء في كرواتيا التي كان لها في ذلك الوقت أهداف عسكرية واستراتيجية مختلفة وأكثر وضوحا. تلقى عزت بيغوفيتش إنذارا أخيرا من بوبان يحذره من أنه إذا لم يعلن عن اتحاد كونفدرالي مع تودجمان فإن القوات الكرواتية لن تساعد في الدفاع عن سراييفو من معاقل قريبة من 40 كيلومترا (25 ميلا). في وقت لاحق منع بوبان تسليم الأسلحة إلى جيش جمهورية البوسنة والهرسك والتي تم شراؤها سرا على الرغم من حظر الأمم المتحدة. أوصت الحكومة الكرواتية بنقل مقر جيش جمهورية البوسنة والهرسك من سراييفو وأقرب إلى كرواتيا ودفعت لإعادة تنظيمها في محاولة لإضافة النفوذ الكرواتي بشدة.
في 3 يوليو 1992 تم إعلان الجمهورية الكرواتية في البوسنة والهرسك رسميا في تعديل للقرار الأصلي من نوفمبر 1991. أنشأت الجمهورية الكرواتية في البوسنة والهرسك شرطتها وجيشها وعملتها ومدارسها الخاصة وشملت العديد من المناطق التي كان البوشناق يشكلون الأغلبية فيها. سمح فقط باستخدام العلم الكرواتي وكانت العملة الوحيدة المسموح بها هي الدينار الكرواتي وكانت لغتها الرسمية هي الكرواتية وتم سن منهج مدرسي كرواتي. موستار المدينة التي يشكل فيها البوشناق أغلبية طفيفة تم اختيارها لتكون العاصمة. وشهد في الديباجة أن "شعب كرواتيا في البوسنة والهرسك في هذه اللحظات الصعبة من تاريخهم عندما كان آخر جيش شيوعي لأوروبا متحدا مع الشيتنيك يهدد وجود الشعب الكرواتي وجمهورية البوسنة والهرسك". الهرسك تدرك تماما أن مستقبلها يكمن في مستقبل الشعب الكرواتي بأكمله". أدت هذه الخطوة إلى مزيد من الإضرار بالعلاقات بين زغرب وسراييفو حيث كان سيفير خليلوفيتش ضابط في جيش يوغوسلافيا الشعبي أثناء الحرب في كرواتيا.
ابتداء من يونيو بدأت المناقشات بين البوشناق والكروات حول التعاون العسكري والاندماج المحتمل لجيوشهم. في 21 يوليو وقع عزت بيغوفيتش وتودجمان اتفاقية الصداقة والتعاون بين البوسنة والهرسك وكرواتيا في زغرب عاصمة كرواتيا. أتاح لهم الاتفاق «التعاون في مواجهة العدوان [الصربي]» وتنسيق الجهود العسكرية. وضع مجلس الدفاع الكرواتي تحت قيادة جيش جمهورية البوسنة والهرسك. كان التعاون غير منسجم لكنه مكّن من نقل الأسلحة إلى جيش جمهورية البوسنة والهرسك عبر كرواتيا على الرغم من حظر الأسلحة الذي فرضته الأمم المتحدة وأعاد فتح القنوات التي حظرها بوبان. أقامت «التعاون الاقتصادي والمالي والثقافي والتعليمي والعلمي والديني» بين الموقعين. كما نصت على أن كروات البوسنة والهرسك سيحملون الجنسية المزدوجة لكل من البوسنة والهرسك وكرواتيا. وقد تم انتقاد هذا باعتباره محاولات كرواتية «للمطالبة بحقوق سياسية وإقليمية أوسع في أجزاء من البوسنة والهرسك حيث تعيش أعداد كبيرة من الكروات». بعد توقيعه تعهد بوبان لعزت بيغوفيتش أن الجمهورية الكرواتية في البوسنة والهرسك ستبقى جزء لا يتجزأ من البوسنة والهرسك عند انتهاء الحرب. في جلسة عقدت في 6 أغسطس وافقت الرئاسة البوسنية على مجلس الدفاع الكرواتي كجزء لا يتجزأ من القوات المسلحة البوسنية.

### الحوادث الأولى
ظهرت الخلافات بين الكروات والبوشناق لأول مرة حول توزيع الأسلحة والذخيرة من ثكنات جيش يوغوسلافيا الشعبي التي تم الاستيلاء عليها. وقعت أولى هذه النزاعات في مايو في بوسوفاتشا حول ثكنات كاونيك وفي نوفي ترافنيك حول مصنع أسلحة وتوزيع الإمدادات من مستودع الدفاع الإقليمي. في يوليو نشأت الخلافات في فاريش وفي فيتيز حيث كان يقع مصنع المتفجرات وأمن مجلس الدفاع الكرواتي ثكنات جيش يوغوسلافيا الشعبي في كيسيلياك. كما أراد الجانبان قوة سياسية أكبر في مختلف بلديات وسط البوسنة والهرسك. سيطر مجلس الدفاع الكرواتي بالكامل على بوسوفاتشا في 10 مايو وحاصر المدينة في أعقاب حادث أصيب فيه أحد أعضاء مجلس الدفاع الكرواتي. أعطى مجلس الدفاع الكرواتي إنذارا نهائيا للدفاع الإقليمي البوسني لتسليم أسلحته ووضع نفسه تحت قيادة مجلس الدفاع الكرواتي وإصدار أوامر اعتقال لثلاثة قادة مسلمين بمن فيهم الجنرال ميردان وتم اعتقال الأخير وضربهم.
في فيتيز فشلت محاولة إنشاء وحدة مشتركة من الدفاع الإقليمي ومجلس الدفاع الكرواتي وترك الكروات بشكل متزايد قوات الدفاع الإقليمي لمجلس الدفاع الكرواتي. في مايو أعلن اللواء أنتي روسو من مجلس الدفاع الكرواتي أن «القوة العسكرية القانونية الوحيدة» في الجمهورية الكرواتية في البوسنة والهرسك هي مجلس الدفاع الكرواتي وأن «جميع الأوامر الصادرة عن قيادة الدفاع الإقليمي [للبوسنة والهرسك] غير صالحة ويجب اعتبارها غير قانونية في هذه المنطقة». في 19 يونيو 1992 وقعت مواجهة مسلحة استمرت لمدة ساعتين بين القوات المحلية البوسنية والكرواتية في نوفي ترافنيك. في أغسطس أدت تصرفات عصابة إسلامية بقيادة يوسف برازينا إلى تفاقم العلاقات مع مجلس الدفاع الكرواتي المحلي في سراييفو. احتج مجلس الدفاع الكرواتي أيضا لدى جيش جمهورية البوسنة والهرسك لشن هجمات غير منسقة على جيش جمهورية صرب البوسنة من المناطق التي يسيطر عليها الكروات. بعد اندلاع القتال بين الكروات والبوشناق أمر دوبروسلاف باراغا زعيم قوات الدفاع الكرواتية بعدم التعاون مع مجلس الدفاع الكرواتي وتم إلقاء القبض عليه بعد ذلك بتهم إرهابية.
في صيف عام 1992 بدأ مجلس الدفاع الكرواتي في تطهير أعضائه البوسنيين وغادر الكثيرون إلى جيش جمهورية البوسنة والهرسك بسبب أن الكروات لديهم أهداف انفصالية. عندما بدأت الحكومة البوسنية في التأكيد على طابعها الإسلامي غادر الأعضاء الكروات جيش جمهورية البوسنة والهرسك للانضمام إلى مجلس الدفاع الكرواتي أو تم طردهم. في نفس الوقت بدأت الحوادث المسلحة تحدث بين الكروات في البوسنة والهرسك بين مجلس الدفاع الكرواتي وقوات الدفاع الكرواتية. فضل مجلس الدفاع الكرواتي تقسيم البوسنة والهرسك على أسس عرقية في حين أن قوات الدفاع الكرواتية كانت ميليشيا مسلمة كرواتية قاتلت من أجل وحدة أراضي البوسنة والهرسك. ضم قوات الدفاع الكرواتية الكروات والبوشناق في صفوفه وتعاون في البداية مع كل من جيش جمهورية البوسنة والهرسك ومجلس الدفاع الكرواتي . تسامحت السلطتان مع هذه القوات رغم أنها كانت غير متوقعة واستخدمت إشارات فاشية إشكالية. ومع ذلك لم يعمل قوات الدفاع الكرواتية بشكل متكامل في جميع أنحاء البلاد. في منطقة نوفي ترافنيك كانت أقرب إلى مجلس الدفاع الكرواتي بينما في منطقة موستار كانت هناك علاقات متوترة بشكل متزايد بين قوات الدفاع الكرواتية ومجلس الدفاع الكرواتي. هناك كان قوات الدفاع الكرواتية مخلصة للحكومة البوسنية وقبل التبعية لهيئة أركان جيش جمهورية البوسنة والهرسك التي تم تعيين كرالييفي عضوا فيها. في 9 أغسطس قُتل قائد قوات الدفاع الكرواتية بلاج كرالييفي في ظروف غامضة عند نقطة تفتيش للشرطة في قرية كروشيفو بزعم أن سيارته لم تتوقف عند نقطة التفتيش. قُتل هو وثمانية من موظفيه على يد جنود مجلس الدفاع الكرواتي تحت قيادة ملادين ناليتيليتش الذي دعم الانقسام بين الكروات والبوشناق. كتب لوكيتش ولينتش أن زغرب رتبت من خلال مجلس الدفاع الكرواتي لنصب الكمين وقتل كرالييفي وموظفيه. ادعى دوبروسلاف باراغا رئيس حزب الحقوق الكرواتي أن مجلس الدفاع الكرواتي اغتال كرالييفي بسبب الاستيلاء المزعوم على تريبينيي التي يسيطر عليها الصرب من قبل قوات الدفاع الكرواتية. تم حل قوات الدفاع الكرواتية وترك مجلس الدفاع الكرواتي باعتباره القوة الكرواتية الوحيدة.
في 4 سبتمبر 1992 صادر المسؤولون الكرواتيون في زغرب كمية كبيرة من الأسلحة والذخيرة على متن طائرة إيرانية كان من المفترض أن تنقل مساعدات الهلال الأحمر الإنسانية إلى البوسنة والهرسك. في 7 سبتمبر طالب مجلس الدفاع الكرواتي رجال الميليشيات البوسنية بالانسحاب من الضواحي الكرواتية ستوب وباري وأزيتشي وأوتيس ودوغلادي وأجزاء من نيدزاريتشي في سراييفو وأصدر إنذارا. نفوا أن يكون ذلك تهديد عام للقوات الحكومية البوسنية في جميع أنحاء البلاد وزعموا أن مسلحي البوشناق قتلوا ستة من جنودهم ونهبوا وأضرموا النيران في منازل في ستوب. صرح البوشناق أن أمراء الحرب الكرواتيين المحليين عقدوا ترتيب مع القادة الصرب للسماح بإجلاء المدنيين الصرب والكروات غالبا للحصول على فدية ولكن ليس البوشناق. في 11 سبتمبر في اجتماع رئاسي أعرب تودجمان عن رغبته في بانوفينا الكرواتية. في 14 سبتمبر أعلنت المحكمة الدستورية للبوسنة والهرسك أن إعلان البوسنة والهرسك غير دستوري. في اجتماع رئاسي آخر في 17 سبتمبر أوجز تودجمان موقف كرواتيا بشأن تنظيم البوسنة والهرسك في ثلاث وحدات مكونة لكنه قال إنه إذا فشلت البوسنة والهرسك في مراعاة المصالح الكرواتية فسوف يدعم انفصال الجمهورية الكرواتية في البوسنة والهرسك. في أواخر سبتمبر التقى عزت بيغوفيتش وتودجمان مرة أخرى وحاولا إنشاء تنسيق عسكري ضد جيش جمهورية صرب البوسنة لكن دون جدوى. بحلول أكتوبر انهار الاتفاق وبعد ذلك قامت كرواتيا بتحويل مسار تسليم الأسلحة إلى البوسنة والهرسك من خلال مصادرة كمية كبيرة لنفسها. كان بوبان قد تخلى عن تحالف الحكومة البوسنية. في نوفمبر استبدل عزت بيغوفيتش كلييتش في رئاسة الدولة بميرو لازيتش من الاتحاد الديمقراطي الكرواتي.
في 5 و 26 أكتوبر 1992 يادرانكو برليتش رئيس مجلس الدفاع الكرواتي ورئيس وزراء البوسنة والهرسك برونو ستوييتش رئيس مجلس الدفاع الكرواتي ووزارة الدفاع في الجمهورية الكرواتية في البوسنة والهرسك سلوبودان برالياك عضو وزارة الدفاع الكرواتية وقائد عمل طاقم مجلس الدفاع الكرواتي الرئيسي وميليفوي بيتكوفيتش رئيس هيئة الأركان الرئيسية في مجلس الدفاع الكرواتي بصفتهما وفد من كرواتيا والجمهورية الكرواتية في البوسنة والهرسك واجتمعوا مع راتكو ملاديتش الجنرال في جيش جمهورية صرب البوسنة بقصد صريح مناقشة تقسيم البوسنة والهرسك. في الاجتماع قال برالياك: «الهدف هو بانوفينا أو لا شيء» وأنه «من مصلحتنا أن يحصل المسلمون على كانتون خاص بهم حتى يكون لديهم مكان ينتقلون إليه».
في يونيو 1992 أطلق جيش جمهورية صرب البوسنة عملية الممر ضد قوات الجيش الكرواتي ومجلس الدفاع الكرواتي في بوسافينا البوسنية لتأمين طريق مفتوح بين بلغراد وبانيا لوكا وكنين. استولى جيش جمهورية صرب البوسنة على مودريكشا في 28 يونيو ودرفنتا في 4-5 يوليو وأودشاك في 12 يوليو. تم تقليص عدد القوات الكرواتية التي فاق عددها إلى مواقع معزولة في بوسانسكي برود وأوراسيي لكنها كانت قادرة على صد هجمات جيش جمهورية صرب البوسنة خلال شهري أغسطس وسبتمبر. في أوائل أكتوبر 1992 تمكن جيش جمهورية صرب البوسنة من اختراق الخطوط الكرواتية والاستيلاء على بوسانسكي برود. سحب الجيش الكرواتي ومجلس الدفاع الكرواتي قواتهم شمالا عبر نهر سافا. ألقى الكروات والبوشناق باللوم على بعضهم البعض للهزيمة ضد جيش جمهورية صرب البوسنة. اشتبهت الحكومة البوسنية في أنه تم التوسط لوقف إطلاق النار من صرب كرواتيا بينما اعترض الكروات على أن جيش جمهورية البوسنة والهرسك لا يساعدهم في المناطق ذات الأغلبية الكرواتية. بحلول أواخر عام 1992 خسرت الجمهورية الكرواتية في البوسنة والهرسك جزء كبير من أراضيها لصالح جيش جمهورية صرب البوسنة. أصبحت الأراضي الواقعة تحت سلطة الجمهورية الكرواتية في البوسنة والهرسك مقتصرة على المناطق العرقية الكرواتية في حوالي 16٪ من البوسنة والهرسك. أدت نجاحات جيش جمهورية صرب البوسنة في شمال البوسنة والهرسك إلى زيادة أعداد اللاجئين البوسنيين الفارين جنوبا باتجاه المناطق التي يسيطر عليها مجلس الدفاع الكرواتي في وسط البوسنة والهرسك. في بوغوينو وترافنيك وجد الكروات أنفسهم منقوصين عمليا بين عشية وضحاها من حوالي نصف السكان المحليين إلى أقلية صغيرة.
في النصف الأخير من عام 1992 بدأ المجاهدون الأجانب المنحدرون بشكل أساسي من شمال إفريقيا والشرق الأوسط بالوصول إلى وسط البوسنة والهرسك وأقاموا معسكرات لتدريب المقاتلين بقصد مساعدة «إخوانهم المسلمين» ضد الصرب. تم تنظيم هؤلاء المتطوعين الأجانب بشكل أساسي في مفرزة مظلة من اللواء الإسلامي السابع (المكون من البوشناق الأصليين) من جيش جمهورية البوسنة والهرسك في زينيتسا. في البداية قدم المجاهدون الضروريات الأساسية بما في ذلك الطعام للمسلمين المحليين. عندما بدأ الصراع الكرواتي البوسني انضموا إلى جيش جمهورية البوسنة والهرسك في معارك ضد مجلس الدفاع الكرواتي.

## المقاتلون

### القوات البوسنية
كانت حكومة سراييفو بطيئة في تنظيم قوة عسكرية فعالة. في البداية تم تنظيمهم في الدفاع الإقليمي الذي كان جزء منفصل من القوات المسلحة ليوغوسلافيا وفي مجموعات شبه عسكرية مختلفة مثل الرابطة الوطنية والقبعات الخضراء والبجعات السوداء. كان للبوشناق اليد العليا في القوى البشرية لكنهم كانوا يفتقرون إلى الإمداد الفعال بالأسلحة الخفيفة والثقيلة. تم تشكيل جيش جمهورية البوسنة والهرسك في أبريل 1992. استند هيكله إلى منظمة الدفاع الإقليمي اليوغوسلافية. تضمن 13 لواء مشاة و 12 فصيلة منفصلة وكتيبة شرطة عسكرية وكتيبة هندسية وسرية مرافقة رئاسية.
في أغسطس 1992 تم إنشاء خمسة فيالق لجيش جمهورية البوسنة والهرسك: الفيلق الأول في سراييفو والفيلق الثاني في توزلا والفيلق الثالث في زينيتسا والفيلق الرابع في موستار والفيلق الخامس في بيهاتش. في النصف الثاني من عام 1993 تم إنشاء فيلقين إضافيين وهما الفيلق السادس ومقره في كونييتش والفيلق السابع ومقره في ترافنيك. كانت الوحدة التكتيكية الرئيسية لجيش جمهورية البوسنة والهرسك عبارة عن لواء يتكون من ثلاث إلى أربع كتائب مشاة وقوات مساندة. كان حجم اللواء متنوع فقد يصل عدد أفراده إلى 4000-5000 رجل أو أقل من 1000 فرد.
بحلول عام 1993 كان لدى جيش جمهورية البوسنة والهرسك حوالي 20 دبابة قتال رئيسية بما في ذلك دبابة تي55 و 30 ناقلة جنود مدرعة وبعض قطع المدفعية الثقيلة. في منتصف عام 1993 كان الفيلق الثالث في جيش جمهورية البوسنة والهرسك يضم 100 مدفع هاون عيار 120 ملم و10 مدافع هاوتزر عيار 105 ملم و 122 ملم و 155 ملم و8-10 مدافع مضادة للطائرات و25-30 رشاش مضاد للطائرات ودبابتين أو ثلاثة واثنين أو ثلاثة من الأسلحة المدرعة عيار 76 ملم. كما كان لدى القوات البوسنية قاذفات صواريخ متعددة الفوهات 128 ملم لكنها تفتقر إلى الذخيرة اللازمة. وفقا لتقدير يوليو 1993 من قبل وكالة المخابرات المركزية كان لدى جيش جمهورية البوسنة والهرسك 100.000 - 120.000 رجل و 25 دبابة وأقل من 200 قطعة مدفعية وهاون ثقيل. كان الجيش يعاني من مشاكل في الذخيرة والبنادق وندرة الإمدادات الطبية.
كان لدى جيش جمهورية البوسنة والهرسك مراكز لوجستية في زغرب ورييكا لتجنيد الرجال وتلقي الأسلحة والذخيرة من كرواتيا على الرغم من حظر الأسلحة الذي تفرضه الأمم المتحدة. استمرت هذه الممارسة حتى أبريل 1993 على الأكثر. وفقا لعزت بيغوفيتش بحلول منتصف عام 1993 جلب جيش جمهورية البوسنة والهرسك 30 ألف بندقية ومدفع رشاش و 20 مليون رصاصة و 37 ألف لغم و 46 ألف صاروخ مضاد للدبابات.

### القوات الكرواتية
تم تشكيل مجلس الدفاع الكرواتي في 8 أبريل 1992 وكان الجيش الرسمي للجمهورية الكرواتية في البوسنة والهرسك على الرغم من بدء تنظيم وتسليح القوات العسكرية لكروات البوسنة والهرسك في أواخر عام 1991. كانت كل منطقة من مناطق الجمهورية الكرواتية في البوسنة والهرسك مسؤولة عن الدفاع عن نفسها حتى تشكيل أربع مناطق عمليات مع المقر الرئيسي في موستار وتوميسلافغراد وفيتيز وأوراشي. ومع ذلك كانت هناك دائما مشاكل في تنسيق مناطق العمليات. كان العمود الفقري لمجلس الدفاع الكرواتي هو الألوية التي تشكلت في أواخر عام 1992 وأوائل عام 1993. كان تنظيمهم ومعداتهم العسكرية جيدة نسبيا لكن لم يكن بإمكانهم سوى القيام بعمل هجوم محلي محدود. كانت الألوية عادة مكونة من ثلاث أو أربع كتائب مشاة ثانوية مزودة بمدفعية خفيفة ومدافع هاون ومضاد للدبابات وفصائل داعمة. عدد أفراد اللواء الواحد يتراوح من بضع مئات إلى عدة آلاف من الرجال وكان لدى معظمهم 2000–3000. في أوائل عام 1993 تم تشكيل الحرس الوطني لمجلس الدفاتع الكرواتي لتقديم الدعم للكتائب. أصبحت قوات مجلس الدفاع الكرواتي منظمة بشكل أفضل مع مرور الوقت لكنها بدأت في إنشاء ألوية حراس ووحدات متنقلة من الجنود المحترفين فقط في أوائل عام 1994.
وجدت المحكمة الجنائية الدولية ليوغوسلافيا السابقة أن كرواتيا مارست السيطرة الشاملة على مجلس الدفاع الكرواتي وأن كرواتيا مارست القيادة في مجلس الدفاع الكرواتي من خلال التخطيط والتنسيق والتنظيم. قدرت بعثة المراقبة التابعة للمجتمع الأوروبي قوة مجلس الدفاع الكرواتي في بداية عام 1993 بنحو 45000-55000. في فبراير 1993 قدر فريق مجلس الدفاع الكرواتي الرئيسي قوة مجلس الدفاع الكرواتي بـ 34,080 ضابط وجندي بما في ذلك 6000 في منطقة العمليات جنوب شرق الهرسك و 8700 في منطقة العمليات شمال غرب الهرسك و 8750 في منطقة العمليات وسط البوسنة و 10630 في مواقع أخرى. أعلن مجلس الدفاع الكرواتي من مقره في موستار التعبئة الكاملة في 10 يونيو 1993. وفقا لإصدار التوازن العسكري 1993-1994 كان لدى مجلس الدفاع الكرواتي حوالي 50 دبابة قتال رئيسية معظمها تي-34 وتي-55 و 500 سلاح مدفعي مختلف معظمها تنتمي إلى مجلس الدفاع الكرواتي في الهرسك. في يوليو 1993 قدرت وكالة المخابرات المركزية قوات مجلس الدفاع الكرواتي بـ 40.000 إلى 50.000 رجل.
عندما تم توقيع وقف إطلاق النار في كرواتيا في يناير 1992 سمحت الحكومة الكرواتية لكروات البوسنة والهرسك في الجيش الكرواتي بالتسريح والانضمام إلى مجلس الدفاع الكرواتي. أعاد الجنرال في الجيش الكرواتي يانكو بوبيتكو تنظيم مجلس الدفاع الكرواتي في أبريل 1992 وانتقل العديد من ضباط الجيش الكرواتي إلى مجلس الدفاع الكرواتي بما في ذلك ميليفوي بيتكوفيتش. نشرت حكومة زغرب الوحدات ذات الجهد العالي والقوات الخاصة التابعة لوزارة الداخلية في بوسافينا والهرسك في عام 1992 لإجراء عمليات ضد الصرب مع مجلس الدفاع الكرواتي. كان لدى الجيش الكرواتي ومجلس الدفاع الكرواتي نفس الزي الرسمي وشارات متشابهة جدا.
خلال الصراع الكرواتي البوسني تم نشر الوحدات على الخطوط الأمامية ضد جيش جمهورية صرب البوسنة في شرق الهرسك. تم إرسال المتطوعين الذين ولدوا في البوسنة والهرسك والذين كانوا أعضاء سابقين في الجيش الكرواتي إلى مجلس الدفاع الكرواتي. تم تشكيل وحدة من الفارين في أواخر عام 1993. تم إخبار الوحدات المرسلة باستبدال شارة الجيش الكرواتي الخاصة بهم بشارة مجلس الدفاع الكرواتي. معظم الضباط في مجلس الدفاع الكرواتي كانوا في الواقع ضباط في الجيش الكرواتي. وفقا لتقرير صادر عن الأمين العام للأمم المتحدة في فبراير 1994 كان هناك 3000-5000 جندي في البوسنة والهرسك. زعمت الحكومة البوسنية أن هناك 20 ألف جندي من جنود الجيش الكرواتي في البوسنة والهرسك في أوائل عام 1994 بينما قال مسؤولو الجمهورية الكرواتية في البوسنة والهرسك إن متطوعين فقط من البوسنة والهرسك وهم أعضاء سابقون في الجيش الكرواتي كانوا حاضرين فقط. وفقا لصحيفة واشنطن بوست في ذروتها تجاوز مبلغ الأموال من كرواتيا التي مولت مجلس الدفاع الكرواتي 500000 دولار في اليوم. اعتمد مجلس الدفاع الكرواتي على معدات الجيش الكرواتي ودعمه اللوجستي. اعترف المسؤولون الكروات بتسليح مجلس الدفاع الكرواتي ولكن الحكومة الكرواتية أنكرت التورط المباشر لقوات الجيش الكرواتي في الصراع الكرواتي البوسني.
كان مقر قوات الدفاع الكرواتية الجناح شبه العسكري لحزب الحقوق الكرواتي في ليوبوسكي. في بداية الحرب قاتلوا ضد القوات الصربية مع مجلس الدفاع الكرواتي وجيش جمهورية البوسنة والهرسك. ساءت العلاقات بين مجلس الدفاع الكرواتي وقوات الدفاع الكرواتية في النهاية مما أدى إلى مقتل قائد قوات الدفاع الكرواتية بلاج كرالييفيتش ونزع سلاح قوات الدفاع الكرواتية. في 23 أغسطس 1992 وافق قادة مجلس الدفاع الكرواتي وقوات الدفاع الكرواتية في الهرسك على دمج قوات الدفاع الكرواتية في مجلس الدفاع الكرواتي. تم الاعتراف بقوات الدفاع الكرواتية المتبقية لاحقا من قبل حكومة سراييفو كجزء من جيش جمهورية البوسنة والهرسك. اندمجت قوات قوات الدفاع الكرواتية في وسط البوسنة مع مجلس الدفاع الكرواتي في أبريل 1993. انضم معظم البوشناق الذين كانوا أعضاء في قوات الدفاع الكرواتية إلى القوات المسلحة الإسلامية.

### المقاتلون الأجانب
بدأ متطوعون مسلمون من دول مختلفة القدوم إلى البوسنة والهرسك في النصف الثاني من عام 1992. شكلوا مجموعات جهادية مقاتلة كانت تعرف باسم المجاهدين التي انضم إليها مسلمو البوسنة المتطرفون المحليون. أول مجموعة أجنبية وصلت كان بقيادة أبو عبد العزيز من المملكة العربية السعودية. زعم عزت بيغوفيتش وحزب العمل الديمقراطي في البداية أنهما لم يكن لديهما أي علم بوحدات المجاهدين في المنطقة. تلقى المجاهدون دعما ماليا من إيران والمملكة العربية السعودية. تم دمج مفرزة المجاهدين في جيش جمهورية البوسنة والهرسك في أغسطس 1993. وقدرت قوتهم بما يصل إلى 4000 مقاتل. أصبح هؤلاء المقاتلون سيئ السمعة بسبب الفظائع التي ارتكبت ضد السكان الكروات في وسط البوسنة والهرسك.
شمل المقاتلون الأجانب من الكروات متطوعين بريطانيين بالإضافة إلى العديد من الأفراد الآخرين من المنطقة الثقافية للمسيحية الغربية كاثوليك وبروتستانت قاتلوا كمتطوعين للكروات. تم تنظيم متطوعين ألبان وهولنديين وأمريكيين وأيرلنديين وبولنديين وأستراليين ونيوزيلنديين وفرنسيين وسويديين وألمان ومجريين ونرويجيين وكنديين وفنلنديين في لواء المشاة الكرواتي 103 (الدولي). كانت هناك أيضا وحدة إيطالية خاصة كتيبة غاريبالدي. وواحد للفرنسيين المجموعة جاك دوريو. كان متطوعون من ألمانيا والنمسا حاضرين أيضا يقاتلون من أجل مجموعة قوات الدفاع الكرواتية شبه العسكرية.
حارب السويدي جاكي أركلوف في البوسنة والهرسك واتُهم لاحقا بارتكاب جرائم حرب عند عودته إلى السويد. في وقت لاحق اعترف بأنه ارتكب جرائم حرب ضد المدنيين البوسنيين في المعسكرين الكرواتيين هيليودروم ودريتيلي بصفته عضوا في القوات الكرواتية.

## التسلسل الزمني

### مواجهات في بروزور ونوفي ترافنيك
أدت العلاقات المتوترة إلى العديد من المواجهات المحلية على نطاق أصغر في أواخر أكتوبر 1992. بدأت هذه المواجهات في الغالب من أجل السيطرة على الإمدادات العسكرية والمرافق الرئيسية وخطوط الاتصال أو لاختبار قدرة الجانب الآخر. أولها كان اشتباك مسلح في نوفي ترافنيك في 18 أكتوبر. بدأ الأمر كنزاع على محطة وقود يتقاسمها الجيشان. تصاعد الصراع اللفظي إلى نزاع مسلح قتل فيه جندي من جيش جمهورية البوسنة والهرسك. سرعان ما اندلع القتال في المدينة بأكملها. حشد كل من جيش جمهورية البوسنة والهرسك ومجلس الدفاع الكرواتي وحداتهم في المنطقة وأقاموا حواجز على الطرق. انتشرت الصراعات على نطاق صغير بسرعة في المنطقة. ساء الوضع في 20 أكتوبر بعد مقتل قائد مجلس الدفاع الكرواتي إيفيكا ستوياك من ترافنيك حيث اتهم مجلس الدفاع الكرواتي اللواء الإسلامي السابع بارتكاب جريمة القتل.
اشتبكت القوتان مع بعضهما البعض على طول طريق الإمداد إلى يايتسي في 21 أكتوبر نتيجة لحاجز طريق تابع لجيش جمهورية البوسنة والهرسك في أهميتشي الذي أقيم في اليوم السابق بناء على أوامر من «اللجنة التنسيقية لحماية المسلمين» بدلاً من قيادة جيش جمهورية البوسنة والهرسك. رفضت قوات جيش جمهورية البوسنة والهرسك عبور عربات مجلس الدفاع الكرواتي باتجاه يايتسي وأسفرت المواجهة التي أعقبت ذلك عن مقتل جندي واحد من جنود جيش جمهورية البوسنة والهرسك. وبعد يومين تم تفكيك الحاجز. وقعت مناوشة جديدة في بلدة فيتيز في اليوم التالي. استمرت هذه النزاعات لعدة أيام حتى تم التفاوض على وقف إطلاق النار من قبل قوة الحماية التابعة للأمم المتحدة.
في 23 أكتوبر اندلع صراع آخر هذه المرة في بروزور وهي بلدة في شمال الهرسك تضم حوالي 12000 كرواتي و 7000 بوسني. ومع ذلك فإن الظروف الدقيقة التي تسببت في تفشي الصراع غير معروفة. وسرعان ما أصبحت معظم مناطق بروزور تحت سيطرة مجلس الدفاع الكرواتي باستثناء الأجزاء الشرقية من البلدية. جلب مجلس الدفاع الكرواتي تعزيزات من توميسلافغراد التي قدمت الدعم المدفعي. بحلول 25 أكتوبر سيطروا بشكل كامل على بلدية بروزور. فر العديد من البوسنيين من بروزور عندما بدأ القتال لكنهم بدأوا في العودة تدريجيا بعد أيام أو أسابيع قليلة من توقف القتال. بعد المعركة أحرقت العديد من منازل البوشناق. وفقا لتقرير مجلس الدفاع الكرواتي بعد المعركة قتل مجلس الدفاع الكرواتي 5 وجرح 18 جنديا. أشارت التقارير الأولية لجيش جمهورية البوسنة والهرسك إلى مقتل عدة مئات من البوشناق لكن التقارير اللاحقة التي أعدها جيش جمهورية البوسنة والهرسك في نوفمبر 1992 أشارت إلى مقتل أحد عشر جنديا وثلاثة مدنيين. تقرير آخر لجيش جمهورية البوسنة والهرسك تم إعداده في مارس 1993 راجع الأرقام قائلا إن ثمانية مدنيين وثلاثة جنود من جيش جمهورية البوسنة والهرسك قتلوا بينما أصيب 13 جنديا و 10 مدنيين.
في 29 أكتوبر استولى جيش جمهورية صرب البوسنة على يايتسي بسبب عدم قدرة جيش جمهورية البوسنة والهرسك ومجلس الدفاع الكرواتي على بناء دفاع تعاوني. امتلك جيش جمهورية صرب البوسنة ميزة في حجم القوات والقوة النارية وعمل الطاقم وكان تخطيطه متفوقا بشكل كبير على المدافعين عن يايتسي. فر اللاجئون الكروات من يايتسي إلى الهرسك وكرواتيا بينما ظل حوالي 20 ألف لاجئ مسلم في ترافنيك ونوفي ترافنيك وفيتيز وبوسوفاتشا والقرى القريبة من زينيتسا.
بحلول نوفمبر 1992 سيطر مجلس الدفاع الكرواتي على حوالي 20 بالمائة من البوسنة والهرسك. بحلول ديسمبر 1992 كان الكروات يسيطرون على جزء كبير من وسط البوسنة. منعت السلطات البوسنية الكروات من مغادرة مدن مثل بوغوينو وزينيتسا وكانت تنظم بشكل دوري تبادل الكروات المحليين للمسلمين. في 18 ديسمبر تولى مجلس الدفاع الكرواتي السلطة في المناطق التي سيطرت عليها: فقد حل المجالس البلدية القانونية وأقال رؤساء البلديات وأعضاء الحكومة المحلية الذين عارضوا المواجهة مع البوشناق ونزع سلاح الجنود البوشناق المتبقين باستثناء أولئك الموجودين في بوسافينا.

### اندلاع الحرب

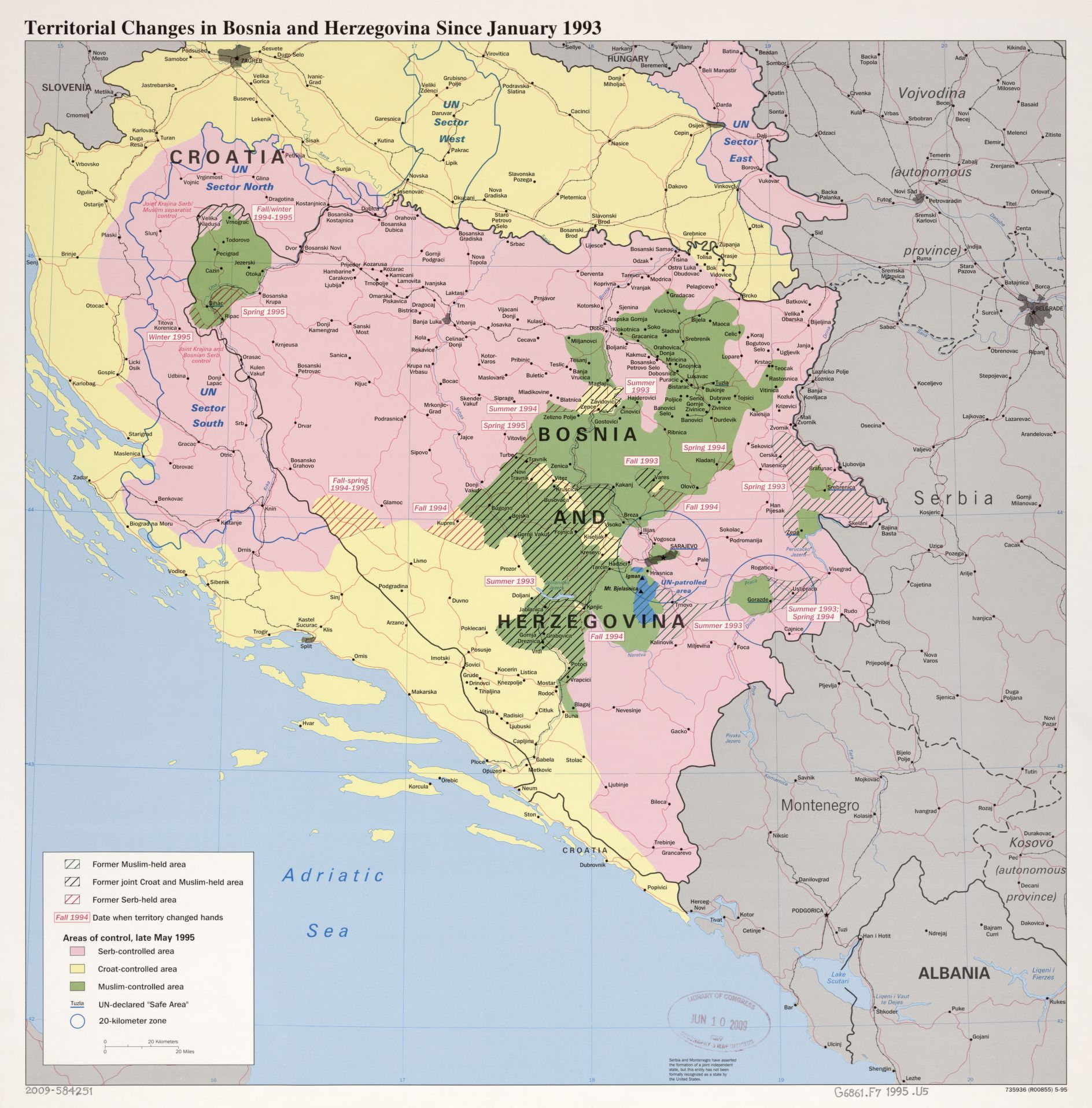
التغييرات الإقليمية من يناير 1993 إلى مايو 1995 تظهر أيضا مناطق سيطرة جيش جمهورية البوسنة والهرسك ومجلس الدفاع الكرواتي المشتركة قبل بدء الحرب.

على الرغم من مواجهة أكتوبر في ترافنيك وبروزور ومع إلقاء كل طرف باللوم على الآخر في سقوط يايتسي لم تكن هناك اشتباكات واسعة النطاق وكان التحالف العسكري العام لا يزال ساري المفعول. وصلت فترة التوترات المتصاعدة التي أعقبها سقوط يايتسي إلى ذروتها في أوائل عام 1993 في وسط البوسنة. اشتبك مجلس الدفاع الكرواتي وجيش جمهورية البوسنة والهرسك في 11 يناير في غورنيي فاكوف وهي بلدة تضم حوالي 10000 من الكروات و 14000 من البوسنيين مع تقارير متضاربة حول كيفية بدء القتال وما سبب ذلك. كان لدى مجلس الدفاع الكرواتي حوالي 300 جندي في البلدة و 2000 في المنطقة المحيطة بينما نشر جيش جمهورية البوسنة والهرسك عدة ألوية من الفيلق الثالث. تم إنشاء خط أمامي في وسط المدينة. أطلقت مدفعية مجلس الدفاع الكرواتي من مواقع على التلال إلى الجنوب الشرقي على قوات جيش جمهورية البوسنة والهرسك في غورنيي فاكوف بعد رفض مطالبهم بالاستسلام. كما اندلع القتال في القرى المجاورة لا سيما في دوشا حيث قتلت قذيفة مدفعية مجلس الدفاع الكرواتي 7 مدنيين بينهم ثلاثة أطفال. وسرعان ما تم ترتيب وقف إطلاق النار المؤقت.
مع هدوء الوضع في غورنيي فاكوف تصاعد الصراع في بوسوفاتا المقر العسكري لمجلس الدفاع الكرواتي في وسط البوسنة. في 24 يناير 1993 نصب جيش جمهورية البوسنة والهرسك كمينا وقتل اثنين من جنود مجلس الدفاع الكرواتي خارج البلدة في قرية كايوني. في 26 يناير تم إعدام ستة كرواتيين ومدني صربي من قبل جيش جمهورية البوسنة والهرسك في قرية دوسينا بالقرب من زينيتسا شمال بوسوفاتشا. في اليوم التالي أغلقت قوات مجلس الدفاع الكرواتي جميع الطرق في وسط البوسنة وبالتالي أوقفت نقل الأسلحة إلى جيش جمهورية البوسنة والهرسك. استمر القتال العنيف في منطقة بوسوفاتشا حيث هاجم مجلس الدفاع الكرواتي جزء من المدينة حيث تم طرد أو قتل العديد من المدنيين البوسنيين حتى تم توقيع الهدنة في 30 يناير.
كان لدى مجلس الدفاع الكرواتي 8750 رجلا في منطقة عملياتها بوسط البوسنة. أفاد الفيلق الثالث في جيش جمهورية البوسنة والهرسك الذي كان مقره في وسط البوسنة أنه خلال هذه الفترة كان يضم ما يقرب من 26000 ضابط ورجل. كانت نسبة 3:1 في وسط البوسنة نتيجة للتوسع في القوات البوسنية طوال عام 1993 والذي انعكس في زيادة عمليات نقل الأسلحة وتدفق اللاجئين من يايتسي واللاجئين في سن التجنيد من شرق البوسنة ووصول مقاتلين أصوليين من المجاهدين من الخارج. بحلول أوائل عام 1993 كان لدى جيش جمهورية البوسنة والهرسك أيضا ميزة التسلح على مجلس الدفاع الكرواتي بوسط البوسنة. وقد أتاح ذلك لجيش جمهورية البوسنة والهرسك القيام بعمل هجومي على نطاق واسع لأول مرة. أدت الزيادة في القوة النسبية للجانب البوسني إلى تغيير في العلاقة بين الكروات والبوشناق في وسط البوسنة. على الرغم من التوترات المتزايدة استمر نقل الأسلحة من كرواتيا إلى البوسنة والهرسك طوال شهري مارس وأبريل.

### خطة فانس أوين للسلام

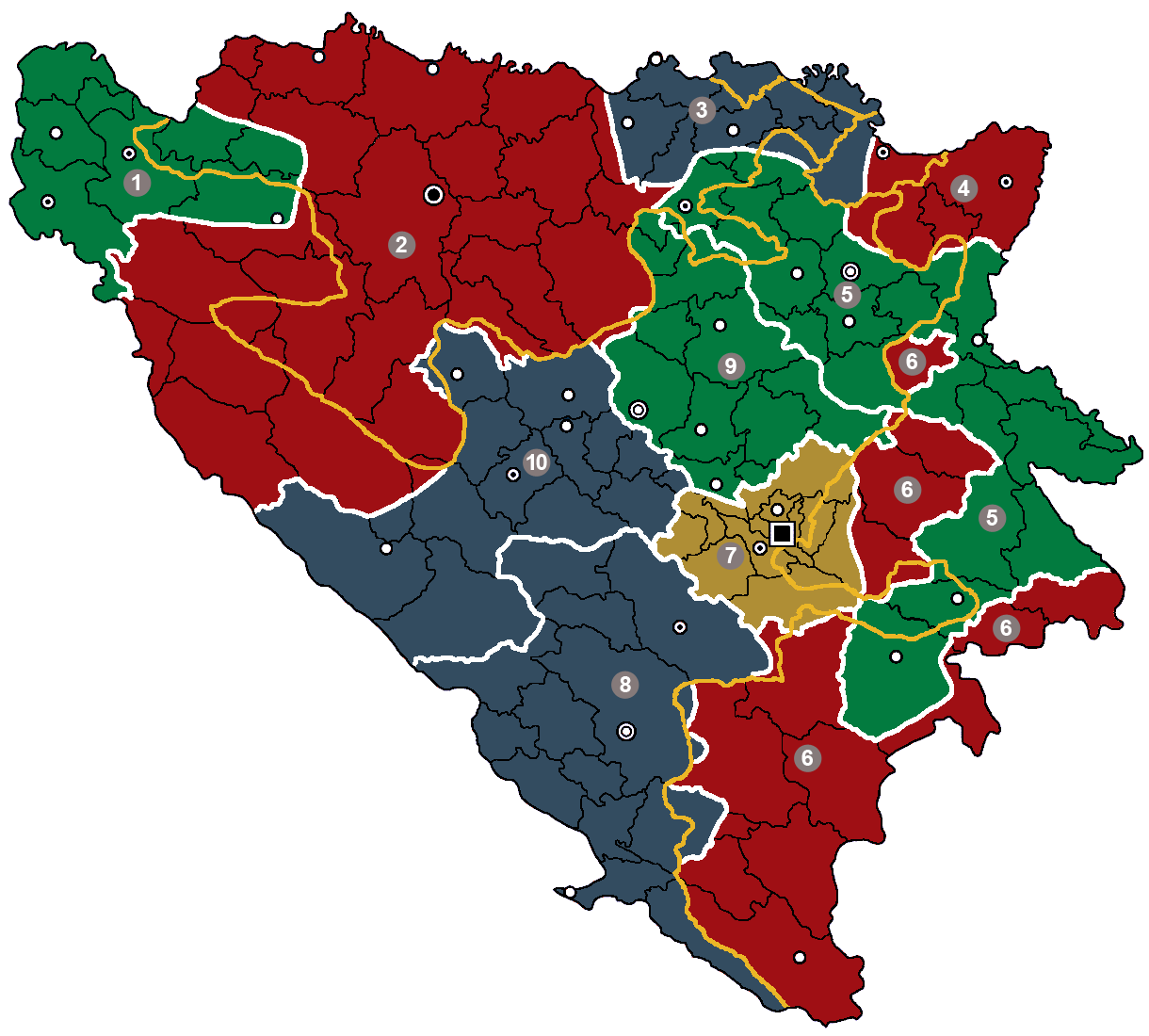
النسخة الأولى من خطة فانس أوين والتي كانت ستنشئ 10 مقاطعات
محافظة البوسنيين
محافظة الكروات
محافظة الصرب
منطقة سراييفو
حدود اتفاقية دايتون

دعمت الأمم المتحدة والولايات المتحدة والجماعة الاقتصادية الأوروبية سلسلة من خطط السلام للبوسنة والهرسك. كان أبرزها اقتراح سلام صاغه المبعوث الخاص للأمم المتحدة سايرس فانس وممثل المفوضية الأوروبية اللورد ديفيد أوين. تم تقديم المسودة الأولى للخطة في أكتوبر 1992 مع الأخذ في الاعتبار تطلعات الأطراف الثلاثة. اقترحت خطة فانس أوين للسلام تقسيم البوسنة والهرسك إلى عشر مقاطعات أو كانتونات ذاتية الحكم على أساس عرقي ثلاثة منها ثلاثة مقاطعات صربية وثلاثة مقاطعات بوسنية وثلاثة مقاطعات كرواتية وسراييفو ستكون مقاطعة منفصلة.
تم تقديم المسودة النهائية في جنيف في يناير 1993 لكنها خلقت انطباعا بأن الحدود لم تكن محددة بعد. أيد ممثلو كروات البوسنة والهرسك اقتراح السلام لأنه يمنحهم الحكم الذاتي. فقط عدد قليل من الجيوب الكرواتية كانت خارج المقاطعات الكرواتية الثلاث وكان ذلك أكثر ملاءمة لهم من الخطط السابقة. كان تودجمان رئيس الوفد الكرواتي بشكل غير رسمي حيث طلب بوبان موافقته قبل التصرف. في 2 يناير وافقت سلطات الجمهورية الكرواتية في البوسنة والهرسك على الخطة بأكملها. في 15 يناير أعلن مجلس الدفاع الكرواتي أنه سينفذ الخطة من جانب واحد حتى بدون توقيع السلطات البوسنية. في نفس اليوم أمر برليتش وحدات جيش جمهورية البوسنة والهرسك في المقاطعات المصنفة على أنها كرواتية بموجب الخطة بإخضاع نفسها لوحدات مجلس الدفاع الكرواتي ووحدات مجلس الدفاع الكرواتي في المقاطعات البوسنية المعينة لإخضاعها لجيش جمهورية البوسنة والهرسك. أرسل ستويتش وبيتكوفيتش أوامر مماثلة.
في 16 يناير ذكّر خليلوفيتش قوات جيش جمهورية البوسنة والهرسك بأن محادثات السلام لا تزال جارية وأمر بعدم الخضوع لمجلس الدفاع الكرواتي. في نفس اليوم أصدر الكرواتي بوزو راييتش وزير الدفاع في جمهورية البوسنة والهرسك أمرا مماثلا لأمر مجلس الدفاع الكرواتي للقوات الصربية والكرواتية والبوسنية وكذلك قوة الحماية التابعة للأمم المتحدة وبعثة مراقبة الجماعة الأوروبية. يقول أوين أن هذا كان سابقا لأوانه وأن جيش جمهورية البوسنة والهرسك لم يكن مطلوبا منه أن يكون تابعا لمجلس الدفاع الكرواتي. في 19 يناير ألغى عزت بيغوفيتش أمر راييتش وفي 21 يناير علق راييتش أمره حتى انتهاء محادثات السلام. في الوقت نفسه اندلعت اشتباكات بين مجلس الدفاع الكرواتي وجيش جمهورية البوسنة والهرسك في العديد من البلديات. أصدر بوبان وعزت بيغوفيتش أمرا متبادلا لوقف الأعمال العدائية في 27 يناير على الرغم من أنه لم يتم تنفيذه.
وكان عزت بيغوفيتش قد رفض الخطة بينما كان يضغط من أجل دولة موحدة وقال إن الخطة «ستشرعن التطهير العرقي الصربي». رفضها صرب البوسنة أيضا لأنهم سيضطرون إلى الانسحاب من أكثر من 20٪ من أراضي البوسنة والهرسك التي يسيطرون عليها ويقسمون دولتهم إلى ثلاثة أجزاء على الرغم من رفض كارادزيتش إعطاء إجابة مباشرة على الفور. حاولت القيادة الكرواتية تنفيذ الخطة من جانب واحد على الرغم من أن الطرفين البوسنيين والصرب لم يوقعوها بعد.
أراد ممثلو المفوضية الأوروبية تسوية التوترات الكرواتية البوسنية لكن الرئاسة الجماعية انهارت حيث اعترض الجانب الكرواتي على أن قرارات الحكومة اتخذت بشكل تعسفي من قبل عزت بيغوفيتش وأعوانه المقربين. ثم ضغطت الولايات المتحدة على عزت بيغوفيتش للتوقيع عليها على أمل أنه إذا وافق البوشناق عليها فإن روسيا ستقنع صرب البوسنة بقبول الخطة أيضا. نُشرت مراجعة بوسنية للاقتراح في مجلة حزب العمل الديمقراطي مع خريطة تخصص 10 بلديات من ترافنيك ونوفي ترافنيك وفيتيز وبوسوفاتشا وبوغوينو وغورني فاكوف إلى مقاطعة بوسنية وهي المناطق التي اندلع فيها النزاع الكرواتي البوسني قريبا.
وافق عزت بيغوفيتش في نهاية المطاف على الخطة في 25 مارس بعد عدة تعديلات وفي 11 مايو أصدرت جمعية جمهورية البوسنة والهرسك قرارا لدعم الخطة ومع ضمان تنفيذ الحكومة. على الرغم من رفض كارادزيتش للخطة في البداية إلا أنه وقعها في 30 أبريل لكنها رفضتها جمعية جمهورية صرب البوسنة الوطنية في 6 مايو ورُفضت لاحقا في استفتاء.
اعتقد الكثيرون أن هذه الخطة ساهمت في تصعيد الحرب الكرواتية البوسنية مما شجع الصراع على الأراضي بين القوات الكرواتية والبوسنية في أجزاء من وسط البوسنة كانت مختلطة إثنيا. في مايو قال المقرر الخاص للأمم المتحدة المعني بحالة حقوق الإنسان تاديوس مازوفيتسكي إن خطة فانس أوين تشجع على التطهير العرقي. دافع أوين لاحقا عن خطته ضد مثل هذه المزاعم قائلا إن أولئك الذين يربطون التطهير العرقي والحرب الأهلية بين الكروات والبوسنيين بخطة فانس أوين للسلام مخطئون لأن تحالفهم كان منفصل طوال عام 1992. في 20 مايو ادعى تودجمان أن «الكروات بالتأكيد لا يمكنهم الموافقة على خسارة بعض المناطق التي كانت جزءا من بانوفينا».

### أبريل 1993 في وسط البوسنة

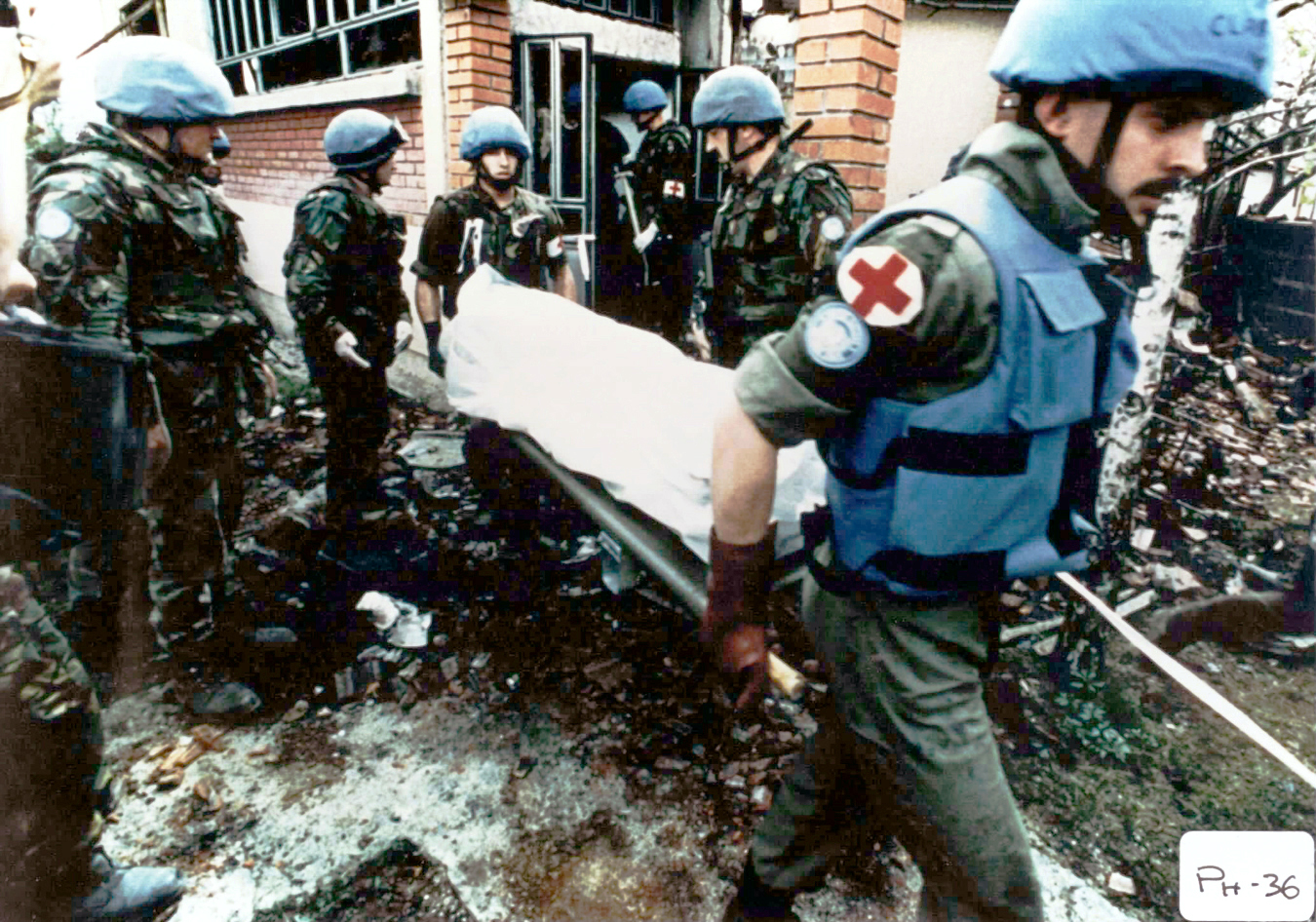
قوات حفظ السلام التابعة للأمم المتحدة تجمع الجثث بعد مذبحة أحميتشي.

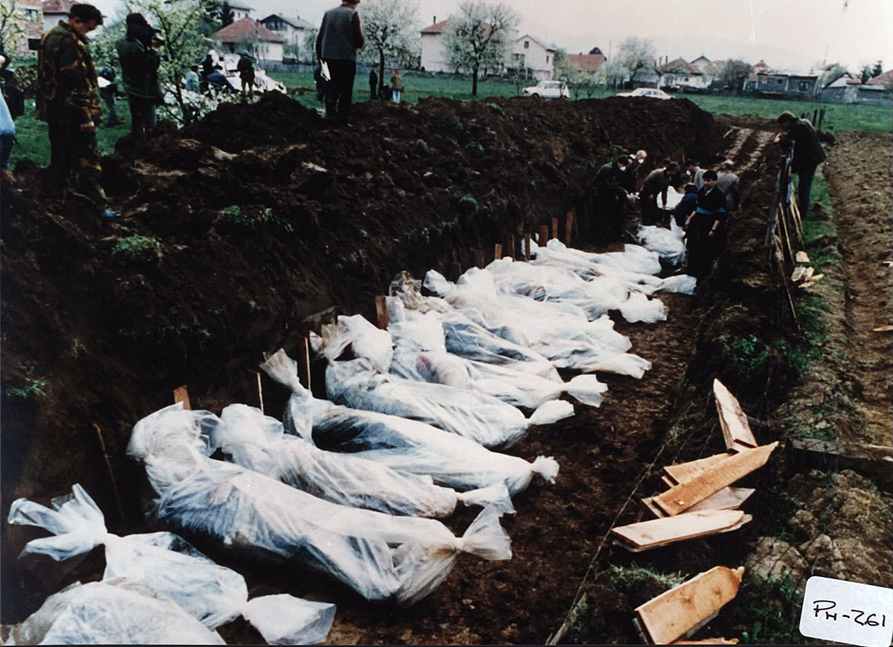
جثث أشخاص قتلوا في أبريل 1993 حول فيتيز.

في 28 مارس أعلن كل من تودجمان وعزت بيغوفيتش عن اتفاق لتأسيس جيش كرواتي بوسني مشترك في البوسنة والهرسك. كان من المقرر وضع مجلس الدفاع الكرواتي وجيش جمهورية البوسنة والهرسك تحت قيادة مشتركة. ومع ذلك في الشهر التالي تصاعدت الحرب في وسط البوسنة. وعزا الكروات التصعيد إلى زيادة السياسة الإسلامية لحكومة سراييفو بينما اتهم البوسنية الجانب الكرواتي بالانفصالية. تم إدانة هذا التصعيد من قبل كل من الجالية الإسلامية في البوسنة والهرسك والكنيسة الكاثوليكية والتي حملت المسؤولية لقيادة حزب العمل الديمقراطي والاتحاد الديمقراطي الكرواتي للبوسنة والهرسك. في أبريل أُطيح برئيس العلماء في المجتمع الإسلامي يعقوب سليموسكي الذي عارض الإسلام السياسي واستُبدل بمصطفى سيريتش وهو إمام أكثر تطرفا كان له علاقات وثيقة مع قيادة الحزب الديمقراطي الاجتماعي. في وسط البوسنة كان هناك جهد كبير من قبل مجلس الدفاع الكرواتي لنقل السكان الكروات إلى الهرسك.
انكسر تحالف جيش جمهورية البوسنة والهرسك-مجلس الدفاع الكرواتي الرقيق بعد أن أصدر مجلس الدفاع الكرواتي إنذارا نهائيا لوحدات جيش جمهورية البوسنة والهرسك في الكانتونات ذات الأغلبية الكرواتية والتي حددتها خطة فانس-أوين الفارغة لتسليم أسلحتهم أو الانتقال إلى كانتون أغلبية بوسنية بحلول 15 أبريل. في أوائل أبريل بدأت الاشتباكات المسلحة في ترافنيك عندما أطلق جندي بوسني النار على جنود مجلس الدفاع الكرواتي نصبوا العلم الكرواتي. في 13 أبريل اختطف المجاهدون أربعة أعضاء من مجلس الدفاع الكرواتي خارج نوفي ترافنيك. في صباح يوم 15 أبريل تم اختطاف قائد مجلس الدفاع الكرواتي زيفكو توتيتش في زينيتسا وقتل المجاهدون مرافقه. نفى ممثلو جيش جمهورية البوسنة والهرسك أي تورط في ذلك وتم تشكيل لجنة مشتركة لجيش جمهورية البوسنة والهرسك-مجلس الدفاع الكرواتي للتحقيق في القضية. تم تبادل السجناء بعد ذلك في مايو مقابل 11 مجاهدا وسائقين مسلمين تم القبض عليهم من قبل مجلس الدفاع الكرواتي. في صباح اليوم التالي اندلع إطلاق النار في زينيتسا حيث تم إجبار مجلس الدفاع الكرواتي الذي فاق عدده على الخروج من المدينة. تم طرد معظم السكان الكروات في زينيتسا وأصبحوا لاجئين. تم احتجاز الجنود والمدنيين الأسرى في مدرسة للموسيقى.
انتشرت الاشتباكات في منطقة وادي لاشفا وسط البوسنة. أراد مجلس الدفاع الكرواتي ربط مدن كريشيفو وكيسيلياك وفيتيز وبوسوفاتشا ونوفي ترافنيك والتي كانت ستخلق ممرا عبر وسط البوسنة. تم شن هجوم نفذ فيه قائد مجلس الدفاع الكرواتي داريو كورديتش إستراتيجية تطهير عرقي في وادي لاشفا لطرد السكان البوسنيين. كانت مذبحة أحميتشي في 16 أبريل 1993 تتويجا للعملية. تعرضت قرية أحميتشي لهجوم مفاجئ في الصباح بقذائف الهاون ونيران القناصة. أسفر الهجوم عن مقتل ما لا يقل عن 103 من المدنيين البوسنيين بينهم 32 امرأة و 11 طفلا. احترق المسجد الرئيسي وهدمت مئذنته. تم التخطيط للهجوم مسبقا وأسفر عن «مذبحة متعمدة للمدنيين العزل وغير المحذرين: انطلقت قوات مجلس الدفاع الكرواتي بشكل منهجي للعثور على السكان بالكامل وإعدامهم». بعد ذلك تم إجراء عملية تنظيف لإخفاء ما حدث.
في 18 أبريل تم تفجير شاحنة مفخخة بالقرب من مسجد في ستاري فيتيس مما أدى إلى تدمير مكتب رئاسة الحرب ومقتل ستة أشخاص على الأقل وإصابة 50 شخصا. قررت المحكمة الجنائية الدولية ليوغوسلافيا السابقة أن هذا كان عملا من أعمال «الإرهاب الخالص» نفذته عناصر داخل مجلس الدفاع الكرواتي لكنها لم تربط الهجوم بقيادة مجلس الدفاع الكرواتي. طوق مجلس الدفاع الكرواتي ستاري فيتيز حيث انتشر جيش جمهورية البوسنة والهرسك في الخنادق والملاجئ مع حوالي 350 مقاتلا. حاولت القوات البوسنية الاقتحام من الشمال وتعزيز مواقع جيش جمهورية البوسنة والهرسك في ستاري فيتيس. سيطر مجلس الدفاع الكرواتي على عدة قرى حول فيتيس لكن نقص الموارد أدى إلى إبطاء تقدمها وخطة ربط جيب فيتيس بكيسيلياك. كان جيش جمهورية البوسنة والهرسك متفوقا عدديا وبقي عدة مئات من الجنود في فيتيس. ظل مصنع المتفجرات الواقع في فيتز تحت سيطرة مجلس الدفاع الكرواتي. استمر حصار ستاري فيتيس من أبريل 1993 إلى فبراير 1994. في 24 أبريل هاجمت قوات المجاهدين قرية ميليتيتشي بالقرب من ترافنيك شمال فيتيس. عند أخذها قاموا بتشويه أربعة مدنيين كروات أسرى وأخذوا الباقين إلى معسكر بوليانيتش.
وقع قتال عنيف في منطقة كيسيلياك. هاجم مجلس الدفاع الكرواتي عدة قرى بوسنية في المنطقة المجاورة واستولى عليها بحلول نهاية أبريل. واحتُجز مدنيون من البوسنيين أو أجبروا على المغادرة وتعرضت القرى لأضرار جسيمة. في بوسوفاتشا فتح جيش جمهورية البوسنة والهرسك نيران المدفعية وقذائف الهاون على المدينة وهاجمها في 19 أبريل. استمر القتال العنيف ثلاثة أيام. تم طرد البوسنيين من عدة قرى بالقرب من المدينة. شن مجلس الدفاع الكرواتي أيضا هجمات على غورني فاكوف وبروزور ويابلانيتشا بينما هاجم جيش جمهورية البوسنة والهرسك مواقع مجلس الدفاع الكرواتي شرق بروزور.
قالت قيادة مجلس الدفاع الكرواتي إن خسائرهم كانت 145 جنديا و 270 مدنيا قُتلوا بحلول 24 أبريل وربما كانت خسائر جيش جمهورية البوسنة والهرسك عالية على الأقل. في الفترة التالية اتخذ مجلس الدفاع الكرواتي في وسط البوسنة موقعا دفاعيا ضد الفيلق الثالث لجيش جمهورية البوسنة والهرسك. بالغ مجلس الدفاع الكرواتي في تقدير قوته وقدرته على تأمين الجيوب الكرواتية بينما اعتقد قادة جيش جمهورية البوسنة والهرسك أن بقاء البوسنيين يعتمد على الاستيلاء على الأراضي في وسط البوسنة بدلا من المواجهة المباشرة مع جيش جمهورية صرب البوسنة الأقوى حول سراييفو. في غضون شهرين سيطر جيش جمهورية البوسنة والهرسك بالكامل على وسط البوسنة باستثناء فيتيس وكيسيلياك وبروزور.

### انتشار الحرب إلى الهرسك
بحلول نهاية أبريل كانت الحرب الكرواتية البوسنية قد اندلعت بالكامل. في 21 أبريل التقى شوشاك باللورد أوين في زغرب حيث أعرب عن غضبه من سلوك البوشناق وقال إن قريتين كرواتيتين في شرق الهرسك وضعتا نفسيهما في أيدي الصرب بدلا من المخاطرة بالخضوع لسيطرة البوشناق. كان شوشاك وهو نفسه كرواتي بوسني أحد المؤيدين الرئيسيين للجمهورية الكرواتية في البوسنة والهرسك في الحكومة ووفقا للمؤرخ ماركو أتيلا هور كان بمثابة «قناة» للدعم الكرواتي للنزعة الانفصالية لدى الجمهورية الكرواتية في البوسنة والهرسك.
امتدت الحرب إلى شمال الهرسك أولا إلى بلديات كونييتش ويابلانيتشا. تم تنظيم القوات البوسنية في المنطقة في ثلاثة ألوية من الفيلق الرابع وتم نشر حوالي 5000 جندي. كان لدى مجلس الدفاع الكرواتي عدد أقل من الجنود ولواء واحد ومقره في كونييتش. على الرغم من عدم وجود صراع في كونييتش ويابلانيتشا خلال الاشتباكات الكرواتية البوسنية في وسط البوسنة كان الوضع متوترا مع وقوع حوادث مسلحة متفرقة. بدأ الصراع في 14 أبريل بهجوم جيش جمهورية البوسنة والهرسك على قرية يسيطر عليها مجلس الدفاع الكرواتي خارج كونييتش. استجاب مجلس الدفاع الكرواتي بالاستيلاء على ثلاث قرى شمال شرق يابلانيتشا. في 16 أبريل في قرية تروسينا شمال يابلانيتشا قُتل 15 مدنيا كرواتيا و 7 أسرى حرب على يد وحدة من جيش جمهورية البوسنة والهرسك تُدعى ذو الفقار عند الاستيلاء على القرية. في اليوم التالي هاجم مجلس الدفاع الكرواتي قريتي دولياني وسوفي شرق يابلانيتشا. بعد السيطرة على القرى تم احتجاز حوالي 400 من المدنيين البوسنيين حتى 3 مايو. قاتل مجلس الدفاع الكرواتي وجيش جمهورية البوسنة والهرسك في المنطقة حتى مايو مع عدة أيام فقط من الهدنة مع سيطرة جيش جمهورية البوسنة والهرسك الكاملة على كل من بلدتي كونييتش ويابلانيتشا والقرى المجاورة الأصغر.
في 25 أبريل وقع عزت بيغوفيتش وبوبان بيانا مشتركا يأمر بوقف إطلاق النار بين جيش جمهورية البوسنة والهرسك ومجلس الدفاع الكرواتي. وأعلنت أن قيادة مجلس الدفاع الكرواتي-جيش جمهورية البوسنة والهرسك المشتركة قد تم إنشاؤها وأن يقودها الجنرال خليلوفيتش والجنرال بيتكوفيتش مع المقر الرئيسي في ترافنيك. ومع ذلك في اليوم نفسه تبنى كل من مجلس الدفاع الكرواتي والجمهورية الكرواتية في البوسنة والهرسك بيانا في سيتلوك يزعم أن عزت بيغوفيتش ليس الرئيس الشرعي للبوسنة والهرسك وأنه يمثل البوسنيين فقط وأن جيش جمهورية البوسنة والهرسك كان قوة عسكرية بوسنية.
كانت هناك مناطق من البلاد واصل فيها مجلس الدفاع الكرواتي وجيش جمهورية البوسنة والهرسك القتال جنبا إلى جنب ضد جيش جمهورية صرب البوسنة. على الرغم من أن المواجهة المسلحة في الهرسك ووسط البوسنة أدت إلى توتر العلاقة بينهما إلا أنها لم تسفر عن أعمال عنف واستمر التحالف الكرواتي البوسني لا سيما في الأماكن التي تفوقت فيها القوات الصربية بشدة على كليهما. كانت هذه الاستثناءات هي جيب بيهاتش وبوسافينا البوسني ومنطقة تيشانج. على الرغم من بعض العداوة قاتل لواء مجلس الدفاع الكرواتي قوامه حوالي 1500 جندي جنبا إلى جنب مع جيش جمهورية البوسنة والهرسك في سراييفو. في مناطق أخرى حيث انهار التحالف كان جيش جمهورية صرب البوسنة الذي لا يزال القوة الأقوى يتعاون أحيانا مع كل من مجلس الدفاع الكرواتي وجيش جمهورية البوسنة والهرسك واتباع سياسة موازنة محلية والتحالف مع الجانب الأضعف.

#### حصار موستار

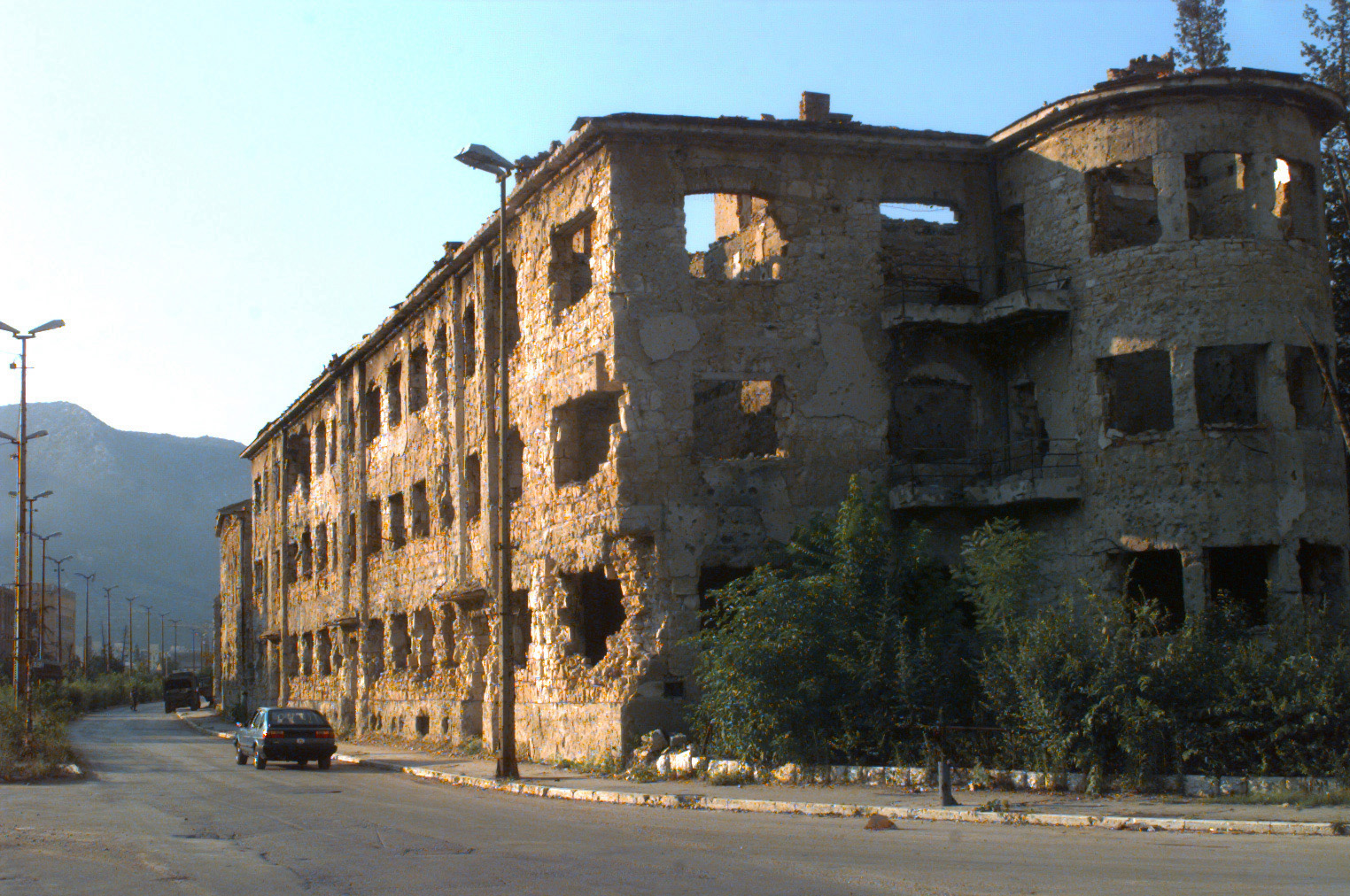
المباني المتضررة من القتال على الجانب الكرواتي من موستار.

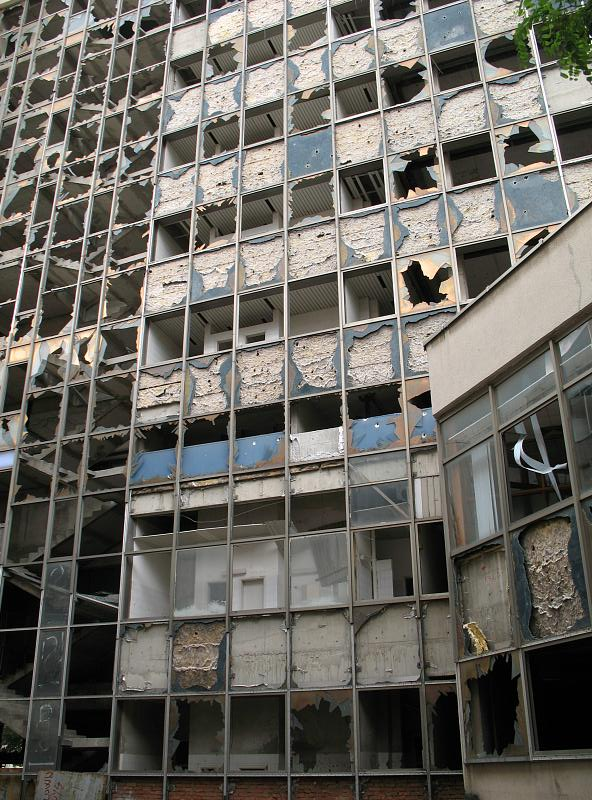
مبنى بنك مدمر في موستار.

في غضون ذلك زادت التوترات بين الكروات والبوشناق في موستار. بحلول منتصف أبريل 1993 أصبحت مدينة مقسمة مع الجزء الغربي الذي تهيمن عليه قوات مجلس الدفاع الكرواتي والجزء الشرقي حيث تركز جيش جمهورية البوسنة والهرسك إلى حد كبير. في حين أن جيش جمهورية البوسنة والهرسك فاق عدد مجلس الدفاع الكرواتي في وسط البوسنة فقد كان للكروات ميزة عسكرية واضحة في الهرسك. كان مقر مجلس الدفاع الكرواتي في غرب موستار. كان الفيلق الرابع من جيش جمهورية البوسنة والهرسك متمركزا في شرق موستار وتحت قيادة عارف باشاليتش. كان مجلس الدفاع الكرواتي جنوب شرق الهرسك الذي كان يقدر بنحو 6000 رجل في أوائل عام 1993 تحت قيادة ميليينكو لاسيتش. بدأ الصراع في موستار في الساعات الأولى من يوم 9 مايو 1993 عندما تعرض الجانبان الشرقي والغربي لموستار لقصف مدفعي. كما في حالة وسط البوسنة توجد روايات متناقضة حول كيفية اندلاع الصراع في موستار. دار القتال بشكل رئيسي حول مقر جيش جمهورية البوسنة والهرسك في مبنى فرانيكا في غرب موستار وثكنات تيهومير ميشي التي تسيطر عليها مجلس الدفاع الكرواتي في شرق موستار. بعد هجوم مجلس الدفاع الكرواتي الناجح على فرانيكا قُتل فيما بعد 10 أسرى حرب بوسنيين من المبنى. هدأ الوضع في موستار بحلول 21 مايو وظل الجانبان منتشرين على الخطوط الأمامية. طرد مجلس الدفاع الكرواتي السكان البوسنيين من غرب موستار بينما نُقل الآلاف من الرجال إلى معسكرات الاعتقال المرتجلة في دريتيل وهليودروم. احتجز جيش جمهورية البوسنة والهرسك السجناء الكروات في مرافق الاحتجاز في قرية بوتوسي شمال موستار وفي معسكر المدرسة الابتدائية الرابع في موستار.
في 30 يونيو استولى جيش جمهورية البوسنة والهرسك على ثكنات تيهومير ميشي على الضفة الشرقية لنهر نيريتفا وهو سد لتوليد الطاقة الكهرومائية على النهر والمداخل الشمالية الرئيسية للمدينة. كما سيطر جيش جمهورية البوسنة والهرسك على حي فرابيتشي في شمال شرق موستار. وهكذا قاموا بتأمين الجزء الشرقي بأكمله من المدينة. في 13 يوليو شن جيش جمهورية البوسنة والهرسك هجوما آخر واستولى على بونا وبلاغاج جنوب موستار. بعد يومين اندلع قتال عنيف عبر الخطوط الأمامية للسيطرة على المداخل الشمالية والجنوبية لموستار. شن مجلس الدفاع الكرواتي هجوما مضادا واستعاد بونا. استقر الطرفان وتحولا إلى القصف والقنص على بعضهما البعض على الرغم من أن الأسلحة الثقيلة المتفوقة لمجلس الدفاع الكرواتي تسببت في أضرار جسيمة بشرق موستار. في منطقة موستار الأوسع قدم الصرب الدعم العسكري للجانب البوسني واستأجروا الدبابات والمدفعية الثقيلة لجيش جمهورية البوسنة والهرسك. قصفت مدفعية جيش جمهورية صرب البوسنة مواقع مجلس الدفاع الكرواتي على التلال المطلة على موستار. في يوليو 1993 قال نائب الرئيس البوسني أيوب يانيتش إن أكبر خطأ للبوشناق كان التحالف العسكري مع الكروات في بداية الحرب مضيفا أن البوشناق كانوا أقرب ثقافيا إلى الصرب.
قبل الحرب كان عدد سكان بلدية موستار 43.037 من الكروات و 43856 من البوشناق و 23846 من الصرب و 12768 من اليوغوسلافيين. وفقا لبيانات عام 1997 أصبحت بلديات موستار التي كان لديها أغلبية نسبية كرواتية في عام 1991 جميع البلديات الكرواتية وأصبحت البلديات ذات الأغلبية البوسنية كلها بوسنية. حوالي 60 إلى 75 بالمائة من المباني في الجزء الشرقي من المدينة تعرضت للدمار أو لأضرار بالغة بينما في الجزء الغربي الأكبر لحوالي 20 بالمائة من المباني تعرضت لأضرار جسيمة أو دمرت.

### هجمات يونيو - يوليو 1993

#### صراع ترافنيك وكاكاني

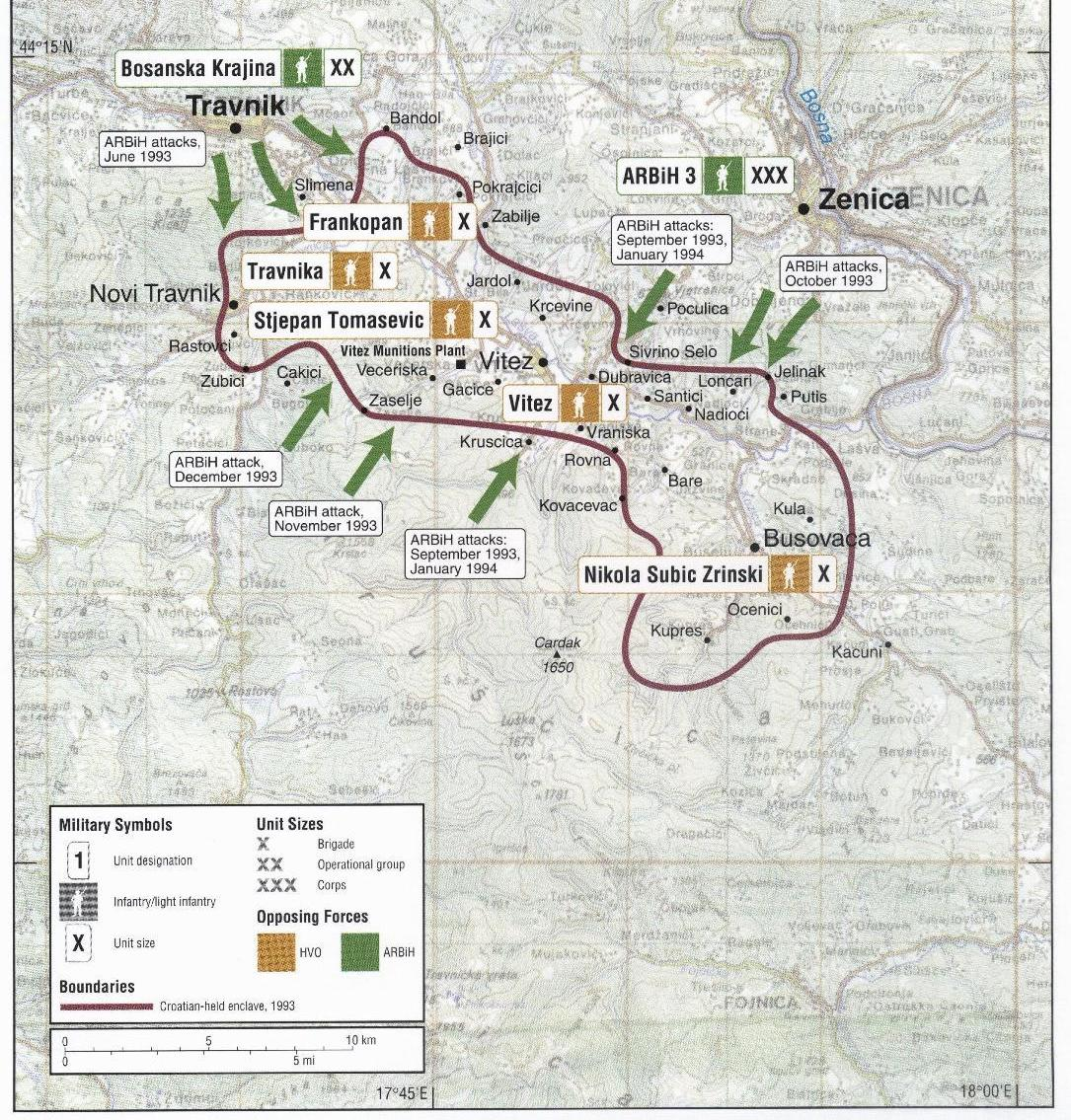
الخطوط الأمامية في وادي لاشفا في عام 1993 بين جيش جمهورية البوسنة والهرسك ومجلس الدفاع الكرواتي بما في ذلك نوفي ترافنيك وفيتيس وبوسوفاتشا.

في وسط البوسنة ظل الوضع بين البوسنيين والكروات هادئا نسبيا خلال شهر مايو. استغلت حكومة سراييفو ذلك الوقت لإعادة تنظيم جيشها وعين راسم ديليتش قائدا لجيش جمهورية البوسنة والهرسك وللتحضير لهجوم ضد مجلس الدفاع الكرواتي في وادي بيلا حيث تقع مدينة ترافنيك وفي بلدية كاكاني. بحلول أبريل كان لدى جيش جمهورية البوسنة والهرسك في منطقة ترافنيك حوالي 8000-10000 رجل بقيادة محمد ألاغيتش. كان لدى مجلس الدفاع الكرواتي حوالي 2500-3000 جندي معظمهم على خطوط الدفاع ضد جيش جمهورية صرب البوسنة. كان مقر مجلس الدفاع الكرواتي في ترافنيك لكن المدينة كانت تحت سيطرة جيش جمهورية البوسنة والهرسك.
في 4 يونيو هاجم جيش جمهورية البوسنة والهرسك مواقع مجلس الدفاع الكرواتي في ترافنيك والمناطق المحيطة بها. تم ضرب وحدات مجلس الدفاع الكرواتي التي تمسك الخطوط الأمامية من الخلف وتم تطويق المقر الرئيسي في ترافنيك. بعد أيام قليلة من القتال في الشوارع هُزمت قوات مجلس الدفاع الكرواتي التي فاق عددها. وفر الآلاف من المدنيين وجنود مجلس الدفاع الكرواتي إلى الأراضي القريبة التي يسيطر عليها الصرب حيث تم عزلهم عن مواقع مجلس الدفاع الكرواتي التي تحتلها. في 8 يونيو استولى المجاهدون على قرية مالين بالقرب من ترافنيك. وسُجن أكثر من 200 مدني وجندي كرواتي. وقتل ما لا يقل عن 24 من المدنيين الكروات وأسرى الحرب في وقت لاحق على يد قوات المجاهدين بالقرب من قرية بيكوشي شمال شرق ترافنيك. أدى الاستيلاء على ترافنيك والقرى المحيطة بها إلى نزوح جماعي كبير للكروات من المنطقة. تم القبض على المدنيين وأسرى الحرب من قبل جيش جمهورية البوسنة والهرسك في قبو من ثكنات جيش يوغوسلافيا الشعبي في ترافنيك.
واصل جيش جمهورية البوسنة والهرسك هجومه إلى الشرق من المدينة وتأمين ممر من زينيتسا إلى ترافنيك. تم دفع مجلس الدفاع الكرواتي إلى نوفي ترافنيك وفيتيز. في 10 يونيو قصف جيش جمهورية البوسنة والهرسك فييتز وقُتل خلاله ثمانية أطفال بقذيفة مدفعية في ساحة اللعب. بسبب تقدم القوات البوسنية أعلن مقر مجلس الدفاع الكرواتي في موستار التعبئة الكاملة على أراضي الجمهورية الكرواتية في البوسنة والهرسك.
في أوائل يونيو كانت قافلة من المساعدات تُعرف باسم قافلة الفرح متجهة إلى توزلا. وقد أوقفها لاجئون كرواتيون من ترافنيك في 10 يونيو عندما أغلقت حوالي 50 امرأة الطريق شمال نوفي ترافنيك. ثم نُهبت القافلة وقتل ثمانية سائقين. في صباح اليوم التالي تحركت القافلة لكن الأحداث استمرت في الحدوث. في واحدة منها ردت حراسة قوة الحماية الدولية بإطلاق النار وقتلت جنديين من جنود مجلس الدفاع الكرواتي في تبادل لإطلاق النار. تم الإبلاغ عن هذه الحادثة على نطاق واسع في وسائل الإعلام الغربية وتسببت في دعاية سيئة للغاية لمجلس الدفاع الكرواتي.
تقدم جيش جمهورية البوسنة والهرسك باتجاه كاكاني بشن هجوم على القرى الواقعة جنوب شرق المدينة. مع اقتراب جيش جمهورية البوسنة والهرسك من المدينة بدأ الآلاف من الكروات في الفرار ووجه مجلس الدفاع الكرواتي الذي فاق عدده عدد قواتها لحماية طريق الهروب إلى فاريش شرق كاكاني. تم الاستيلاء على القرى الرئيسية على الطريق في 15 يونيو وفي اليوم التالي دخل جيش جمهورية البوسنة والهرسك كاكاني. رد مجلس الدفاع الكرواتي بشن هجمات في منطقة كيسيلياك. بعد الاستيلاء على قرية توليكا جنوب المدينة قتلت قوات مجلس الدفاع الكرواتي 12 من المدنيين البوسنيين وأسرى الحرب وأحرقت العديد من المنازل. في قريتي هان بلوا وجراهوفسي شمال توليكا قُتل 64 شخصا أثناء الهجوم أو في الحجز.
تعرض تودجمان لضغط مكثف من قبل المفوضية الأوروبية لتقديم المساعدة لمجلس الدفاع الكرواتي ومن قادة الجمهورية الكرواتية في البوسنة والهرسك الذين طالبوا بمزيد من الدعم العسكري. في النهاية تولى الجيش الكرواتي السيطرة على خط المواجهة بأكمله مع جيش جمهورية صرب البوسنة في جنوب الهرسك وشمال دوبروفنيك مما مكن مجلس الدفاع الكرواتي من توجيه المزيد من قواته ضد جيش جمهورية البوسنة والهرسك. بقي الجيش الكرواتي هناك في مواقع دفاعية حتى توقيع اتفاقية دايتون. وفي وقت لاحق قال وزير الدفاع السابق مارتن شبيغيلي إنه طُلب منه المساعدة في «إنقاذ الوضع» في البوسنة والهرسك لكنه رفض ذلك. كان يعتقد أنه إذا ظل الجيش الكرواتي في تحالف مع جيش جمهورية البوسنة والهرسك فإن الحرب ضد الصرب ستنتهي بحلول نهاية عام 1992.

#### معركة زيبشي

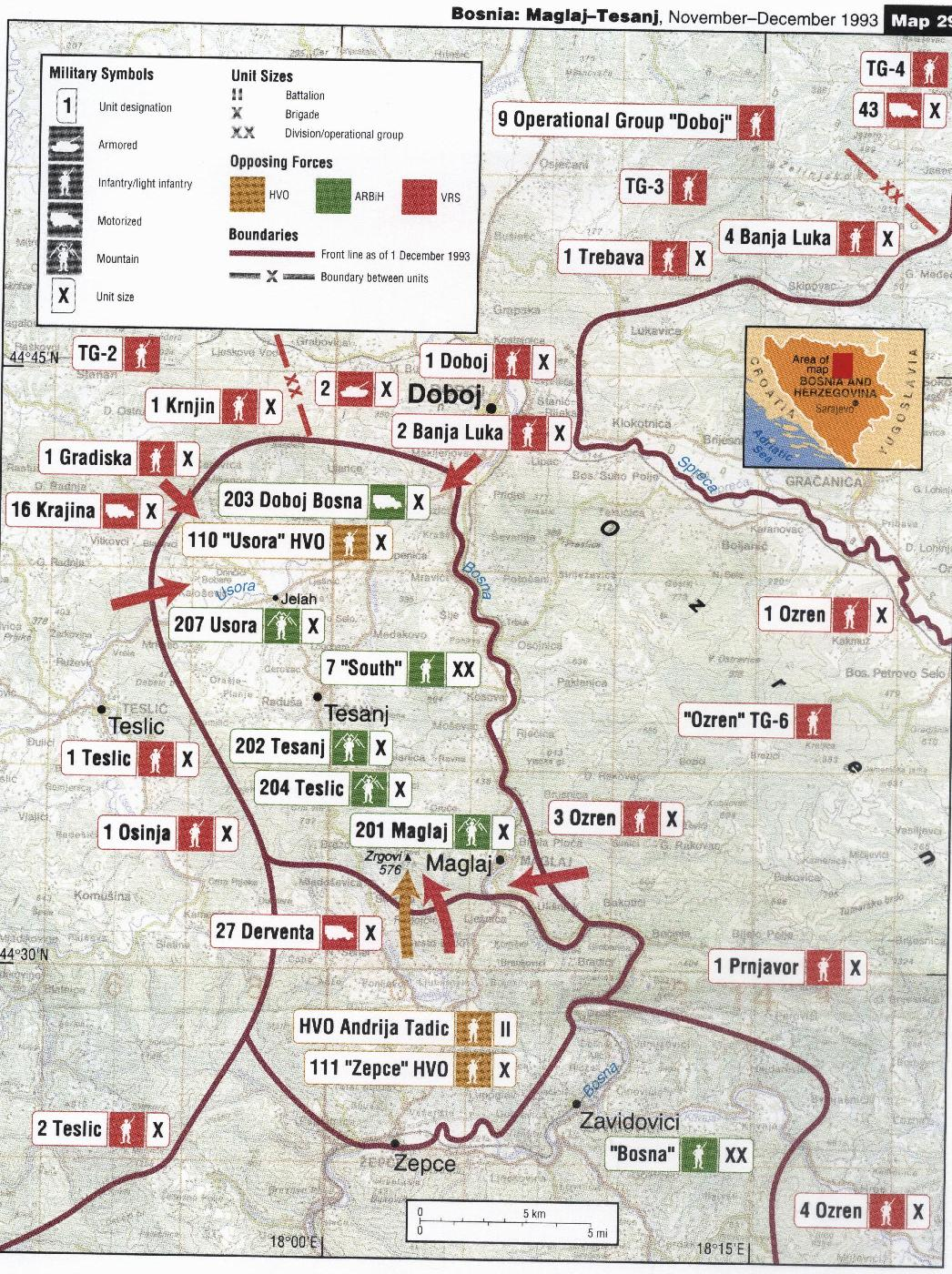
خطوط المواجهة بالقرب من زيبشي وماغلاي وتيشاني في شمال البوسنة، 1993.

في بلدة زيبشي على بعد 45 كيلومترا شمال شرق زينيتسا كان للكروات والبوشناق حكومتان متوازيتان. تم تقسيم المدينة التي يبلغ عدد سكانها 20000 نسمة بالتساوي وتم الاحتفاظ بالتعايش بين الكروات والبوشناق. احتفظ جيش جمهورية البوسنة والهرسك ومجلس الدفاع الكرواتي بمقر منفصل على بعد كيلومتر واحد.
بلغ عدد قوات مجلس الدفاع الكرواتي في المنطقة 7000 رجل منهم 2000 كانوا في منطقة زيبشي المجاورة. كان لدى جيش جمهورية البوسنة والهرسك لواءان محليان في زيبشي وزافيدوفي مع حوالي 5000-6000 رجل. كان لدى جيش جمهورية البوسنة والهرسك أيضا عدة ألوية في تيشاني وماغلاي شمال زيبشي. تم وضع كلا الجيشين على الخطوط الأمامية ضد جيش جمهورية صرب البوسنة لكن تعاونهما انهار في 24 يونيو حيث اتهم كلا الجانبين بعضهما البعض باندلاع الصراع. نشر جيش جمهورية البوسنة والهرسك 12500 رجل جنوب زيبشي وتقدموا في صفين. احتلت هذه الوحدات الأراضي المرتفعة في الشرق والجنوب والغرب من زيبشي في حين اندلع قتال مرير في الشوارع في المدينة بين مجلس الدفاع الكرواتي والقوات البوسنية المحلية. سيطر كل جانب على حوالي نصف منطقة زيبشي واستخدموا المدفعية لشن قصف مكثف. كان هناك تحالف غير مقنع بين الصرب والكروات مع تأكيد الأمم المتحدة أن دبابات جيش جمهورية صرب البوسنة ساعدت مجلس الدفاع الكرواتي في منطقة زيبشي-زافيدوفي. قدمت قوات جيش جمهورية صرب البوسنة المحلية في ماغلاي دعما حاسما لمجلس الدفاع الكرواتي ونجحت حيث فشل مجلس الدفاع الكرواتي في شل دفاع جيش جمهورية البوسنة والهرسك. استمرت معركة زيبشي حتى 30 يونيو عندما استسلم اللواء 305 و 319 من جيش جمهورية البوسنة والهرسك. قامت قوات جيش جمهورية البوسنة والهرسك بتأمين زافيدوفي لكن المنطقة التي يسيطر عليها البوشناق حول تيشاني وماغلاي تم قطعها تماما.
نتيجة لمساعدة جيش جمهورية صرب البوسنة اكتسب مجلس الدفاع الكرواتي اليد العليا في أوائل يوليو. وأكدت الأمم المتحدة أن ماغلاي محاصر بالكامل. تم اعتقال حوالي 4000-5000 من أسرى الحرب والمدنيين البوسنيين من قبل مجلس الدفاع الكرواتي بعد نهاية المعركة واحتُجزوا في المستودعات لعدة أيام حتى إطلاق سراحهم. وتلقى جنود جيش جمهورية البوسنة والهرسك الأسرى معاملة قاسية. أصبحت منطقة زيبشي وماغلاي وتيشاني حربا ثلاثية الجوانب. في منطقة زيبشي-زافيدوفي ساعد جيش جمهورية صرب البوسنة مجلس الدفاع الكرواتي ضد جيش جمهورية البوسنة والهرسك وكان ماغلاي محاطا بمجلس الدفاع الكرواتي من ثلاثة جوانب وجيش جمهورية صرب البوسنة من جانب واحد وفي تيشاني تعاون مجلس الدفاع الكرواتي وجيش جمهورية البوسنة والهرسك ضد جيش جمهورية صرب البوسنة.

#### معركة بوغوينو
في وقت مبكر من صباح يوم 18 يوليو هاجم جيش جمهورية البوسنة والهرسك قوات مجلس الدفاع الكرواتي في بوغوينو وما حولها حيث يوجد مصنع للذخيرة. في السابق سمح قادة الجيشين بحرية حركة القوات في البلدة لكن هذا الاتفاق اهتز بسبب الحوادث التي وقعت على مدار العام. كان لجيش جمهورية البوسنة والهرسك اليد العليا في معركة بوغوينو. كان لدى مجلس الدفاع الكرواتي عدة مئات من الجنود في البلدة في حين أن جيش جمهورية البوسنة والهرسك نشر ثلاثة أضعاف عدد الجنود. لواء يوجين كفاتيرنيك التابع لمجلس الدفاع الكرواتي غير منظم ومفاجئ سرعان ما تم تطويقه في ثلاثة أماكن منفصلة. بعد قتال عنيف في الشوارع استولى جيش جمهورية البوسنة والهرسك على ثكنات مجلس الدفاع الكرواتي في 21 يوليو وبحلول 25 يوليو سيطر على المدينة مما أدى إلى هروب حوالي 15000 من الكروات. تم نقل جنود مجلس الدفاع الكرواتي والمدنيين غير البوسنيين إلى معسكرات الاعتقال ومعظمهم إلى معسكر ملعب إسكرا حيث تم احتجازهم لشهور في ظروف يرثى لها. في القتال قُتل عدة عشرات من الجنود على الجانبين بينما تم أسر 350 جنديا من جنود مجلس الدفاع الكرواتي. منذ يوليو تم قطع منطقة عمليات مجلس الدفاع الكرواتي في وسط البوسنة تماما عن مجلس الدفاع الكرواتي في الهرسك ولم تتمكن من تلقي أي كميات كبيرة من الإمدادات العسكرية.

#### جيب كيسيلياك

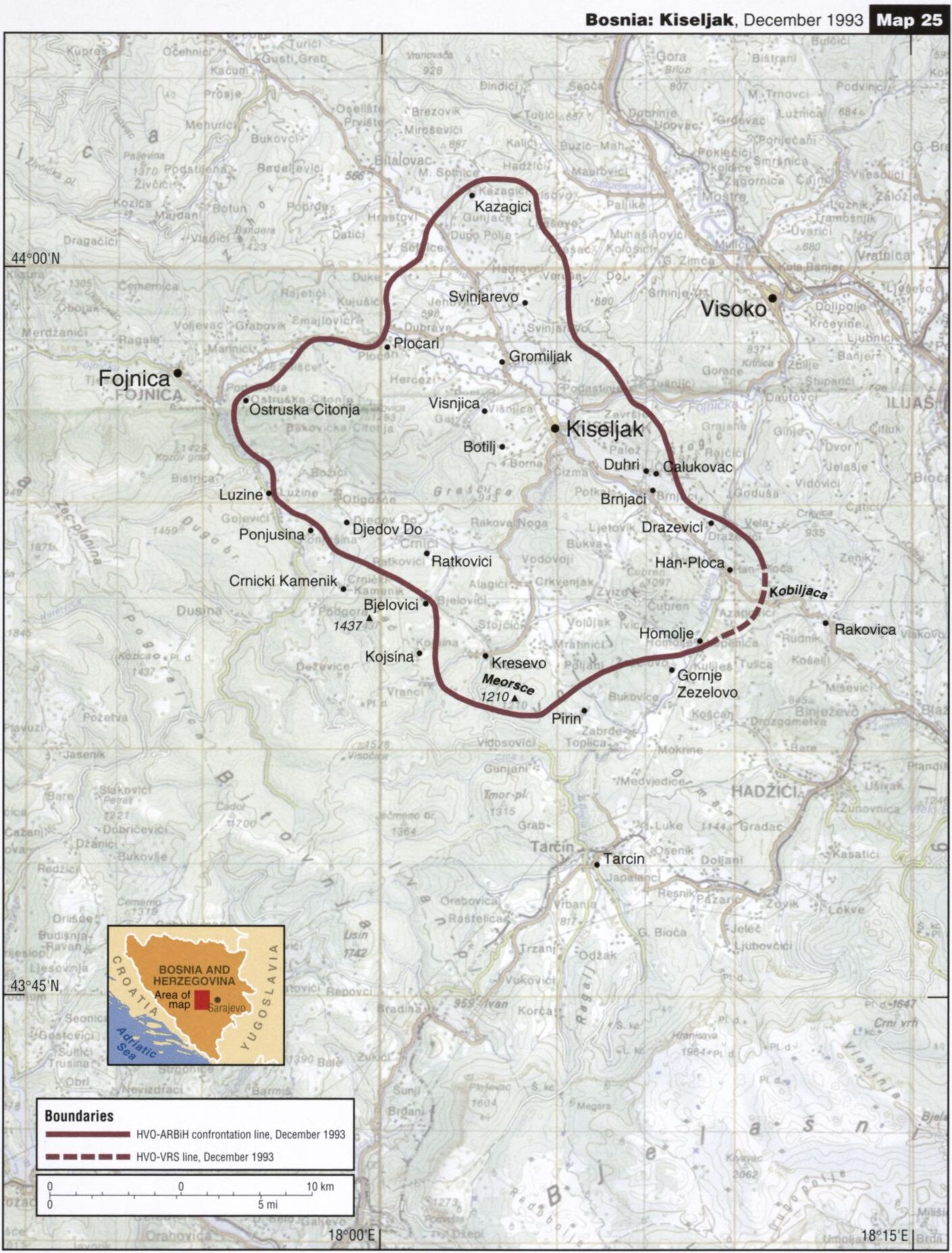
جيب كرواتي في وادي ليبينيكا بما في ذلك كيسيلياك وكريشيفو.

في يوليو شدد جيش جمهورية البوسنة والهرسك قبضته على كيسيلياك وبوسوفاتشا واقترب من فيتيز ونوفي ترافنيك. نظرا لموقعها على مشارف سراييفو المحاصرة كان جيب كيسيلياك مركزا مهما لتوزيع الإمدادات المهربة على الطريق إلى سراييفو. أراد البوشناق والكروات السيطرة عليها. حتى الصيف دار معظم القتال في المنطقة الشمالية من الجيب وغرب بلدة كيسيلياك. خلال التصعيد في أبريل سيطر مجلس الدفاع الكرواتي على القرى في تلك المنطقة. بدأت جولة أخرى من القتال في منتصف يونيو عندما هاجم جيش جمهورية البوسنة والهرسك الذي يسيطر على منطقة كرسيفو الواقعة جنوب كيسيلياك. بدأ الهجوم من جنوب البلدة وأعقبه قصف على قرى شمال وشمال شرق كيسيلياك. نشر جيش جمهورية البوسنة والهرسك أجزاء من الفيلق الثالث والسادس حوالي 6000-8000 جندي مقابل حوالي 2500 جندي من مجلس الدفاع الكرواتي في الجيب. تم صد الهجوم على كريسيفو بعد قتال عنيف وقام مجلس الدفاع الكرواتي بتثبيت خطوط دفاعه خارج المدينة. كان الهدف التالي لجيش جمهورية البوسنة والهرسك هو فوينيكا وهي بلدة تقع غربي كيسيلياك. بدأ الهجوم في 2 يوليو بهجمات بالمدفعية وقذائف الهاون بعد أيام قليلة من وصف قائد قوة الأمم المتحدة للحماية المدينة بأنها «جزيرة السلام». تم الاستيلاء على فوينيكا في الأيام التالية.

### صراع غورني فاكوف
بعد الاستيلاء الناجح على بوغوينو كان جيش جمهورية البوسنة والهرسك يستعد لهجوم على غورني فاكوف حيث سيطر الجانبان على أجزاء معينة من المدينة. شن جيش جمهورية البوسنة والهرسك هجومه في 1 أغسطس وسيطر على معظم المدينة في اليوم التالي. احتفظ مجلس الدفاع الكرواتي بالسيطرة على حي كرواتي في الجنوب الغربي وجيش جمهورية البوسنة والهرسك التي تفتقر إلى التعزيزات اللازمة لم تتمكن من مواصلة هجومها. تم تغيير اسم الجزء الذي يسيطر عليه الكروات لاحقا إلى أوسكوبلي. حاول مجلس الدفاع الكرواتي هجوما مضادا من مواقعه إلى الجنوب الغربي من المدينة في 5 أغسطس لكن جيش جمهورية البوسنة والهرسك كان قادرا على صد الهجوم. بدأ هجوم آخر من قبل مجلس الدفاع الكرواتي في سبتمبر معزز بالدبابات والمدفعية الثقيلة لكنه لم ينجح أيضا.

### عملية نيريتفا

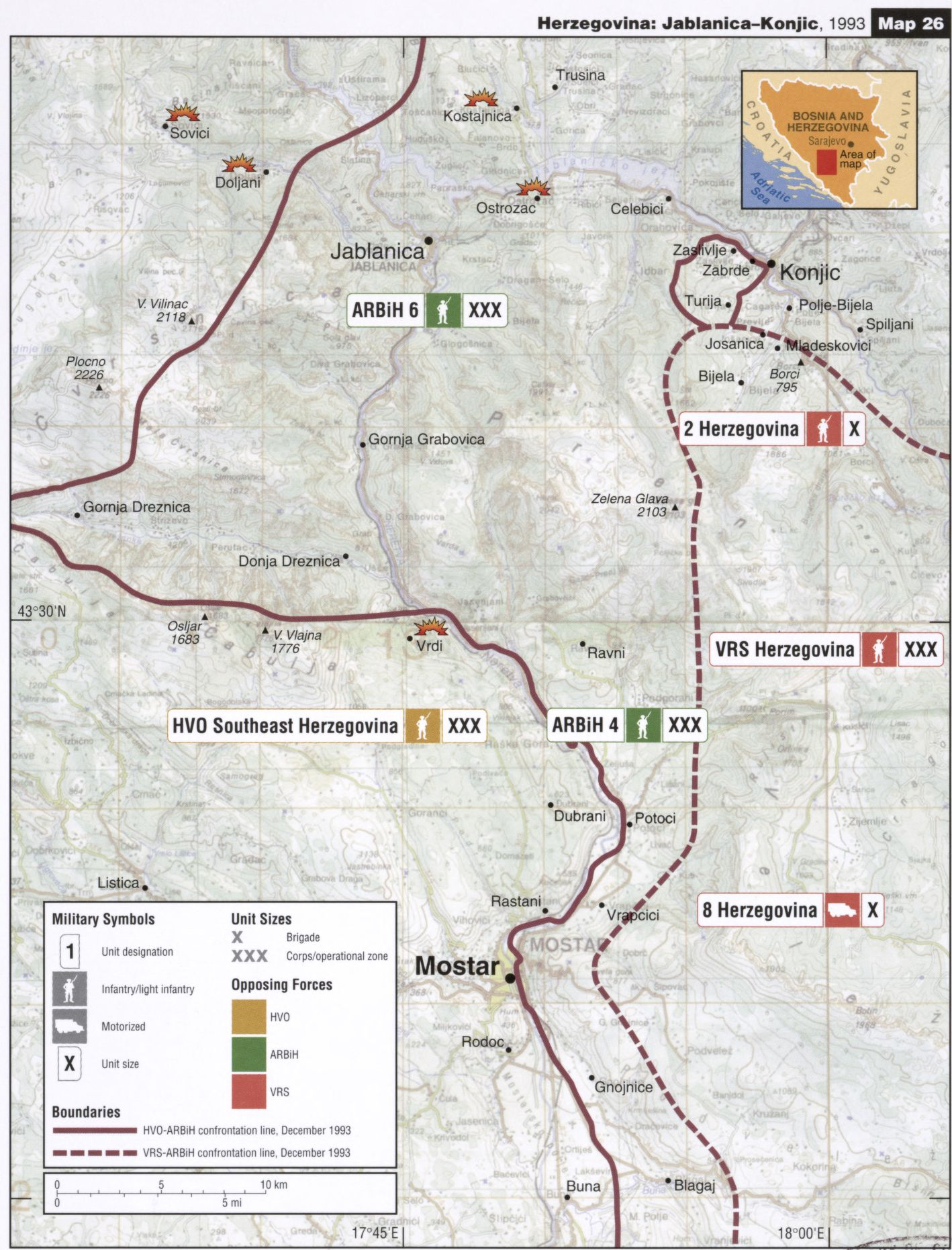
الخطوط الأمامية في شمال ووسط الهرسك في ديسمبر 1993.

انتهى الجمود في أغسطس في أوائل سبتمبر عندما أطلق جيش جمهورية البوسنة والهرسك عملية تعرف باسم عملية نيريتفا 93 ضد مجلس الدفاع الكرواتي على جبهة 200 كيلومتر من غورني فاكوف إلى جنوب موستار واحدة من أكبر عملياتها هذا العام. شن جيش جمهورية البوسنة والهرسك هجمات منسقة على الجيوب الكرواتية في وادي لاشفا ولا سيما في منطقة فيتيس. كانت قرية زابيلي الواقعة شمال فيتيس هي الهدف الأول لقطع الطريق الرئيسي عبر وادي لاشفا. وتلت الهجمات المتكررة من الشمال الغربي والجنوب الغربي. شن مجلس الدفاع الكرواتي هجوما مضادا في 8 سبتمبر ضد مواقع جيش جمهورية البوسنة والهرسك شمال غرب فيتيز. استولوا على الأرض المرتفعة على تلة بيلا ذات الأهمية الاستراتيجية لكن القوات البوسنية سرعان ما استأنفت هجومها.
في ليلة 8/9 سبتمبر هاجم جيش جمهورية البوسنة والهرسك قرية غرابوفيتشا بالقرب من يبلانيتشا. قُتل ما لا يقل عن 13 وما يصل إلى 35 مدنيا كرواتيا في مذبحة غرابوفيتشا. وكان من بين الضحايا كبار السن ونساء وطفل في الرابعة من عمره. بعد بضعة أيام شن جيش جمهورية البوسنة والهرسك هجوما شرق بروزور. خلال هذا الهجوم وقعت مذبحة أوزدول في قرية أوزدول. في صباح يوم 14 سبتمبر تسلل 70-100 من قوات جيش جمهورية البوسنة والهرسك عبر خطوط دفاع مجلس الدفاع الكرواتي ووصلت إلى القرية. بعد الاستيلاء على مركز قيادة مجلس الدفاع الكرواتي شنت القوات فورة قتل وقُتل 29 مدنيا كرواتيا على يد كتيبة بروزور المستقلة وأفراد من قوة الشرطة المحلية.
في 18 سبتمبر بدأ هجوم آخر لجيش جمهورية البوسنة والهرسك في منطقة فيتيز من أجل تقسيم الجيب الكرواتي إلى قسمين. تجدد القتال في مناطق أخرى أيضا في غورني فاكوف وترافنيك وفوينيكا وموستار. انتقل القتال إلى منطقة بوسوفاتشا في 23 سبتمبر حيث استخدم جيش جمهورية البوسنة والهرسك قذائف هاون من عيار 120 ملم لقصف المدينة. تعرضت مدينة فيتيس للقصف مرة أخرى في 27 سبتمبر عندما تعرض المستشفى التابع لها لقصف بقذائف الهاون من طراز جيش جمهورية البوسنة والهرسك مما أسفر عن مقتل شخصين. أثناء هجوم متزامن من الشمال والجنوب اخترق جيش جمهورية البوسنة والهرسك في وقت ما خطوط مجلس الدفاع الكرواتي في فيتيز ولكن تم إجبارهم في النهاية على التراجع بعد قتال عنيف.
في الهرسك كان التركيز الرئيسي لهجوم جيش جمهورية البوسنة والهرسك على معقل مجلس الدفاع الكرواتي في قرية فردي وهو موقع مهم للسيطرة على الطرق الشمالية والغربية لموستار. بدأ الهجوم الأول في 19 سبتمبر بقصف مدفعي للقرية. اشتملت على الكفاح من أجل الجبال القريبة إلى الغرب لكن الهجوم تم صده من قبل مجلس الدفاع الكرواتي. لم يكن هناك خط أمامي ثابت من فردي إلى موستار وتقاتلت القوات من كلا الجانبين على التلال. في موستار اندلعت اشتباكات في ضواحي المدينة وقصف مدفعي متبادل حتى تم الاتفاق على وقف إطلاق النار في 3 أكتوبر.

### جيب فاريش
كانت بلدة فاريش تستوعب 12000 ساكن بأغلبية كرواتية صغيرة. كانت خالية نسبيا من التوترات العرقية حتى بعد صيف عام 1993. في البلدة ظل زعماء كلا الجانبين معتدلين واستمر المجتمعان البوسني والكرواتي في التعايش. بدأت المشكلات لأول مرة في منتصف يونيو عندما دفع هجوم مضاد لجيش جمهورية البوسنة والهرسك السكان الكروات من كاكاني للخروج بحوالي 12000-15000 لاجئ كرواتي قدموا إلى فاريش والقرى المجاورة مما ضاعف عدد سكان فاريش بشكل كبير. رد الكروات الذين لديهم عدد أكبر من الناس من المنازل بإجبار البوشناق على مغادرة منازلهم في ثلاث قرى خارج كاكاني في 23 يونيو وطالبوا القرى المجاورة بتسليم أسلحتهم إلى مجلس الدفاع الكرواتي وهو مطلب بدا أنه تم تجاهله. كان مجلس الدفاع الكرواتي سيطر عسكريا على فاريش وتم الضغط عليه من قبل جيش جمهورية البوسنة والهرسك لإعادة الخضوع من منطقة عمليات مجلس الدفاع الكرواتي في وسط البوسنة إلى الفيلق الثاني لجيش جمهورية البوسنة والهرسك. حاول الكروات في فاريش أن يوازنوا علاقتهم مع البوشناق والجمهورية الكرواتية في البوسنة والهرسك.
إيفيكا راييتش قائد المجموعة العملياتية الثانية لمنطقة العمليات في البوسنة الوسطى في مجلس الدفاع الكرواتي الذي سافر عبر الأراضي الصربية الصديقة قد وصل إلى فاريش في أو قبل 20 أكتوبر وغير الوضع بشكل كبير. في فاريش قام هو وجماعة متطرفة مسلحة بانقلاب محلي وسجنوا واستبدلوا رئيس البلدية وقائد الشرطة. ثم تعرض السكان البوسنيون في البلدية للمضايقة والسرقة وإجبارهم بشكل منهجي على ترك منازلهم. في غضون أيام انتقل غالبية السكان البوسنيين إلى الجنوب إلى قرية دابرافينا. أنشأ راييتش حكومة متشددة بينما كان جيش جمهورية البوسنة والهرسك يستعد لمهاجمة فاريش. بدأ جيش جمهورية البوسنة والهرسك ببلدة راتاني الواقعة بين كاكاني وفاريش وانتقلت إلى قرية كوبياري ذات الغالبية الكرواتية حيث قُتل ثلاثة جنود من مجلس الدفاع الكرواتي وأجبر سكان المدينة على الفرار. أثار الهجوم غضب راييتش وأمر بأن يهاجم مجلس الدفاع الكرواتي قرية بوسنية انتقاما.
في صباح يوم 23 أكتوبر 1993 هاجم المشاة من مجلس الدفاع الكرواتي بدعم من قذائف الهاون والمدفعية قرية ستوبني دو في فاريش التي كانت تحرسها فصيلة من جيش جمهورية البوسنة والهرسك مع 39 جنديا. وأثناء ذلك قام جنود مجلس الدفاع الكرواتي بتدمير القرية وتفجيرها بالديناميت ونهب المباني وقتل أي ساكن لم يتمكن من الفرار في الوقت المناسب. قررت المحكمة الجنائية الدولية ليوغوسلافيا السابقة أن مجلس الدفاع الكرواتي ذبح 36 شخصا بينهم ثلاثة أطفال وتعرضت ثلاث نساء للاغتصاب. ونفى مجلس الدفاع الكرواتي المذبحة ومنعت قوات حفظ السلام التابعة للأمم المتحدة من التحقيق بزرع الألغام وتهديدها بأسلحة مضادة للدبابات. بحلول الوقت الذي تمكنت فيه قوات حفظ السلام من الوصول في 26 أكتوبر كان مجلس الدفاع الكرواتي قد قام بتنظيف المدينة وإزالة وتدمير الأدلة على المذبحة.
بحلول نهاية أكتوبر تم تطهير فاريش تماما من سكانها البوسنيين حيث قام سكانها الكروات بنهب منازل وشركات البوشناق المهجورة. في 3 نوفمبر استولى جيش جمهورية البوسنة والهرسك على فاريش فارغة دون إراقة دماء وبعد ذلك قام عدد من جنود جيش جمهورية البوسنة والهرسك في حالة سكر وغير منظم بنهب ما تركه الكروات وراءهم. عاد البوشناق الذين تم طردهم سابقا إلى منازلهم بينما احتل البوشناق أولئك الذين ينتمون إلى الكروات الذين تم تطهيرهم عرقيا من أماكن أخرى في البوسنة بسبب الحرب الكرواتية البوسنية. كان مجلس الدفاع الكرواتي يأمل في أن يؤدي الهجوم في ستوبني دو إلى هجوم مضاد لجيش جمهورية البوسنة والهرسك الذي من شأنه أن يدفع السكان الكروات للخروج من أجل قيادة الاتحاد الديمقراطي الكرواتي للبوسنة والهرسك لإعادة توطينهم في «الأراضي الكرواتية» في مكان آخر. فر معظم سكان فاريش الكروات إلى كيسيلياك. في غضون أسابيع انتقلت التركيبة السكانية لفاريش من كونها مختلطة عرقيا إلى الكروات على وجه الحصر ثم إلى الأغلبية البوسنية.

### خطة أوين-ستولتنبرغ

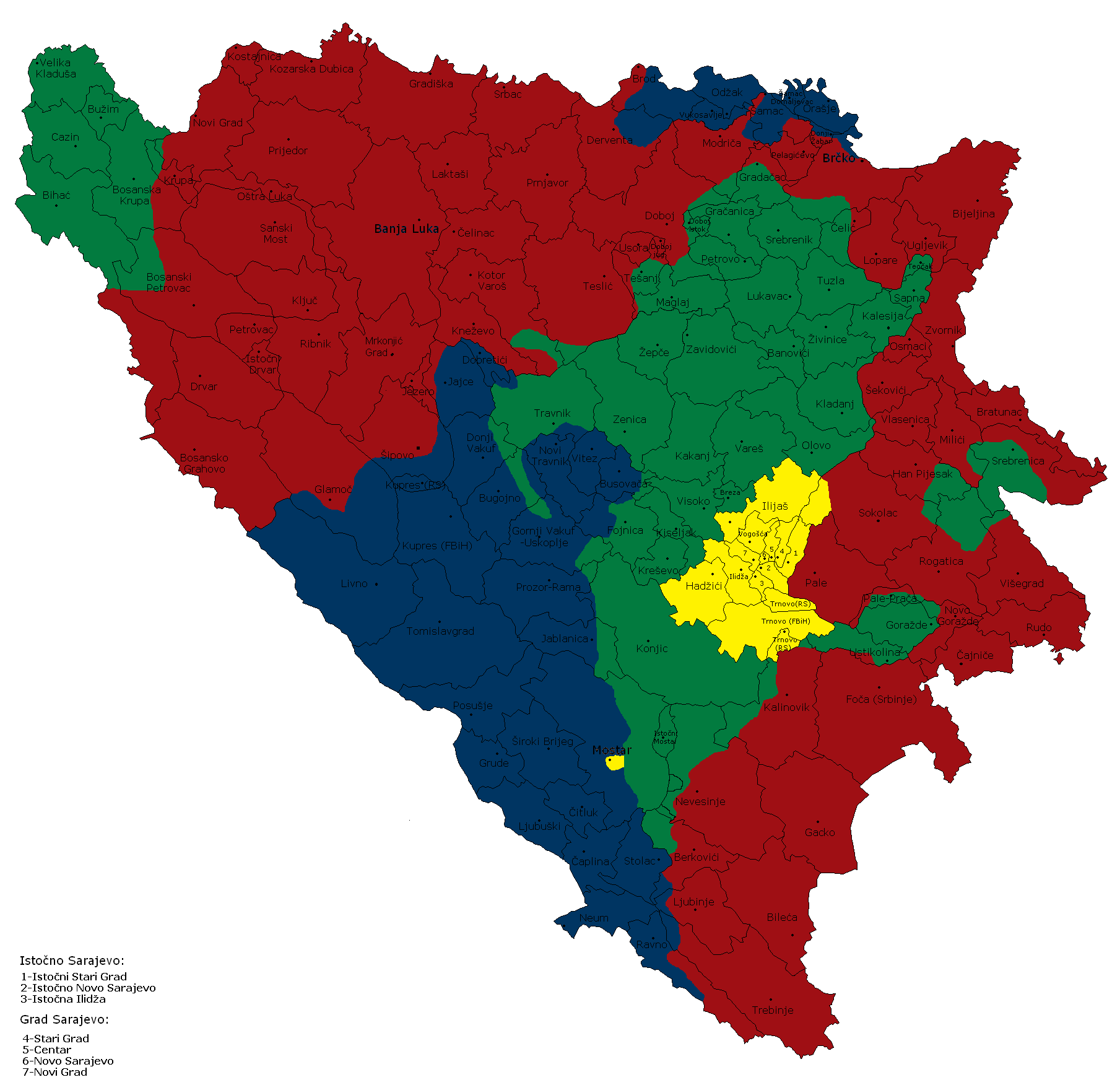
اقترح أوين-ستولتنبرغ خطة للبوسنة والهرسك:
جمهورية صرب البوسنة
جمهورية البوشناق المقترحة
الجمهورية الكرواتية في البوسنة والهرسك
الوضع الخاص

في أواخر يوليو 1993 اقترح وسطاء الأمم المتحدة ثورفالد ستولتنبرغ وديفيد أوين خطة أوين-ستولتنبرغ والتي من شأنها تنظيم البوسنة والهرسك في اتحاد من ثلاث جمهوريات عرقية. سيحصل الصرب على 53 في المائة من الأراضي وسيحصل البوشناق على 30 في المائة والكروات على 17 في المائة. وافق الكروات على الاقتراح على الرغم من أن لديهم بعض الاعتراضات فيما يتعلق بالحدود المقترحة. كما وافق الصرب على الاقتراح في حين رفض الجانب البوسني الخطة مطالبين بالوصول إلى نهر سافا والأراضي في شرق وغرب البوسنة من الصرب والوصول إلى البحر الأدرياتيكي من الكروات. في 28 أغسطس وفقا لاقتراح أوين-ستولتنبرغ للسلام تم إعلان الجمهورية الكرواتية في البوسنة والهرسك في غرود «جمهورية الكروات في البوسنة والهرسك». ومع ذلك لم تعترف بها الحكومة البوسنية.
في 7 سبتمبر 1993 اعترف برلمان كرواتيا بالجمهورية الكرواتية في البوسنة والهرسك كشكل محتمل من السيادة لكروات البوسنة والهرسك. في 14 سبتمبر وقع تودجمان وغزت بيغوفيتش إعلانا مشتركا لوقف جميع الأعمال العدائية بين جيش جمهورية البوسنة والهرسك ومجلس الدفاع الكرواتي. بعد أيام قليلة من إعلان تودجمان–عزت بيغوفيتش وافق عزت بيغوفيتش ومومسيلو كراييشنيك على وقف جميع الأعمال العدائية بين جيش جمهورية صرب البوسنة وجيش جمهورية البوسنة والهرسك والتفاوض بشأن نزاعاتهما الإقليمية. تم تضمين بند في إعلانهم أنه بعد الاتفاق على الحدود يمكن لكل جمهورية تنظيم استفتاء على الاستقلال. استمرت المحادثات بين الأطراف الثلاثة في 20 سبتمبر. على الرغم من أن عزت بيغوفيتش كان مع اتفاق سلام فقد أراد القادة العسكريون مواصلة الحرب خاصة ضد الكروات. تم إغراق محاولة سبتمبر للمصالحة بين الجانبين الكرواتي والبوشناق حيث اعتقد قادة جيش جمهورية البوسنة والهرسك أنهم قادرون على هزيمة الكروات في وسط البوسنة واستمر القتال في وسط البوسنة وموستار. في 22 أكتوبر أصدر تودجمان تعليمات إلى شوشاك وبوبيتكو بمواصلة دعم الجمهورية الكرواتية في البوسنة والهرسك معتقدين أن «الحدود المستقبلية للدولة الكرواتية يتم حلها هناك، حدود نوفي ترافنيك وبوسوفاتشا وبيهاتش وإذا قمنا بتطهير بارانيا فيمكننا التخلي عن غالبية المناطق المحيطة بسافا».

### مأزق الشتاء

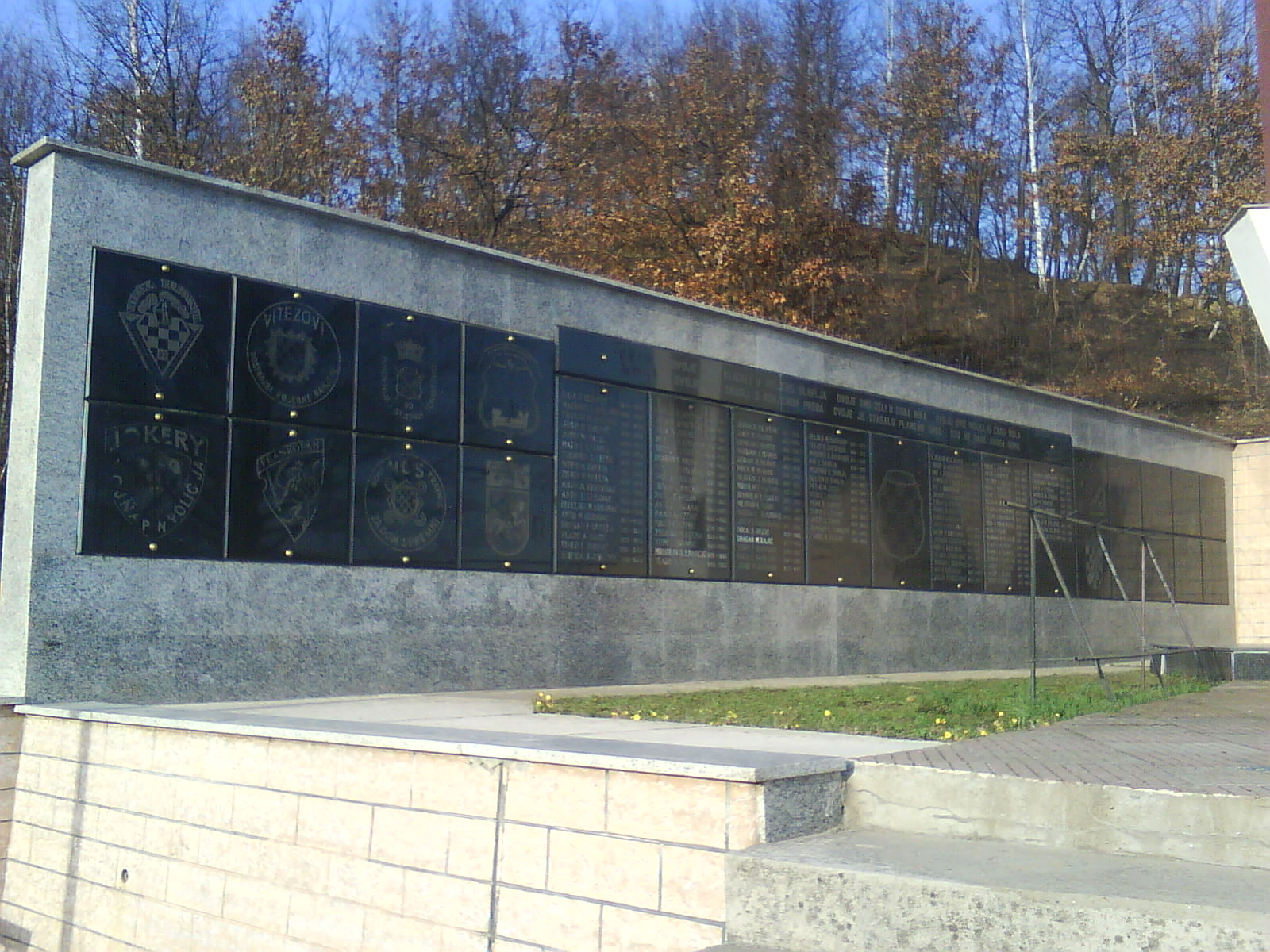
نصب تذكاري لمن قتلوا في كريتسانيفو سيلو.

كانت خطوط المواجهة قد استقرت في الغالب بحلول أواخر سبتمبر مع اندلاع القتال على مواقع ثانوية. في وسط البوسنة أدت الانتصارات التي حققها جيش جمهورية البوسنة والهرسك وعزل الجيوب الكرواتية وزيادة نشاط التهريب إلى التفكك التدريجي لمجلس الدفاع الكرواتي. في نوفمبر 1993 تدخل الجيش الكرواتي ونصب أنت روسو كقائد لمجلس الدفاع الكرواتي لإعادة تنظيمها. وضع مجلس الدفاع الكرواتي ثلاثة خطوط دفاع في وادي لاشفا. بقي الجيشان محصنين في الخنادق في نهاية عام 1993. تصاعد الوضع في أوائل نوفمبر عندما استولى جيش جمهورية البوسنة والهرسك على مستوطنة جنوب غرب فيتيز. في 8 ديسمبر شن جيش جمهورية البوسنة والهرسك هجوما فاشلا على فيتيز بهدف الاستيلاء على مصنع المتفجرات. ثم استعد جيش جمهورية البوسنة والهرسك للهجوم الشتوي وجلب اللواء الإسلامي السابع ولواءين إضافيين إلى منطقة فوينيكا في المجموع حوالي 3000-4000 جندي. في 22 ديسمبر بدأ هجوم على الأجزاء التي يسيطر عليها مجلس الدفاع الكرواتي من وادي لاشفا من ستة اتجاهات. حققت القوات البوسنية التي تهاجم شرق ترافنيك تقدما محدودا باتجاه فيتيز. شن جيش جمهورية البوسنة والهرسك هجوما آخر على فيتيز واستولى على قرية كريزانسيفو بالقرب من المدينة. قُتل العشرات من الجنود والمدنيين الكروات في هجوم مفاجئ من قبل جيش جمهورية البوسنة والهرسك.
دخل وقف إطلاق النار القصير حيز التنفيذ في عيد الميلاد لكن هجوم جيش جمهورية البوسنة والهرسك على جيب فيتيز استؤنف في الصباح الباكر من يوم 9 يناير 1994. هجوم من الشمال قبل الفجر فاجأ قوات مجلس الدفاع الكرواتي. كما قصفت قوات جيش جمهورية البوسنة والهرسك من الجنوب. في 11 يناير اخترق جيش جمهورية البوسنة والهرسك دفاعات مجلس الدفاع الكرواتي واقترب من قطع جيب فيتيز إلى جيبين ووصل إلى قرية شانتي على طريق فيتيز-بوسوفاتشا لكن قوات مجلس الدفاع الكرواتي تمكنت من الصمود على الطريق. كانت قرية بوهين كويتي المكان الأكثر إثارة للجدل. في الأيام الثلاثة الأولى كانت الخسائر الكرواتية ما لا يقل عن 36 جنديا ومدنيا. شن مجلس الدفاع الكرواتي هجوما مضادا في 24 يناير من بروزور في اتجاهين نحو منطقة غورني فاكوف ويابلانيكا. في عملية أطلق عليها اسم عملية تفيغي سيطر لواء راما من مجلس الدفاع الكرواتي على قرية أنتي شرق بروزور. في أوائل فبراير أعاد جيش جمهورية البوسنة والهرسك تجميع صفوفه ووصلت التعزيزات من سراييفو وزينيتسا. فشل هجوم جيش جمهورية البوسنة والهرسك على قرية أنتي في 8 فبراير وقام مجلس الدفاع الكرواتي بتوسيع جيب فيتيز. في 14 فبراير استعاد مجلس الدفاع الكرواتي السيطرة الكاملة على القرية.

### نهاية الحرب

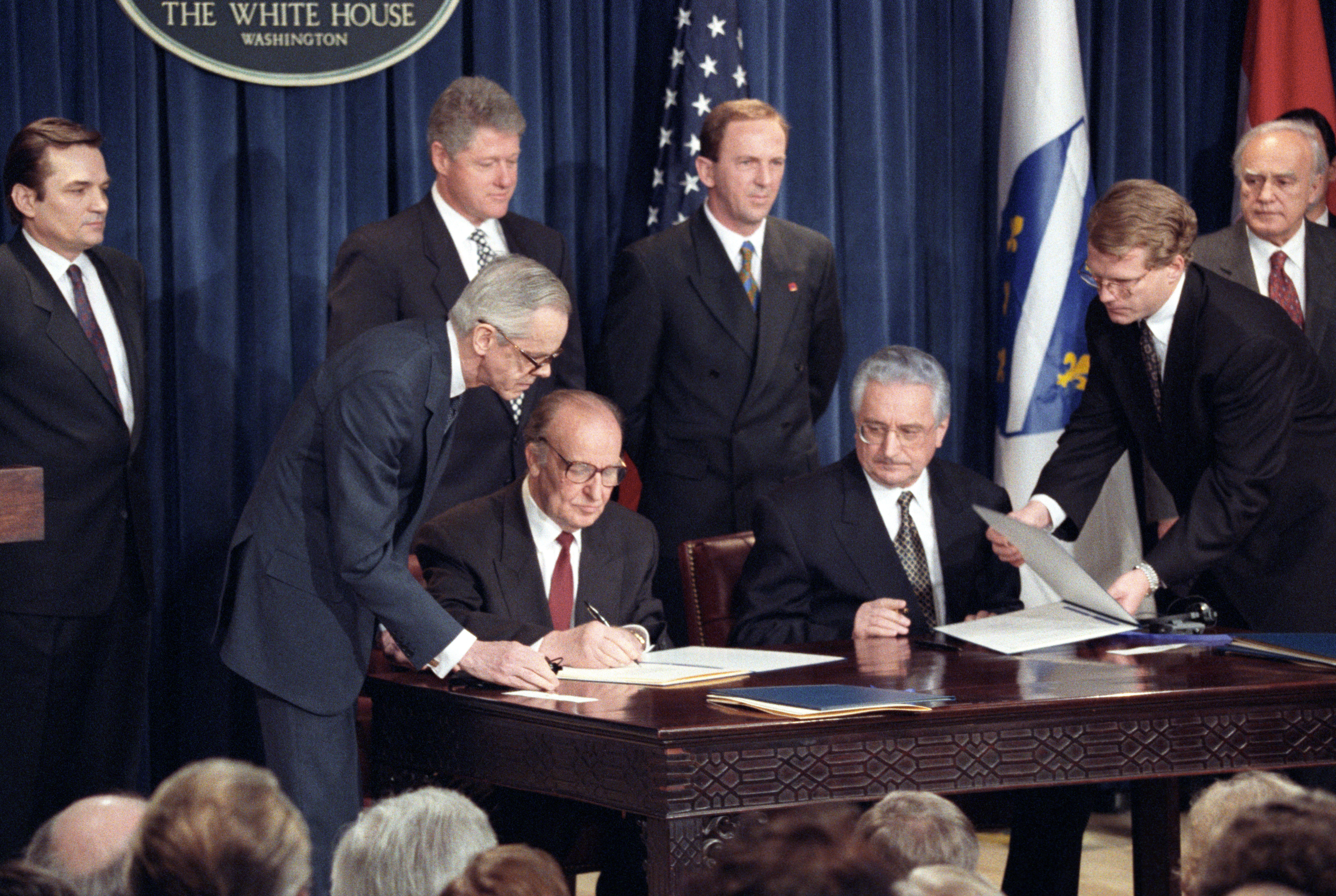
توقيع فرانيو تودجمان وعلي عزت بيغوفيتش اتفاقية واشنطن في مارس 1994.

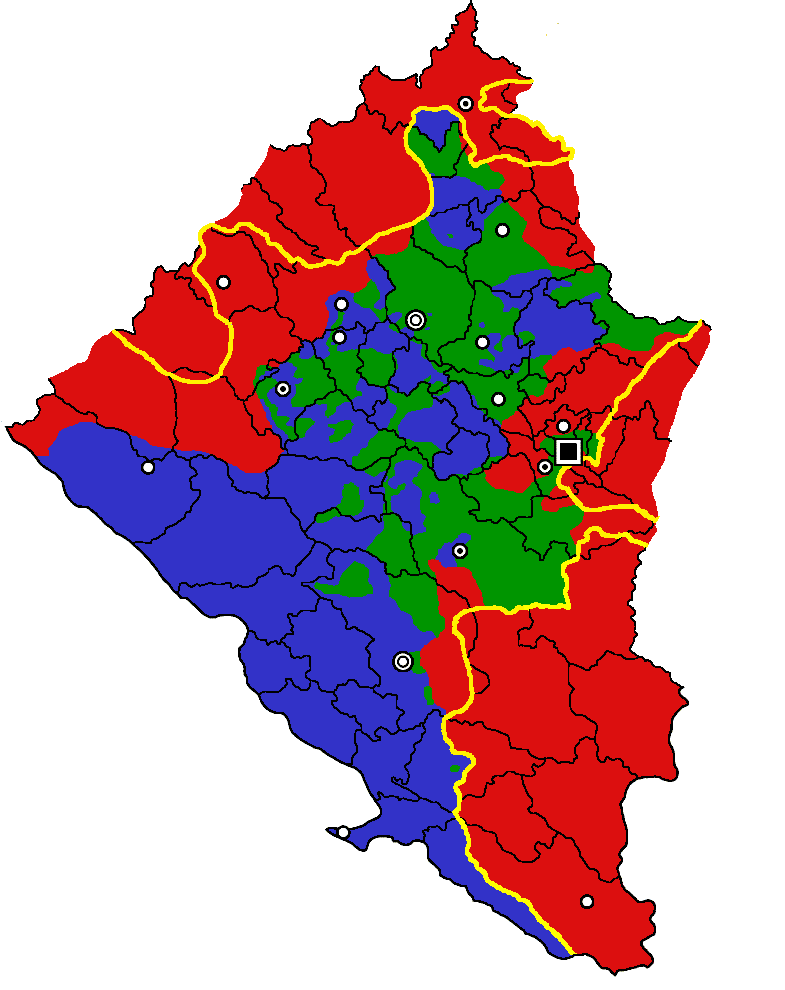
الأراضي التي كانت تحت سيطرة جيش جمهورية البوسنة والهرسك (باللون الأخضر) ومجلس الدفاع الكرواتي (باللون الأزرق) قبل الحرب وفي نهايتها.

بدءا من عام 1994 كان مجلس الدفاع الكرواتي في حالة من الجمود الدفاعي ضد جيش جمهورية البوسنة والهرسك الأكثر تنظيما بشكل تدريجي. في يناير 1994 قدم عزت بيغوفيتش إلى تودجمان خطتي تقسيم مختلفتين للبوسنة والهرسك ورُفض كلاهما. في نفس الشهر هدد تودجمان في خطاب ألقاه بإرسال المزيد من قوات الجيش الكرواتي إلى البوسنة والهرسك لدعم مجلس الدفاع الكرواتي. بحلول فبراير 1994 أفاد الأمين العام للأمم المتحدة أن ما بين 3000 و 5000 جندي كرواتي كانوا في البوسنة والهرسك وأدان مجلس الأمن التابع للأمم المتحدة كرواتيا محذرا من أنها إذا لم تنهِ «جميع أشكال التدخل» فسوف يتم اتخاذ «إجراءات جادة».
في فبراير 1994 تمت الإطاحة بالمتشددين بوبان ومجلس الدفاع الكرواتي من السلطة بينما تم طرد «العناصر الإجرامية» من جيش جمهورية البوسنة والهرسك. في 26 فبراير بدأت المحادثات في واشنطن العاصمة بين قادة الحكومة البوسنية وماتي غرانيتش وزير الخارجية الكرواتي لمناقشة احتمالات وقف إطلاق نار دائم واتحاد كونفدرالي للمنطقة البوسنية والكرواتية. تحت ضغط أمريكي قوي تم التوصل إلى اتفاق مؤقت بشأن اتحاد كرواتي بوسني في واشنطن في 1 مارس. في 18 مارس في احتفال استضافه الرئيس الأمريكي بيل كلينتون وقع رئيس الوزراء البوسني حارث سيلايديتش ووزير الخارجية الكرواتي ماتي غرانيتش ورئيس الجمهورية الكرواتية في البوسنة والهرسك كريسيمير زوباك اتفاق وقف إطلاق النار. ووقع الاتفاق أيضا الرئيس البوسني علي عزت بيغوفيتش والرئيس الكرواتي فرانجو تودجمان وأنهت فعليا الحرب الكرواتية البوسنية. وبموجب الاتفاقية تم تقسيم الأراضي المشتركة التي تحتلها القوات الحكومية الكرواتية والبوسنية إلى عشرة كانتونات تتمتع بالحكم الذاتي. ووفقا لتودجمان فإن الدعم الكرواتي جاء فقط بشرط ضمان أمريكي لوحدة أراضي كرواتيا وقرض دولي لإعادة الإعمار وعضوية في برنامج الناتو للشراكة من أجل السلام والعضوية في مجلس أوروبا. وبحسب وسائل الإعلام الغربية فقد تلقى تودجمان ضغوطا أمريكية مكثفة بما في ذلك التهديد بالعقوبات والعزلة.
في نهاية الحرب استحوذ مجلس الدفاع الكرواتي على ما يقدر بنحو 13٪ من أراضي البوسنة والهرسك في حين قدرت الأراضي التي يسيطر عليها جيش جمهورية البوسنة والهرسك بنسبة 21٪ من البلاد. سيطر مجلس الدفاع الكرواتي على حوالي 16٪ قبل الحرب الكرواتية البوسنية. في سياق الصراع استولى جيش جمهورية البوسنة والهرسك على حوالي 4٪ من أراضي البوسنة والهرسك من مجلس الدفاع الكرواتي ومعظمها في وسط البوسنة وشمال الهرسك. استولى مجلس الدفاع الكرواتي على حوالي 1٪ من البوسنة والهرسك من جيش جمهورية البوسنة والهرسك.
بعد وقف الأعمال العدائية بين الكروات والبوشناق في أواخر عام 1994 تدخل الجيش الكرواتي في البوسنة والهرسك ضد جيش جمهورية صرب البوسنة في الفترة من 1 إلى 3 نوفمبر في عملية سينكار بالقرب من كوبرس ومن 29 نوفمبر - 24 ديسمبر في عملية شتاء 94 بالقرب من جبل دينارا وليفنو. تم تنفيذ هذه العمليات لتقليل حصار منطقة بيهاتش والاقتراب من كنين عاصمة جمهورية صرب البوسنة من الشمال وعزلها من ثلاث جهات. بحلول عام 1995 تحول ميزان القوى بشكل كبير. كانت القوات الصربية في كرواتيا والبوسنة والهرسك قادرة على نشر ما يقدر بنحو 130.000 جندي بينما كان لدى جيش جمهورية البوسنة والهرسك والجيش الكرواتي ومجلس الدفاع الكرواتي معا حوالي 250.000 جندي و 570 دبابة.

## دعاية زمن الحرب
خلال الحرب هيمنت البيئة القومية على وسائل الإعلام واستخدمت الدعاية على نطاق واسع من قبل الجانبين. بمجرد تصاعد الصراع الكرواتي البوسني بدأت وسائل الإعلام في استخدام مصطلحات مهينة للخصم. بدأت وسائل الإعلام الكرواتية في الإشارة إلى البوسنيين ب«باليجي» وبدأت وسائل الإعلام البوسنية تشير إلى الكروات باسم «أوستاشي». تمت مقارنة أفعال جانب واحد بأفعال الصرب في المراحل الأولى من الحرب. شنت حكومة سراييفو حملة دعائية لوصف خصومها بمجرمي الحرب وأنفسهم بأنهم ضحايا أبرياء. في يونيو 1993 قال نائب وزير الإعلام في سراييفو إن 200 ألف شخص قُتلوا في ذلك الوقت أثناء الحرب جميعهم تقريبا من المسلمين وهو ما تم قبوله ونشره بلا شك من قبل الحكومة. حاولت الصحافة البوسنية إنكار جرائم الحرب البوسنية وعندما لم يعد ذلك ممكنا وصفتها بأنها «انتقام من الضحايا». أفاد تحليل استخباراتي أمريكي لاحق أن الكثير من التقارير الإعلامية من سراييفو أثناء الحرب كانت أكثر بقليل من دعاية بوسنية.
دعاية الحرب الكرواتية حتى في ذروة الحرب الكرواتية البوسنية لا تزال تعتبر الصرب العدو الأساسي. ومع ذلك تم اختلاق القصص الإخبارية للتحريض على الكراهية ودفع التلفزيون والإذاعة التي تسيطر عليها الدولة الدعاية المناهضة للبوشناق مما أدى إلى تصعيد التوترات بين البوسنيين والكروات في كرواتيا. اتهم مروجو الدعاية الكروات المسلمين بمحاولة الاستيلاء على البلقان وأوروبا. أشار التلفزيون الكرواتي إلى عزت بيغوفيتش على أنه «زعيم مسلم» وجيش جمهورية البوسنة والهرسك ب«القوات المسلمة والمجاهدين والمحاربين الجهاديين» و «المعتدين» بينما صوروا مجلس الدفاع الكرواتي على أنهم «مدافعون أبطال». اعترف المحررون في بيان رسمي بأنهم فرضوا رقابة على مقابلات عزت بيغوفيتش بعد أن قال إنه «يؤيد اتحاد كونفدرالي مع كرواتيا وأيضا مع آخرين بما في ذلك حتى صربيا». تم رفض منتقدي السياسة الكرواتية في البوسنة والهرسك باعتباره «حنينا إلى يوغوسلافيا» أو «كتاب العمود الخامس الروحي».
في أواخر عام 1992 ركزت وسائل الإعلام الكرواتية الرسمية في الغالب على التعاون البوسني المزعوم مع المخابرات اليوغوسلافية المضادة وبالتالي الصرب. انتقلت الدعاية اللاحقة إلى هجمات محددة على الإسلام وشجبت بانتظام خطر التطرف الأصولي. بحلول أوائل نوفمبر 1992 أثار شوشاك في محاولة للحصول على دعم عسكري إسرائيلي مخاوف وادعى أن هناك مؤامرة إسلامية مشيرا إلى أن هناك 11000 من البوشناق يدرسون في القاهرة وحدها. برر تودجمان التدخل في البوسنة والهرسك بالقول إن الحكومة البوسنية ستقيم «دولة إسلامية في أوروبا والتي كانت جزءا من صراع بين العالمين الإسلامي والكاثوليكي ومواجهة بين العالم الإسلامي والغرب». استخدم الكتاب الكروات مخاوف مماثلة لا أساس لها لإضفاء الشرعية على إنشاء الجمهورية الكرواتية في البوسنة والهرسك. استخدم مجلس الدفاع الكرواتي التزوير كدليل على أن الحكومة البوسنية قد وضعت خططا لذبح الكروات.
نقلت صحيفة فيسنيك الكرواتية اليومية المملوكة للدولة اللوم عن تدمير مجلس الدفاع الكرواتي لجسر ستاري موست في موستار إلى «العالم الذي لم يفعل أي شيء لوقف الحرب» بينما ألقى إذاعة وتلفزيون كرواتيا باللوم على البوسنيين. في تقرير عن مذبحة ستوبني دو نفى فيسنيك مسؤولية مجلس الدفاع الكرواتي وادعى أنه لم يكن هناك بوسنيون في القرية وذكر أن القوات البوسنية حاولت اختراق الخطوط الكرواتية من خلال مهاجمة ستوبني دو. وصرح بوبان الذي انتقد اللاجئين البوسنيين في كرواتيا ووصفوه بأنه جاحد بأن «الكروات يحصلون على سكين مبللة بدم الكروات وسكين في أيدي أزواج وآباء مجانين وجدت زوجاتهم وأطفالهم ملاذا آمنا في البلدات والفنادق الكرواتية على الساحل الكرواتي». بعد ذلك ألهمت كلمات بوبان التقارير الإخبارية الكرواتية بدعوات للعنف ضد البوسنيين. تصاعدت الهجمات والمضايقات بحق اللاجئين البوسنيين في عام 1993. بعد اتفاق واشنطن استمرت الصحافة الكرواتية في الادعاء بأن البوشناق سيدمرون تميزهم القومي بالفدرالية متعددة الجنسيات.

## دور كرواتيا
كانت هناك ثلاث مراحل لاشتباك القوات النظامية الكرواتية في حرب البوسنة والهرسك. في المرحلة الأولى التي استمرت من ربيع إلى خريف 1992 انخرط الجيش الكرواتي في جنوب البوسنة والهرسك وفي بوسافينا البوسنية حيث قاتلوا ضد القوات الصربية. استمرت هذه المرحلة حتى أكتوبر 1992. وكانت المرحلة الثانية بين أبريل 1993 ومايو 1994 عندما اندلع الصراع الكرواتي البوسني. لا يزال دور كرواتيا خلال تلك الفترة مثيرا للجدل. أيدت كرواتيا استفتاء الاستقلال البوسني واعترفت بالبوسنة والهرسك في أبريل 1992. كما ساعدت في تسليح القوات البوسنية عندما بدأت حرب البوسنة والهرسك. ومع ذلك هناك آراء مختلفة حول هذه التحركات. أشارت المؤرخة الكرواتية دنيا ميلتشيتش إلى أنه إذا قاطع الكروات الاستفتاء مثلما فعل صرب البوسنة والهرسك فلن يتم الاعتراف بالبوسنة والهرسك من قبل المجتمع الدولي وتصبح دولة ذات سيادة ولن يكون لدى القوات البوسنية أي أسلحة تقريبا بدون المساعدة الكرواتية. رأي آخر هو أن الحكومة الكرواتية لعبت دور الاعتراف ودورها في المساعدة على إنشاء الجمهورية الجديدة بينما ساعد تودجمان وشوشاك كروات البوسنة والهرسك بهدوء على تعزيز وتوسيع استقلاليتهم. تعتبر الأكاديمية الأمريكية سابرينا ب. راميت أن الحكومة الكرواتية لعبت «لعبة مزدوجة» في البوسنة والهرسك. كتب المؤرخ البريطاني ماركو أتيلا هور أن «الحل العسكري يتطلب من البوسنة والهرسك كحليف لكن الحل الدبلوماسي يتطلب البوسنة والهرسك كضحية». فيما يتعلق بالتدخل المزعوم للجيش الكرواتي قال المؤرخ الأمريكي تشارلز آر شريدر أن الوجود الفعلي لقوات الجيش الكرواتي ومشاركتها في الصراع الكرواتي البوسني لا يزال غير مثبت.
من بين تفسيرات الحرب الكرواتية البوسنية أن السياسة الكرواتية تجاه البوسنة والهرسك قد تم إملاءها من خلال وجهات نظر تودجمان الشخصية وأعوانه المقربين ولا سيما وزير الدفاع غويكو شوشاك وما يسمى باللوبي الهرسكي. يخلص حكم المحكمة الجنائية الدولية ليوغوسلافيا السابقة ضد كورديتش-سيركيز إلى أن: «الرئيس تودجمان كان لديه طموحات إقليمية فيما يتعلق بالبوسنة والهرسك وكان ذلك جزءا من حلمه بكرواتيا الكبرى... بدأت الخطة مع الاتحاد الديمقراطي الكرواتي في كرواتيا وزعيمها فرانيو تودجمان واستند إلى» خطة بانوفينا«لعام 1939 وهي اتفاقية بين كرواتيا وصربيا لتقسيم البوسنة والهرسك بينهما. استولى الفرع البوسني من حزب الاتحاد الديمقراطي الكرواتي على المنظمات الكرواتية البوسنية وأنشأ الجمهورية الكرواتية في البوسنة والهرسك في نوفمبر 1991 . ثم تم التخطيط لحملة الاضطهاد والتطهير العرقي وتنفيذها من قبل القيادة الكرواتية البوسنية في منطقة الجمهورية الكرواتية في البوسنة والهرسك من خلال منظماتهم ولا سيما مجلس الدفاع الكرواتي. في البداية استولوا على مرافق الحكومة والشرطة والجيش في أكبر عدد ممكن من البلديات وأكدوا سيطرتهم على جميع جوانب الحياة اليومية. وفي غضون ذلك احتفظت جمهورية كرواتيا وجيشها بالسيطرة الشاملة في النزاع الذي تحول بالتالي إلى نزاع مسلح دولي مع البوسنة والهرسك».
المؤرخ الكرواتي الأمريكي جيمس جيه سادكوفيتش يدعي أن هذه كانت «نظرية مؤامرة كلاسيكية». في مايو 1990 قال تودجمان أن كرواتيا والبوسنة والهرسك «يشكلان كلا جغرافيا وسياسيا وعلى مدار التاريخ كانوا عموما في دولة واحدة موحدة» لكنه اقترح أن على مواطنيها «تقرير مصيرهم من خلال استفتاء». كان يشك في أن البوسنة والهرسك يمكن أن تنجو من تفكك يوغوسلافيا لكنه دعم سلامتها إذا بقيت خارج الاتحاد اليوغوسلافي والنفوذ الصربي. دعا تودجمان في تصريحاته الرسمية إلى تكامل البوسنة والهرسك. ووفقا لما ذكرته سابرينا ب. راميت فقد تم القيام بذلك في محاولة لإرباك الجماهير الأجنبية من نواياه واسترضاء المجتمع الدولي. دعم تودجمان وحدة أراضي كرواتيا لكنه رأى أن حدود البوسنة والهرسك مفتوحة للتفاوض. وقد شجع موقفه بسبب السياسة غير الواضحة والمربكة للمجتمع الدولي فيما يتعلق بحرب البوسنة والهرسك والمناطق التي يسيطر عليها الصرب في كرواتيا. كتب المؤرخ البريطاني مارك ألموند أن «كل الآراء الدولية المحترمة تقريبا [...] شككت في جدوى وشرعية البوسنة والهرسك المتكاملة.» للادعاءات بأنه كان لديه منذ البداية سياسة تعاون مع الصرب بشأن تقسيم البوسنة والهرسك بهدف التطهير العرقي في حين يسمي آخرون هذا الافتراض بدون دليل مقنع بحجة أنه إذا كان الكروات والصرب قد شنوا حربا مشتركة ضد البوشناق فلن تكون هناك البوسنة والهرسك.
في مايو 2013 في حكم ابتدائي ضد ستة من قادة الجمهورية الكرواتية في البوسنة والهرسك قررت المحكمة الجنائية الدولية ليوغوسلافيا السابقة أن الحرب الكرواتية البوسنية كانت ذات «طابع دولي» ووجدت بالأغلبية أن «قوات الجيش الكرواتي قاتلت إلى جانب مجلس الدفاع الكرواتي ضد جيش جمهورية البوسنة والهرسك وأن جمهورية كرواتيا لديها سيطرة شاملة على القوات المسلحة والسلطات المدنية للجالية الكرواتية (وفيما بعد جمهورية) في البوسنة والهرسك. [...] كان هناك مشروع إجرامي مشترك وكان له هدفه النهائي هو إنشاء كيان إقليمي كرواتي مع جزء من حدود بانوفينا الكرواتية لعام 1939 لتمكين إعادة توحيد الشعب الكرواتي. وكان هذا الكيان الإقليمي الكرواتي في البوسنة والهرسك إما متحدا مع كرواتيا بعد حل محتمل للبوسنة والهرسك أو أن تصبح دولة مستقلة داخل البوسنة والهرسك ذات علاقات مباشرة مع كرواتيا». أصدر القاضي جان كلود أنتونيتي رئيس المحكمة في المحاكمة رأيا منفصلا اعترض فيه على فكرة العمل الإجرامي المشترك. ووصف الحرب بأنها صراع داخلي بين كروات البوسنة والهرسك والبوشناق وقال إن خطط تودجمان فيما يتعلق بالبوسنة والهرسك لا تتعارض مع موقف المجتمع الدولي. في 19 يوليو 2016 قررت محكمة الاستئناف أن «نتائج المسؤولية الجنائية التي تم التوصل إليها في قضية معروضة على المحكمة ملزمة فقط للمتهم في قضية محددة» وخلصت إلى أن «المحكمة الابتدائية لم تقدم أي نتائج صريحة بشأن [تودجمان وشوشاك ومشاركة بوبيتكو] في مشروع إجرامي مشترك ولم يجد[هم] مذنبين بأي جرائم».
في 29 نوفمبر 2017 أصدرت محكمة الاستئناف بالمحكمة الجنائية الدولية ليوغوسلافيا السابقة حكمها النهائي حيث كررت وأكدت النتيجة التي توصل إليها رئيس المحاكمة بشأن مشروع جنائي مشترك بين قادة الجمهورية الكرواتية في البوسنة والهرسك وفرانيو تودجمان وأكدت محكمة الاستئناف أنها صحيحة في المحاكمة. النتائج التي توصلت إليها المحكمة لعناصر محددة من مشروع إجرامي مشترك هذه بما في ذلك: (1) أن تودجمان كان ينوي تقسيم البوسنة والهرسك وتدخل في البوسنة والهرسك بهدف إنشاء كرواتيا الكبرى (2) التي سيطر فيها تودجمان على الأنشطة العسكرية في الجمهورية الكرواتية في البوسنة والهرسك بسبب «هيكل قيادة مشترك» (3) أن تودجمان انتهج «سياسة ذات مسارين» أي الدفاع علنا عن احترام حدود البوسنة والهرسك الحالية بينما يدعم بشكل خاص تقسيم البوسنة والهرسك بين الكروات والصرب.

## فيما بعد
في نوفمبر 1995 تم التوقيع على اتفاقية دايتون من قبل رؤساء كرواتيا والبوسنة والهرسك وصربيا التي أنهت حرب البوسنة والهرسك. تم تعريف اتحاد البوسنة والهرسك كواحد من كيانين في البوسنة والهرسك ويشكل 51٪ من الأراضي. وتشكل جمهورية صرب البوسنة نسبة ال49 في المائة المتبقية. ومع ذلك كانت هناك مشاكل في تنفيذها بسبب تفسيرات مختلفة للاتفاقية. كان من المقرر إنشاء جيش اتحاد البوسنة والهرسك من خلال دمج وحدات من جيش جمهورية البوسنة والهرسك ومجلس الدفاع الكرواتي على الرغم من أن هذه العملية كانت غير فعالة إلى حد كبير. تم تقسيم الاتحاد إلى 10 كانتونات. وكان الكروات يشكلون أغلبية في ثلاثة منهم والبوشناق في خمسة. كان اثنان من الكانتونات مختلطة عرقيا وفي البلديات التي تم تقسيمها خلال الحرب بقيت الإدارات المحلية الموازية. كان من المقرر أن تبدأ عودة اللاجئين في تلك الكانتونات. نصت الاتفاقية على إلغاء الجمهورية الكرواتية في البوسنة والهرسك في غضون أسبوعين.
اعتمد الاتحاد على الورق فقط وفشل في العمل كحكومة عاملة على الرغم من ضغوط واشنطن وأكد الرئيسان تودجمان وعزت بيغوفيتش أن السياسيين الكروات والبوشناق سينضمون معا في الحكومة الجديدة. ألغيت الجمهورية الكرواتية في البوسنة والهرسك رسميا في 17 ديسمبر 1996 ولكن في 27 يناير 1997 تم إنشاء الجمهورية الكرواتية الجديدة في البوسنة والهرسك كبديل. استمرت منظمات الجمهورية الكرواتية في البوسنة والهرسك في العمل وعملت حكومة موازية لتوسيع استقلالية مؤسساتها المالية. زعم قادة الاتحاد الديمقراطي الكرواتي أن «جانب الجمهورية الكرواتية في البوسنة والهرسك لا يمكنه قبول نظام مالي مشترك لأن مثل هذا النظام لم يسمح للكروات البوسنيين بتمويل جيشهم ومتابعة التزاماتهم الاجتماعية على المدى الطويل». أنظمة الموازنة الموازية في الجمهورية الكرواتية في البوسنة والهرسك تجمع الإيرادات من الكانتونات الخاضعة للسيطرة الكرواتية. يتحكم مكتب مدفوعات الجمهورية الكرواتية في البوسنة والهرسك في النشاط الاقتصادي الكرواتي وهناك مرافق عامة كرواتية منفصلة وخدمات اجتماعية وصناديق التأمين الاجتماعي وإدارات الغابات. يتم الحفاظ على نظام تعليمي منفصل مع مناهج وكتب مدرسية في الجمهورية الكرواتية في البوسنة والهرسك من كرواتيا. استمرت الجمهورية الكرواتية في البوسنة والهرسك في تلقي الدعم المالي من كرواتيا وخاصة وزارة الدفاع. يتم دعم أنظمة التقاعد والتعليم ورواتب السياسيين وضباط الجيش الكروات من قبل الحكومة الكرواتية. خلص تقرير لمنظمة الأمن والتعاون في أوروبا بعد عامين من انتهاء الحرب إلى أن الجمهورية الكرواتية في البوسنة والهرسك أصبحت «من جميع النواحي من الشؤون العسكرية والأمنية إلى العلاقات التجارية جزءا من كرواتيا».
أثناء المحادثات في دايتون تم الاتفاق على تبادل النازحين في يايتسي وستولاك وبوغوينو وترافنيك لكن السلطات في جميع البلديات الأربع أعاقت العملية. أعاق المسؤولون المحليون عودة اللاجئين الكروات في بلدية ترافنيك. خلال عام 1997 قُتل خمسة عائدين في القرى المحيطة بترافنيك. قال الكاردينال فينكو بولييتش إن حملة من قبل الحكومة ووسائل الإعلام تم إجراؤها لجعل الصرب والكروات يشعرون بأنهم لا ينتمون إلى البوسنة والهرسك. أعاق حزب العمل الديمقراطي عودة اللاجئين إلى ترافنيك وبوغوينو وغورني فاكوف.
في فبراير 1997 أثناء عطلة عيد الأضحى وقع حادث في موستار بين رجال الشرطة الكروات ومجموعة من عدة مئات من البوشناق كانوا يسيرون إلى مقبرة شارع ليسكا. وخلال المسيرة اندلع شجار وإطلاق نار أسفر عن مقتل بوسني وإصابة 24 آخرين. ووجهت إلى رئيس شرطة موستار لائحة اتهام في محكمة مقاطعة موستار بتهمة ارتكاب هجوم متعمد. وقال الدفاع إن المتظاهرين ألقوا الحجارة على الشرطة أولا وأن عددا من رجال الشرطة أصيبوا بطعنات بينما لم يتم الإعلان عن الموكب مسبقا. المحاكمة لا تزال جارية.
في أغسطس 1997 تعرض البوسنيون العائدون إلى يايتسي للهجوم من قبل الغوغاء بما في ذلك ميليشيا مجلس الدفاع الكرواتي بناء على تحريض من القادة السياسيين المحليين بما في ذلك داريو كورديتش نائب رئيس الجمهورية الكرواتية في البوسنة والهرسك السابق. وفر حوالي 500 من البوشناق العائدين واندلعت حرائق في المنازل وقتل أحد العائدين. أقيل المندوب السامي للبوسنة والهرسك المتشددون من الاتحاد الديمقراطي الكرواتي الذين يشغلون مكاتب في درفار وستولاك والذين أعاقوا عودة اللاجئين من مناصبهم في عام 1998.
تتطلب اتفاقيات دايتون للسلام رحيل جميع المقاتلين الأجانب من البوسنة والهرسك. في عام 1995 دعا عزت بيغوفيتش الجهاديين لمغادرة البلاد مما أدى إلى إدانته من الإسلاميين الآخرين. قدرت المخابرات العسكرية الفرنسية والبريطانية أن ما يصل إلى 2000 مجاهد ظلوا في البوسنة في أواخر عام 1995 بينما قال بعض الدبلوماسيين إن عددهم بقي ضعفهم. في 16 ديسمبر وقع اشتباك بين المجاهدين والشرطة الكرواتية عند حاجز على الطريق بالقرب من زيبشي. قتل خمسة من المجاهدين في تبادل لإطلاق النار وأصيب شرطيان كرواتيان. في عام 1996 مارست الولايات المتحدة ضغوطا على القيادة البوسنية لإغلاق علاقاتها المتبقية مع الجماعات الإسلامية وإبعاد حسن شنجيتش الذي كان متورطا في شحنات الأسلحة الإيرانية إلى البلاد من منصب نائب وزير الدفاع. في عام 2007 ألغت حكومة البوسنة والهرسك الجنسية عن مئات المجاهدين السابقين.
لم تمنح اتفاقية دايتون للكروات وحدة إقليمية يمكنهم أن يحكموها بشكل مستقل وداخل اتحاد البوسنة والهرسك غالبا ما يتم التصويت عليهم. من وجهة نظرهم فإن الهيكل المؤسسي الذي تم إنشاؤه مع دايتون قد همشهم. ودعوا إلى إنشاء كيان ثالث يحظى بأغلبية كرواتية وهو ما وصفه الممثل السامي آنذاك كارلوس وستندورب بأنه «غير مقبول» في عام 1999.
في عام 2000 بثت القناة الرابعة البريطانية التلفزيونية تقريرًا عن تسجيلات شريطية لفرانيو تودجمان تحدث فيه على ما يبدو عن تقسيم البوسنة والهرسك مع الصرب بعد اتفاقية دايتون. زعموا أن الرئيس الكرواتي آنذاك ستيبان ميسيتش أعطاهم الوصول إلى 17000 نسخة. ونفى ميسيتش ومكتبه إعطاء أي نصوص لصحفيين بريطانيين ووصفوا التقرير بأنه «قصة مثيرة لا علاقة لها بالحقيقة».

### الخسائر
لا توجد إحصاءات دقيقة عن ضحايا الصراع الكرواتي البوسني على أسس عرقية. ومع ذلك فإن بيانات مركز الأبحاث والتوثيق ومقره سراييفو من عام 2007 بشأن الخسائر البشرية في المناطق التي وقعت في النزاع الكرواتي البوسني يمكن أن تكون بمثابة تقدير تقريبي. وفقا لهذه البيانات المتعلقة بكل من الحرب الكرواتية البوسنية والحرب مع جيش جمهورية صرب البوسنة في وسط البوسنة والهرسك كان هناك 5149 ضحية في عام 1993 منهم 2893 من البوشناق و 1951 من الكروات و 289 من الصرب و 16 من الأعراق الأخرى. في منطقة نهر نيريتفا التي تشمل الهرسك من أصل 2764 ضحية في عام 1993 كان 1760 من البوشناق و 779 من الكروات و 205 من الصرب و 20 من الأعراق الأخرى. في منطقة فرباس كان هناك 1908 ضحية في عام 1993 منهم 946 من البوشناق و 524 من الكروات و 431 من الصرب و 7 من الأعراق الأخرى. من بين 16 بلدية في منطقة فرباس تأثرت بلديات من الصراع الكرواتي البوسني: بوغوينو وغورني فاكوف-أوسكوبلي.
وفقا لتقرير صادر عن عالم السكان البولندي إيوا تابو مات ما لا يقل عن 539 شخصا في شرق موستار من مايو 1993 حتى نهاية الصراع. هذا العدد لا يشمل 484 حالة وفاة في مكان مجهول لكنها حدثت أثناء الحصار. من بين 539 حالة وفاة كان 49.5٪ من المدنيين و 50.5٪ من المقاتلين.

### تدمير التراث الثقافي

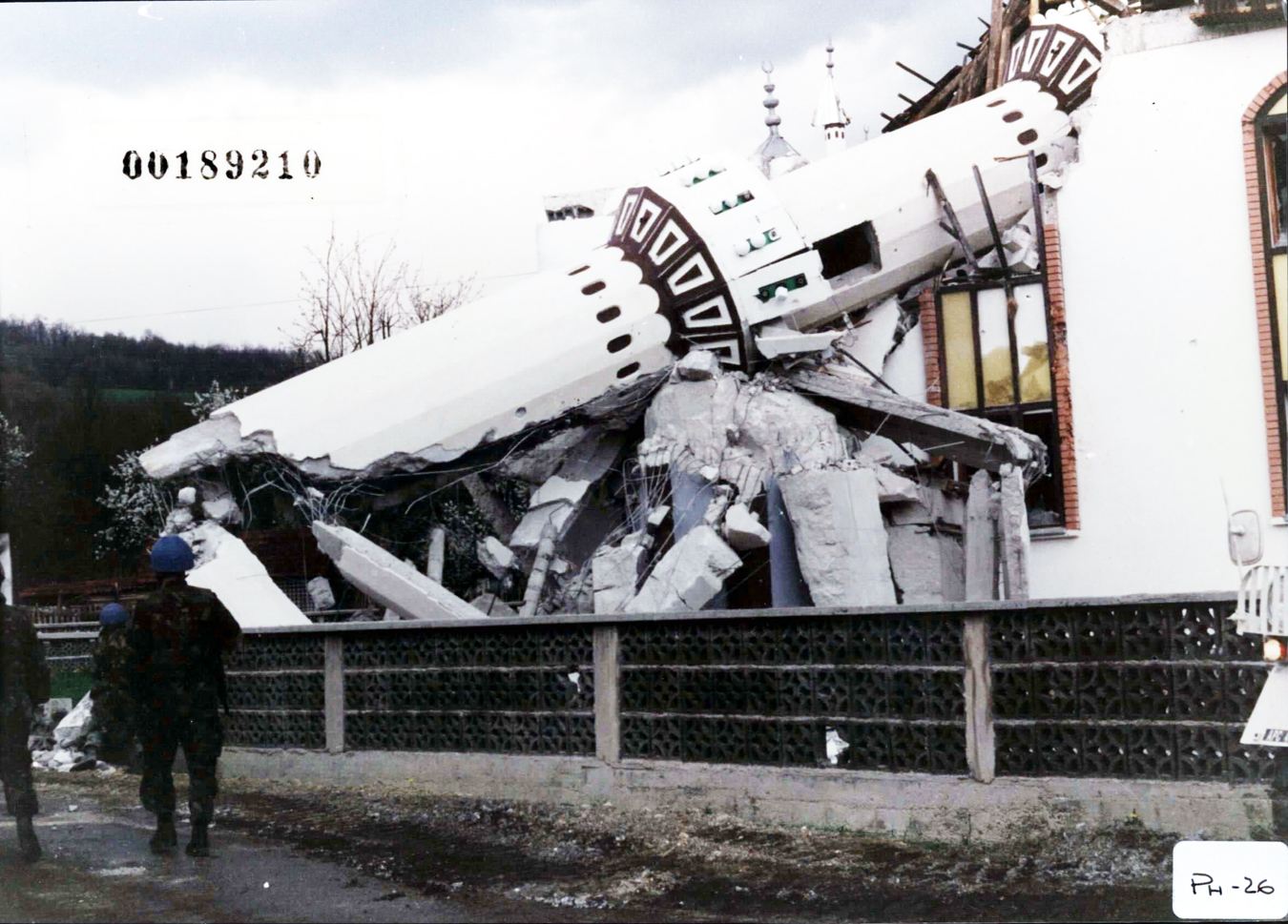
مسجد مدمر في أحميتشي، أبريل 1993.

كان التطهير العرقي للبوشناق من قبل مجلس الدفاع الكرواتي مصحوبا بتدمير واسع النطاق للتراث الديني والثقافي العثماني والإسلامي. انخرط مجلس الدفاع الكرواتي في التدمير المتعمد لمباني المسلمين مع عدم وجود نية للتحقيق مع المسؤولين. في المجموع دمر الكروات 201 مسجد في الحرب. على النقيض من ذلك كان لدى جيش جمهورية البوسنة والهرسك عموما مواقف / سياسات محترمة تجاه الممتلكات الدينية للمجتمعات المسيحية وحقق في مثل هذه الهجمات وحاول الحفاظ على إمكانية التعايش. لم تكن هناك سياسة للحكومة البوسنية لتدمير الكنائس الكاثوليكية (أو الصربية الأرثوذكسية) وظلت الغالبية سليمة طوال الحرب في المناطق التي يسيطر عليها جيش البوسنة والهرسك.
من بين الكنوز الثقافية البوسنية الرئيسية التي تم تدميرها كان الجسر القديم الذي يعود إلى القرن السادس عشر وهو أحد مواقع التراث العالمي لليونسكو التي بنتها الإمبراطورية العثمانية في مدينة موستار والتي تعبر نهر نيريتفا وتربط بين شطري المدينة. استمر الجسر القديم لمدة 427 عاما حتى تم تدميره في 9 نوفمبر 1993 من قبل القوات شبه العسكرية الكرواتية خلال الحرب الكرواتية البوسنية. وصف أندراس ريدلماير التدمير بأنه عمل يعبر عن «قتل للذاكرة» حيث تم تدمير دليل التراث الثقافي المشترك والتعايش السلمي عمدا.
| الوصف         | دمرتها القوات الكرواتية | أتلفتها القوات الكرواتية |
| ------------- | ----------------------- | ------------------------ |
| مسجد جامع     | 58                      | 80                       |
| مسجد حي صغير  | 20                      | 43                       |
| مدارس قرآنية  | 4                       | 14                       |
| نزل الدراويش  | 1                       | 1                        |
| ضريح، مزارات  | 1                       | 3                        |
| مباني الأوقاف | 24                      | 60                       |
| المجموع       | 108                     | 201                      |

| الوصف           | دمرتها القوات البوسنية | أتلفتها القوات البوسنية |
| --------------- | ---------------------- | ----------------------- |
| الكنائس         | 8                      | 67                      |
| المصليات        | 19                     | 75                      |
| بيوت رجال الدين | 9                      | 40                      |
| الأديرة         | 0                      | 7                       |
| المقابر         | 8                      | 61                      |
| المجموع         | 44                     | 250                     |

### إرهاب ما بعد الحرب
تألف الإرهاب في البوسنة والهرسك بعد اتفاقية دايتون في الغالب من عمليات قتل وتفجير لأشخاص معينين وخاصة الكروات. تفجير منازل الكروات وشن هجمات متكررة على العائدين الكروات. في صيف 1997 و 1998 قتل اثنان من رجال الشرطة الكروات على أيدي قدامى المجاهدين الذين تلقوا الحماية من الشرطة المحلية.
في 18 سبتمبر 1997 تم تنفيذ هجوم إرهابي في موستار. انفجرت سيارة مفخخة أمام مركز للشرطة في الجزء الغربي من المدينة مما أدى إلى إصابة 29 شخصا. نفذ الهجوم متطرفون إسلاميون مرتبطون بتنظيم القاعدة.
كما تم تنفيذ هجوم إرهابي في كرواتيا. في 20 أكتوبر 1995 حاول إرهابي من الجماعة الإسلامية تدمير مركز للشرطة في رييكا عن طريق قيادة سيارة مفخخة في جدار المبنى. وأسفر الهجوم عن إصابة 29 شخصا ومقتل منفذ العملية. كان الدافع وراء الهجوم هو أسر طلعت فؤاد قاسم من قبل مجلس الدفاع الكرواتي وهو عضو مهم في الجماعة الإسلامية. لم تكن هناك حالات منذ ذلك الحين.

### محاكمات جرائم الحرب

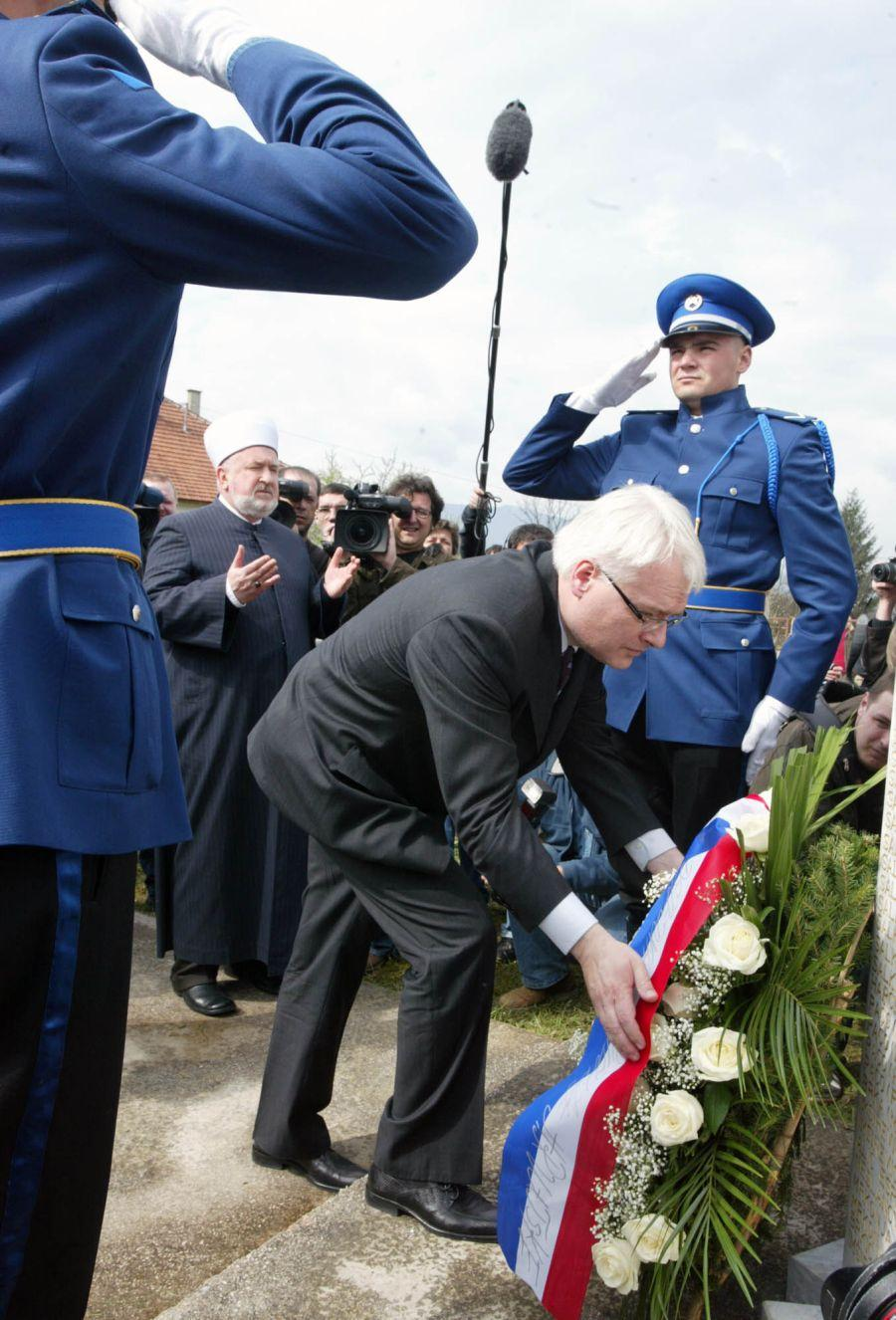
إيفو يوسيبوفيتش ومصطفى سيريتش في ذكرى مذبحة أحميتشي.

أدانت المحكمة الجنائية الدولية الخاصة بيوغوسلافيا السابقة تسعة مسؤولين من مجلس الدفاع الكرواتي ومسؤولين من الجمهورية الكرواتية في البوسنة والهرسك بارتكاب جرائم حرب في وسط البوسنة والهرسك. زلاتكو ألكسوفسكي قائد سجن في كاونيك حُكم عليه بالسجن 7 سنوات لإساءة معاملة معتقلي البوشناق. حُكم على القائد المحلي في مجلس الدفاع الكرواتي أنتو فوروندجيا بالسجن 10 سنوات لخرقه قوانين وأعراف الحرب في يوليو 2000. في قضية كوبريشكيتش فيما يتعلق بمذبحة أحميتشي أدانت المحكمة الجنائية الدولية ليوغوسلافيا السابقة عضوين محليين من مجلس الدفاع الكرواتي وهما دراغو يوسيبوفيتش وفلاديمير سانتيتش بارتكاب جرائم ضد الإنسانية. وحُكم عليهما بالسجن لمدة 12 سنة و 18 سنة على التوالي. وثبت براءة أربعة من أعضاء مجلس الدفاع الكرواتي في القضية وهم زوران كوبريشكيتش وميريان كوبريشكيتش وفلاتكو كوبريسكيتش ودراغان بابيتش. وصدر حكم الاستئناف في القضية في أكتوبر 2001.
في يوليو 2004 حُكم على تيهومير بلاشكيتش قائد منطقة عمليات مجلس الدفاع الكرواتي في وسط البوسنة والهرسك بالسجن 9 سنوات بسبب المعاملة اللاإنسانية والقاسية للمعتقلين البوسنيين. حُكم عليه في البداية بالسجن 45 عاما في عام 2000 لكن مسؤوليته القيادية عن معظم التهم ألغيت عند الاستئناف. في ديسمبر 2004 حُكم على داريو كورديتش نائب رئيس الجمهورية الكرواتية في البوسنة والهرسك السابق بالسجن 25 عاما لارتكابه جرائم حرب تهدف إلى التطهير العرقي للبوشناق في منطقة وسط البوسنة والهرسك. حُكم على القائد السابق للواء مجلس الدفاع الكرواتي في فيتيز ماريو تشيركيز بالسجن ست سنوات بتهمة الحبس غير القانوني للمدنيين البوسنيين.
اعترف إيفيكا راييتش القائد السابق لمجلس الدفاع الكرواتي في كيسيلياك بالذنب لتورطه في مذبحة ستوبني دو. حُكم عليه بالسجن 12 عاما في مايو 2006. اعترف ميروسلاف برالو العضو السابق في وحدة جوكرز في مجلس الدفاع الكرواتي بالذنب في جميع التهم بارتكاب جرائم في وادي لاشفا وحُكم عليه بالسجن لمدة 20 عاما في أبريل 2007.
في قضية توتا وأيتيلا حُكم على القائد السابق لكتيبة المدانين ملادين ناليتيليتش توتا بالسجن لمدة 20 عاما بينما حُكم على مرؤوسه فينكو مارتينوفيتش بالسجن 18 عاما. وأدين كلاهما بتهمة التطهير العرقي للمدنيين البوشناق في منطقة موستار.
في 29 نوفمبر 2017 حكمت المحكمة الجنائية الدولية ليوغوسلافيا السابقة على يادرانكو برليتش رئيس الوزراء السابق للجمهورية الكرواتية في البوسنة والهرسك بالسجن لمدة 25 عاما ووزير الدفاع السابق برونو ستوييتش واثنين من القادة السابقين لهيئة الأركان الرئيسية لمجلس الدفاع الكرواتي سلوبودان برالياك وميليفوي بيتكوفيتش بالسجن لمدة 20 عاما. الحبس لكل من فالنتين تشوريتش الرئيس السابق للشرطة العسكرية التابع لمجلس الدفاع الكرواتي إلى السجن لمدة 16 عاما وبيريسلاف بوشي الذي كان رئيس السجون ومراكز الاحتجاز بالسجن لمدة 10 سنوات. وشملت التهم جرائم ضد الإنسانية وانتهاكات لقوانين أو أعراف الحرب وخروقات جسيمة لاتفاقيات جنيف. عند سماع حكم الإدانة قال سلوبودان برالياك إنه لم يكن مجرم حرب وانتحر بشرب السم في قاعة المحكمة.
كجزء من الحكم الصادر في 29 نوفمبر أكدت المحكمة الجنائية الدولية ليوغوسلافيا السابقة وجود مشروع إجرامي مشترك تحت قيادة فرانيو تودجمان وغيره من القادة الكرواتيين بهدف إنشاء كيان كرواتي من خلال تغيير الحدود وإعادة توحيد الشعب الكرواتي. علاوة على ذلك أكدت المحكمة الجنائية الدولية ليوغوسلافيا السابقة أن الغرض من المشروع الإجرامي المشترك كان «هيمنة [الكروات في الجمهورية الكرواتية في البوسنة والهرسك] من خلال التطهير العرقي للسكان المسلمين».
أدين القائد السابق للفيلق الثالث في جيش جمهورية البوسنة والهرسك أنور حاجي حسنوفيتش جنبا إلى جنب مع القائد السابق للواء الإسلامي السابع أمير كوبورا لعدم اتخاذ التدابير اللازمة والمعقولة لمنع أو معاقبة العديد من الجرائم التي ارتكبتها القوات الخاضعة لقيادتها في وسط البوسنة والهرسك. حُكم على حاجي حسنوفيتش بالسجن ثلاث سنوات ونصف بينما حُكم على كوبورا بالسجن لمدة عامين في 22 أبريل 2008.
ووجهت إلى القائد البوسني سيفير خليلوفيتش تهمة واحدة بانتهاك قوانين وأعراف الحرب على أساس المسؤولية الجنائية العليا للحوادث خلال عملية نيريتفا 93 وثبت أنه غير مذنب. وجهت المحكمة الجنائية الدولية ليوغوسلافيا السابقة لائحة اتهام للجنرال محمد ألاغيتش لكنه توفي في عام 2003.

### التصالح
في يناير 1994 تم إنشاء المجلس الوطني الكرواتي في سراييفو مع خطة للمصالحة والتعاون البوسني الكرواتي.
في أبريل 2010 قام الرئيس الكرواتي إيفو يوسيبوفيتش بزيارة رسمية إلى البوسنة والهرسك أعرب خلالها عن «أسفه العميق» لمساهمة كرواتيا في «معاناة الناس والانقسام» التي لا تزال قائمة في البوسنة والهرسك. قام يوسيبوفيتش إلى جانب الزعماء الدينيين الإسلاميين والكاثوليكيين بتكريم الضحايا في أحميتشي وكريزانتشيفو سيلو. تعرض لانتقادات شديدة محليا واتهمته يادرانكا كوسور رئيسة الوزراء الكرواتية وعضوة الاتحاد الديمقراطي الكرواتي بخرق الدستور الكرواتي والإضرار بسمعة الدولة.

## في الثقافة الشعبية
تدور أحداث فيلم الرعب العسكري الكرواتي «الأحياء والموتى» وسط الحرب الكرواتية البوسنية.